# Pons (Charente-Maritime)
Pour les articles homonymes, voir Pons.
Pons (/pɔ̃/) est une commune du Sud-Ouest de la France, située dans le département de la Charente-Maritime (région Nouvelle-Aquitaine). Ses habitants sont appelés les Pontois.
Ville de tradition commerciale, Pons est une des principales agglomérations de la partie méridionale de la Charente-Maritime, portée par ses activités industrielles et touristiques. À mi-chemin entre Saintes et Jonzac, elle est le premier pôle économique du Pays de Haute-Saintonge.
Juchée sur un promontoire rocheux où se dresse fièrement son emblématique donjon, baignée dans sa partie basse par les différents bras de la Seugne, cette cité médiévale et ancienne place forte protestante possède un important ensemble patrimonial qui en fait une ville touristique de premier plan.

## Géographie

### Situation géographique

#### Localisation

Position de Pons en Charente-Maritime.

La commune de Pons est située dans la partie méridionale de la Charente-Maritime. Appartenant au midi de la France — on parle plus précisément de « midi atlantique », elle peut être rattachée à deux grands ensembles géographiques, le Grand Ouest français et le Grand Sud-Ouest français.
Du fait de sa situation dans la partie septentrionale du Pays de Haute-Saintonge, la ville de Pons occupe une situation privilégiée, étant proche de villes moyennes bien équipées (Saintes, Cognac) et de la côte girondine, haut lieu du tourisme estival (Royan). Elle reste également proche de la grande métropole régionale qu'est Bordeaux, et, du fait de sa proximité de petites villes de même importance (Gémozac, Jonzac), joue un rôle efficace de relais entre les campagnes et les grandes villes de la région.
La ville de Pons est située à 20 km au sud-est de Saintes, à 22 km au sud-ouest de Cognac et à 38 km à l'est de Royan.
Elle est située à 80 km au sud-est de La Rochelle, préfecture du département de la Charente-Maritime mais son influence y est ressentie de façon marginale. De même en est-il de l'influence d'Angoulême, préfecture du département voisin de la Charente, située à 55 km à l'est de Pons.
En revanche, l'influence urbaine de Bordeaux, la capitale et grande métropole de l'Aquitaine, se fait nettement ressentir, la ville n'étant distante que de 81 km.
Enfin, Pons est située à 17 km au nord-ouest de Jonzac et 10 km à l'est de Gémozac, petites villes avec lesquelles elle exerce son influence immédiate sur sa proche région.
La commune est en outre une des étapes d'un sentier de grande randonnée balisé, le GR 360.

### Géologie et relief
« C'est la Seugne dolente au long cours qui serpente, et coule lentement au pied d'un vieux donjon... »

— Goulebenéze, Bonjour Saintonge, 1942.
Le territoire urbain de Pons, relativement étendu avec ses 2 763 hectares de surface, fait apparaître plusieurs types de sol et de paysage. Cette variété découle d'une position géographique et géologique assez particulière :

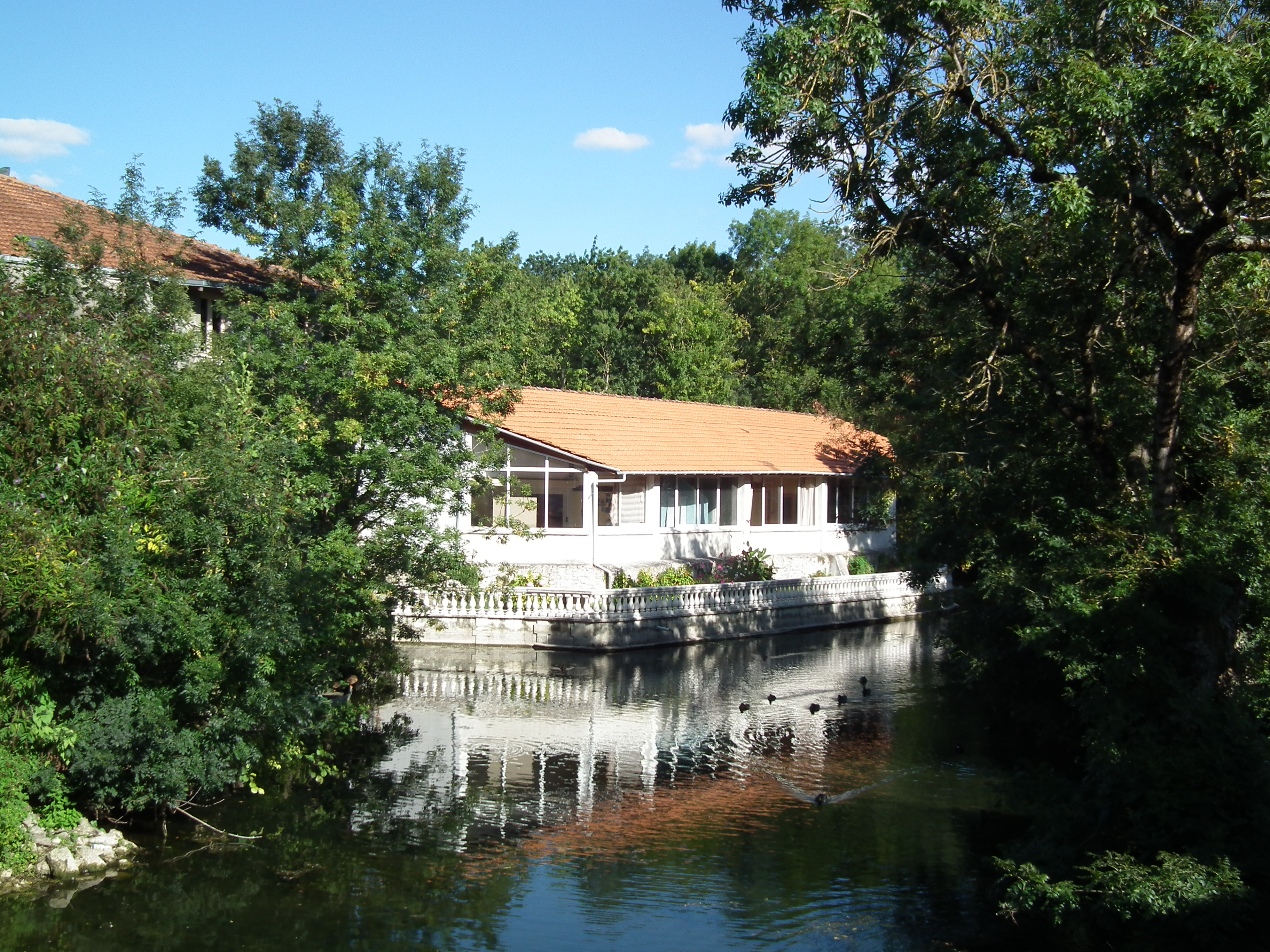
La Seugne arrose la ville de Pons dans une vallée pittoresque...

Tout d'abord, une large partie de la commune de Pons appartient au bas plateau crétacé de la Saintonge qui s'est formé au Sud du fleuve Charente constituant le plateau des Bois saintongeais. Cette partie du plateau saintongeais, où se situe Pons, est le prolongement au Nord-Ouest de l’anticlinal de Saintes, de direction NO-SE. Ce dernier correspond à un bombement du socle, où alternent successivement les calcaires et les marnes, dont le talus de faille domine la basse vallée de la Seugne s'étendant à l'Est. Sur cette partie de l'anticlinal, les altitudes sont généralement situées au-dessus de 35 mètres, la « ville haute » étant elle-même située à 40 mètres. Les terrains crétacés, formés essentiellement de calcaire et de marne, donnent des sols qui conviennent bien à la vigne, celle-ci étant surtout plantée au Nord et à l'Ouest de la ville et le plus souvent établie sur les coteaux les mieux exposés, tandis que la céréaliculture (blé, orge, tournesol, colza) s'est développée sur des terrains bien amendés, autrefois voués à la viticulture. Ceci donne des paysages variés formant une sorte de damier où se mêlent les coteaux plantés en vigne et sur le plateau les champs de céréales entrecoupés parfois de petits bois.

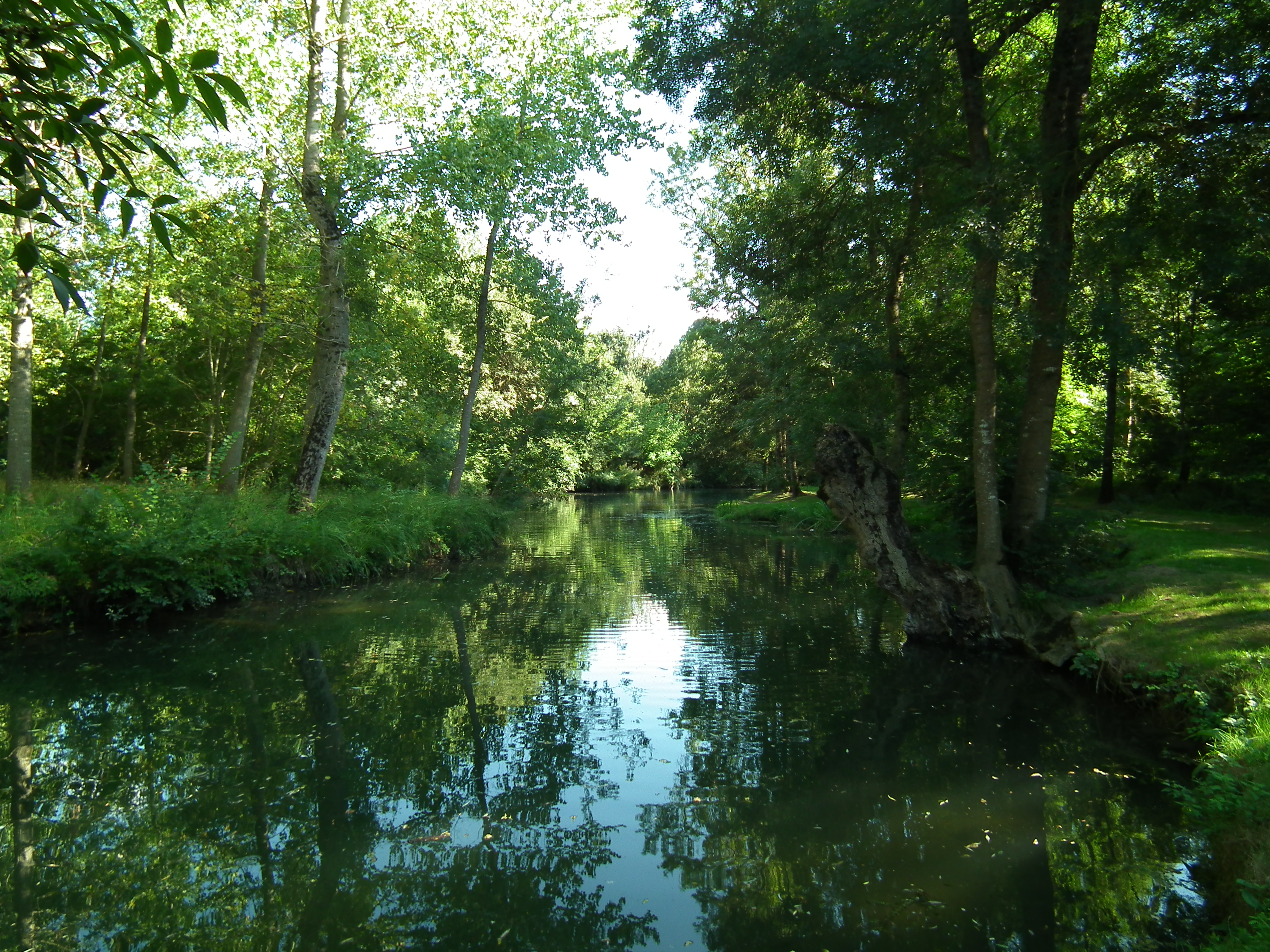
... traversant un parc aménagé au pied du château.

La basse vallée de la Seugne, composée de sédiments alluvionnaires, s'évase à partir du site urbain de Pons pour former progressivement au N-NE une plaine alluviale et marécageuse, souvent inondable lors des crues d'hiver. Elle est occupée par des prairies propices à l'élevage mais cette activité agricole tend de plus en plus à être délaissée au profit de la maïsiculture intensive. La Seugne qui est divisée en de nombreux bras de rivière, appelés aussi biefs, s'écoule dans une vallée qui porte les plus basses altitudes de la commune, généralement autour de 8 mètres. C'est au pied du promontoire rocheux qui porte la cité médiévale de Pons que se situe également le lieu de confluence avec la Soute, modeste ruisseau qui s'écoule dans un vallon sec après avoir bordé au Nord la forêt de Pons.
À Pons, la vallée de la Seugne sépare le plateau des Bois saintongeais, à l'Ouest, des collines de la Petite Champagne, à l'Est. La partie de la ville qui s'est développée sur la rive gauche de la Seugne est située en terrain crétacé calcaro-marneux, domaine des Fins Bois pour la production du cognac, tandis que, sur la rive droite de la rivière, commencent les terres de champagne crayeuse, aux croupes blanches et aux collines plus élevées qui portent sur leur sommet et sur les versants bien exposés les vignes de la Petite Champagne. Elles annoncent la Champagne de Pons qui s'étend à l'Est jusqu'à la vallée du Né et est relayée au Sud-Est par la Champagne d'Archiac au relief plus élevé et nettement plus vallonné. Sur la rive droite de la vallée de la Seugne, le versant, sans être abrupt, se relève jusqu'à 35 mètres d'altitude en moyenne, atteignant même 61 mètres sur un coteau boisé proche du château d'Usson, au Sud-Est de la ville. Cependant, la commune de Pons est entièrement classée en Fins Bois dans la zone de délimitation du cru du cognac.

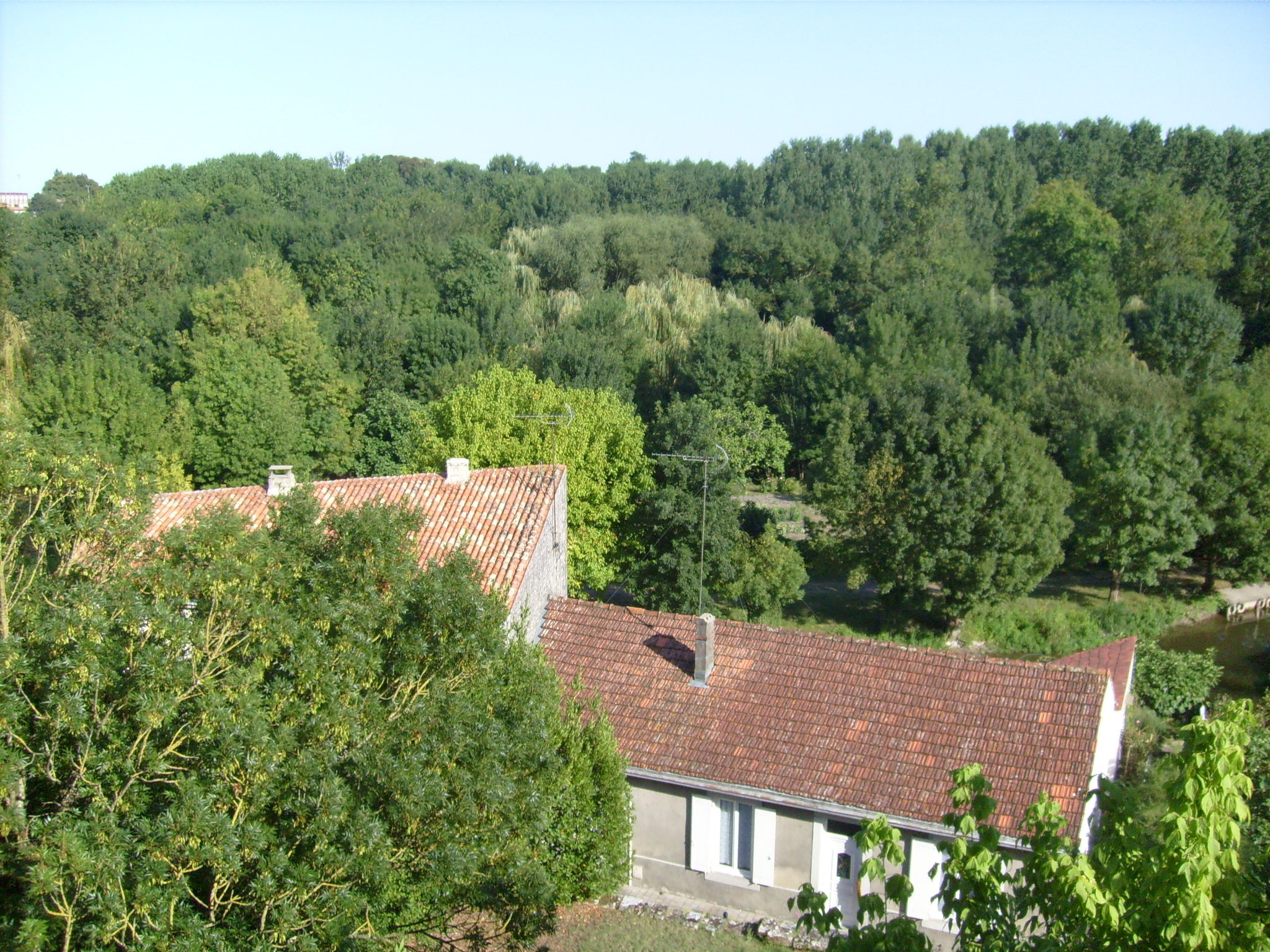
La forêt de Pons est une chênaie prisée des promeneurs.

Enfin, la partie septentrionale du finage urbain de Pons, qui prolonge au Nord-Ouest l’anticlinal de Saintonge, est composée d'argile à silex, de sables et de graves, assez impropres à la culture, mais qui conviennent bien aux chênes rouvres, essence dominante de la forêt de Pons. C'est sur cette partie de la commune que se trouve son point culminant qui s'élève à 63 mètres ; il correspond à un coteau boisé séparant les écarts des Raguideaux et des Chevaliers. Ici, les altitudes s'élèvent assez abruptement au contact du bois des Chevaliers, ce dernier constituant le prolongement méridional de la forêt de Pons. Cette forêt est une remarquable chênaie qui a longtemps été la propriété des seigneurs de Pons au Moyen Âge, c'est pourquoi elle porte encore aujourd'hui le nom de la ville. Elle est devenue un lieu de détente et de promenade très apprécié des citadins comme des touristes, ainsi qu'un lieu d'initiation à l'escalade dans le pittoresque vallon de la Soute qui la borde à son extrémité méridionale.

### Climat

#### Présentation générale
La ville de Pons bénéficie d'un climat océanique de type aquitain, caractérisé par des hivers relativement doux et des étés tempérés.
Bien que située à une quarantaine de kilomètres de l'océan Atlantique à vol d'oiseau, l'amplitude thermique avec le littoral charentais atteint parfois trois à cinq degrés, ce qui se traduit par des températures estivales généralement plus élevées ainsi que par des températures hivernales plus basses.
La température moyenne annuelle, comprise entre 11 et 11,5 °C, est légèrement inférieure aux normes départementales relevées entre 1961 et 1990 (soit en moyenne 12,5 °C dans la partie orientale du département et 12,7 °C sur le littoral).
Il en est de même pour l'ensoleillement, qui s'il atteint les 2250 heures par an sur le littoral charentais, décroît progressivement en direction de l'arrière-pays charentais pour ne plus atteindre qu'un peu plus de 2024 heures dans la région pontoise (données de la station de Météo-France de Cognac).
La pluviométrie est également plus élevée à Pons que dans le reste du département (les précipitations atteignent ainsi de 900 à 1 000 millimètres par an à Pons, contre 800 à 900 millimètres à Saintes et 700 à 800 millimètres sur la frange littorale). Pour autant, comme dans le reste du département, les étés sont régulièrement marqués par des périodes de sécheresse plus ou moins sévères suivant les années.
Le régime de brise marine, particulièrement sensible sur le littoral (noroît et suroît y soufflent en moyenne à 50 reprises par an) est atténué dans la région de Pons (environ 20 jours par an). La région pontoise n'est cependant pas à l'abri des tempêtes hivernales qui causent parfois des dégâts importants (Tempête Martin, Tempête Klaus, Tempête Xynthia).
Les tableaux suivants résument les principales données climatiques des stations de Météo-France de Cognac (environ 20 kilomètres à l'Est) et de La Rochelle (environ 80 kilomètres au Nord-Ouest).

#### Données météorologiques à Cognac
| Mois                              | jan. | fév.  | mars  | avril | mai   | juin  | jui.  | août  | sep.  | oct. | nov. | déc. | année   |
| --------------------------------- | ---- | ----- | ----- | ----- | ----- | ----- | ----- | ----- | ----- | ---- | ---- | ---- | ------- |
| Température minimale moyenne (°C) | 2    | 2,8   | 3,8   | 6,2   | 9,4   | 12,4  | 14,4  | 14    | 12,1  | 8,9  | 4,7  | 2,6  | 7,8     |
| Température moyenne (°C)          | 5,4  | 6,7   | 8,5   | 11,1  | 14,4  | 17,8  | 20,2  | 19,7  | 17,6  | 13,7 | 8,6  | 5,9  | 12,5    |
| Température maximale moyenne (°C) | 8,7  | 10,5  | 13,1  | 15,9  | 19,5  | 23,1  | 26,1  | 25,4  | 23,1  | 18,5 | 12,4 | 9,2  | 17,7    |
| Ensoleillement (h)                | 80   | 103,9 | 153,3 | 184,5 | 204,9 | 239,6 | 276,4 | 248,3 | 199,4 | 159  | 96,8 | 78,8 | 2 024,9 |
| Précipitations (mm)               | 80,4 | 67,3  | 65,9  | 68,3  | 71,6  | 46,6  | 45,1  | 50,2  | 59,2  | 68,6 | 79,8 | 80   | 783,6   |

#### Données météorologiques à La Rochelle
| Mois                              | jan. | fév. | mars | avril | mai  | juin | jui. | août | sep. | oct. | nov. | déc. | année |
| --------------------------------- | ---- | ---- | ---- | ----- | ---- | ---- | ---- | ---- | ---- | ---- | ---- | ---- | ----- |
| Température minimale moyenne (°C) | 3,4  | 2,8  | 5,4  | 7,4   | 10,7 | 13,7 | 15,8 | 15,7 | 13,7 | 10,5 | 6,3  | 3,9  | 9,2   |
| Température moyenne (°C)          | 5,9  | 6,9  | 8,7  | 11,1  | 14,3 | 17,5 | 19,8 | 19,6 | 17,8 | 14,2 | 9,4  | 6,6  | 12,7  |
| Température maximale moyenne (°C) | 8,5  | 9,9  | 12,1 | 14,7  | 17,9 | 21,3 | 23,8 | 23,5 | 21,8 | 18   | 12,6 | 9,2  | 16,1  |
| Ensoleillement (h)                | 84   | 111  | 174  | 212   | 239  | 272  | 305  | 277  | 218  | 167  | 107  | 85   | 2 250 |
| Précipitations (mm)               | 82,5 | 66,1 | 57   | 52,7  | 61,1 | 42,9 | 35,1 | 46,4 | 56,5 | 81,6 | 91,8 | 81,8 | 755,3 |

### Voies de communication et transports

#### Les axes de communication
Pons fait partie des carrefours urbains les plus fréquentés du département de la Charente-Maritime, étant située à l'intersection de deux axes routiers importants.
L'axe Nord-Sud est représenté par l'autoroute A10, dite « Aquitaine » d'où la ville est desservie par un échangeur autoroutier (sortie no 36), situé à 5 km à l'Ouest, en direction de Gémozac. Cet axe majeur est dédoublé de la D137, ex RN 137, toujours considérée comme « l'épine dorsale » du département de la Charente-Maritime. Les flux de circulation y sont parmi les plus élevés de tout le département.
L'axe Est-Ouest est représenté par la D732 qui va de Cognac à Cozes via Gémozac et qui se prolonge jusqu'à Royan par la D730. Cette route départementale génère un trafic particulièrement important, notamment en période estivale.
L'importance de ce trafic routier a imposé de bonne heure la réalisation de plusieurs rocades urbaines pour contourner Pons dont les rues tortueuses et souvent étroites se prêtent fort mal au flux automobile intense.
Dès 1970, une première rocade de contournement de la ville par l'Ouest a permis de soulager considérablement le trafic routier dans la vieille cité saintongeaise. Après la mise en service de l'autoroute A10 en 1981, il s'avéra que le nœud routier que constitue Pons nécessitait la réalisation d'une nouvelle rocade de contournement. Celle-ci se fit par le Sud et l'Est de la ville, notamment en direction de Cognac.
Pons est également desservie par une voie ferrée d'importance régionale, la ligne Nantes - Bordeaux, qui dessert les gares des trois principales villes de la Charente-Maritime que sont Saintes, Rochefort et La Rochelle. Au Sud de cette ligne au départ de Saintes, deux autres petites villes du département, Jonzac et Montendre, sont également desservies par cette ligne régionale non électrifiée où circulent des rames du réseau TER Nouvelle-Aquitaine et des trains Intercités.
Par le passé, Pons était un carrefour ferroviaire particulièrement actif, où une voie ferrée assurait la liaison directe Bordeaux-Royan via les gares de Gémozac et de Saujon. Cette ligne ferroviaire a été supprimée au trafic voyageurs avant la Seconde Guerre mondiale.
Aujourd'hui, la gare de Pons est avant tout une halte de transit de voyageurs sur l'unique ligne Nantes-Bordeaux.

#### Desserte urbaine
Plusieurs types de transport sont assurés dans la ville, la mettant en contact avec les communes de son canton et avec les autres villes du département, ainsi que du département voisin de la Charente.

#### La gare ferroviaire
Pons est desservie par une gare SNCF sur la ligne ferroviaire Nantes-Bordeaux. Cette gare, d'implantation ancienne — elle a été créée en mars 1869 — permet de mettre en relation directe la ville avec Saintes, où l'idée d'une liaison ferroviaire cadencée entre ces deux villes, sur le modèle existant entre La Rochelle et Rochefort, a été émise par le Conseil général de la Charente-Maritime. Cette réalisation, qui se prolongerait jusqu'à Jonzac, permettrait de renforcer les relations interurbaines le long de la vallée de la Seugne et soulagerait en grande partie le trafic automobile entre Pons et Saintes sur la D137 (ex RN 137).
La SNCF a également mis en place des relations interurbaines par autocar qui met la ville en contact direct avec Angoulême via Jonzac et Barbezieux-Saint-Hilaire.

#### Les transports inter-urbains
Pons est reliée par autocar aux principales villes du département — dont les plus proches que sont Saintes, Jonzac et Gémozac — par l'intermédiaire du réseau de lignes départementales « Les Mouettes ». Ce dernier totalise 20 lignes principales et 250 lignes secondaires.
Quatre lignes départementales principales du réseau « Les Mouettes » desservent directement Pons dont deux sont au départ de cette ville.
- Ligne 13 : Saintes-Pons.
- Ligne 14 : Pons-Jonzac.
- Ligne 17 : Saintes-Montguyon via Pons.
- Ligne 20 : Pons-Montendre.

Une ligne secondaire d'autocar du réseau « Les Mouettes » relie directement Pons à Gémozac.

#### Les transports scolaires
Des lignes de bus scolaires desservent le lycée pour les élèves demi-pensionnaires résidant notamment dans le canton de Pons et sont également en service dans le secteur relevant des collèges de l'Éducation nationale (seize communes desservies).

## Urbanisme

### Typologie
Au 1er janvier 2024, Pons est catégorisée bourg rural, selon la nouvelle grille communale de densité à 7 niveaux définie par l'Insee en 2022.
Elle appartient à l'unité urbaine de Pons, une unité urbaine monocommunale constituant une ville isolée,. Par ailleurs la commune fait partie de l'aire d'attraction de Pons, dont elle est la commune-centre,. Cette aire, qui regroupe 8 communes, est catégorisée dans les aires de moins de 50 000 habitants,.

### Occupation des sols
L'occupation des sols de la commune, telle qu'elle ressort de la base de données européenne d’occupation biophysique des sols Corine Land Cover (CLC), est marquée par l'importance des territoires agricoles (77,9 % en 2018), en diminution par rapport à 1990 (80,3 %). La répartition détaillée en 2018 est la suivante : 
terres arables (32,8 %), zones agricoles hétérogènes (23,8 %), cultures permanentes (16,5 %), forêts (10,5 %), zones urbanisées (9,9 %), prairies (4,7 %), zones industrielles ou commerciales et réseaux de communication (1,6 %). L'évolution de l’occupation des sols de la commune et de ses infrastructures peut être observée sur les différentes représentations cartographiques du territoire : la carte de Cassini (XVIIIe siècle), la carte d'état-major (1820-1866) et les cartes ou photos aériennes de l'IGN pour la période actuelle (1950 à aujourd'hui).

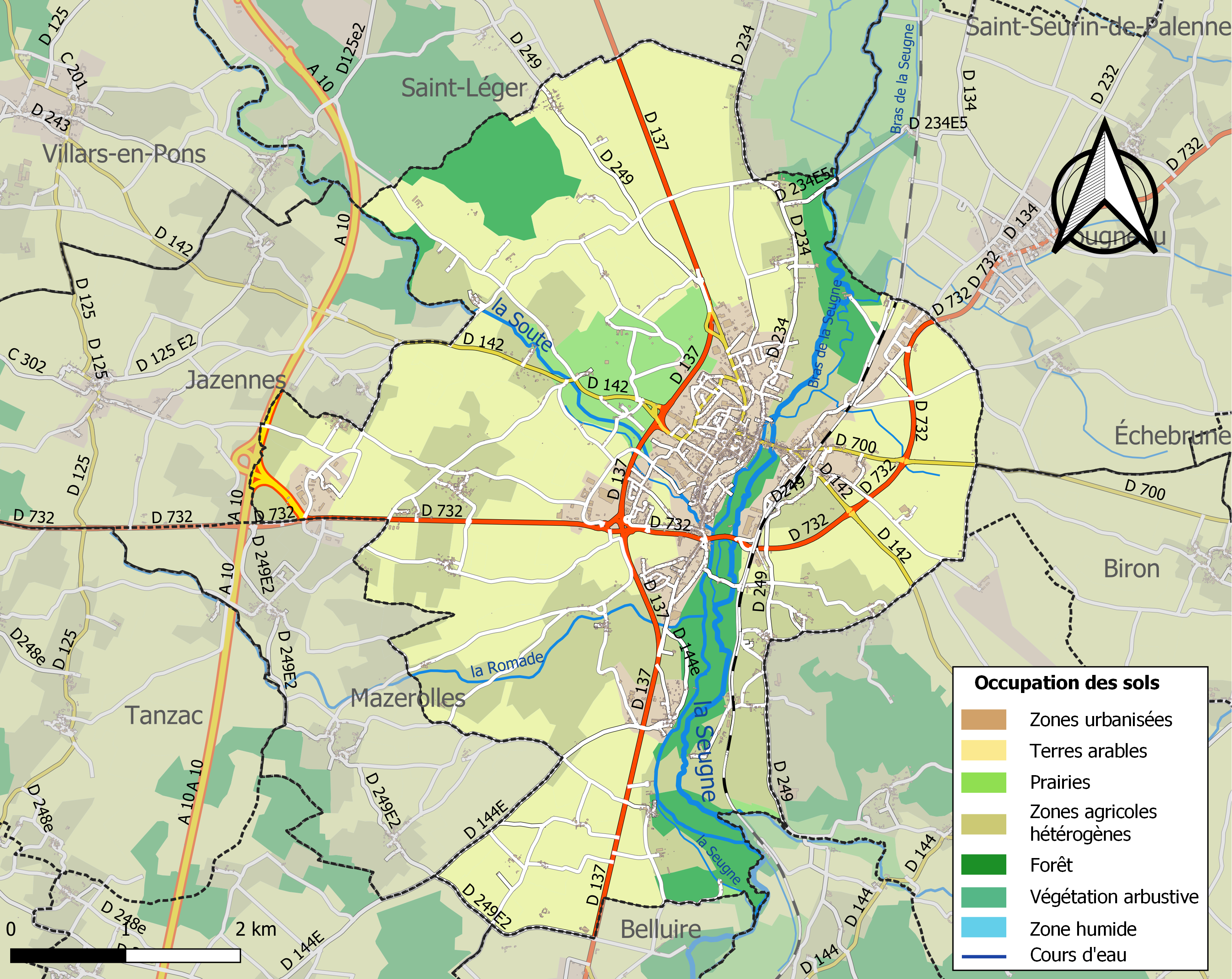
Carte des infrastructures et de l'occupation des sols de la commune en 2018 (CLC).

### L'évolution urbaine contemporaine
Plusieurs étapes de l'évolution urbaine de Pons ont marqué la ville depuis la fin de la Seconde Guerre mondiale.
Jusqu'au lendemain de la Seconde Guerre mondiale, le site urbain de Pons était confiné étroitement autour de la vieille ville. Il se caractérisait par deux sites urbains, la « ville-haute » et la « ville-basse » que traversait en son centre la route nationale Saintes-Bordeaux.

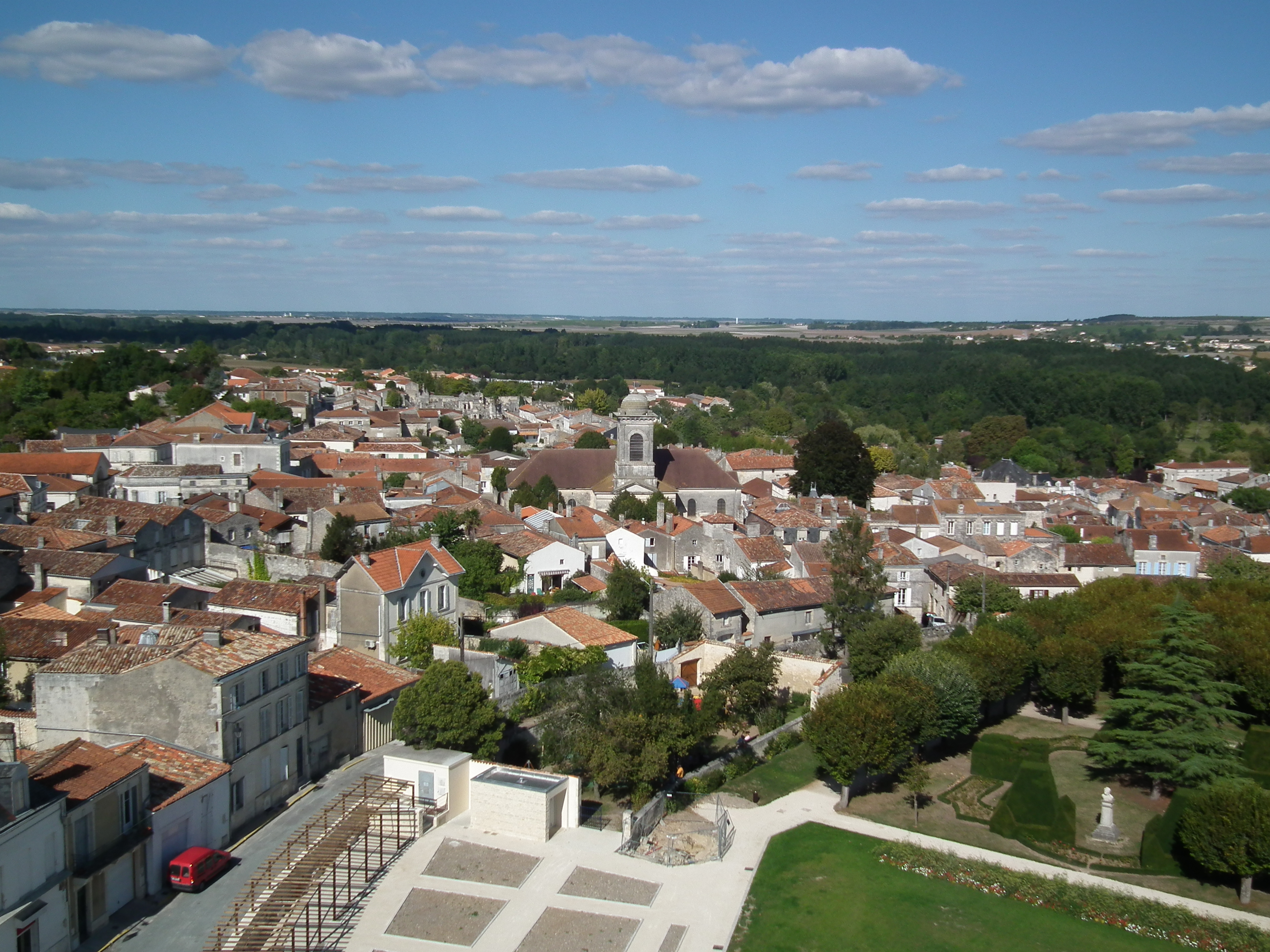
Vue de la « ville-haute » groupée autour de l'église Saint-Martin.

La « ville haute » était édifiée depuis de longs siècles sur le rocher qui constitue le cœur historique de la ville, avec son château, son donjon et ses différents bâtiments religieux et civils datant pour la plupart des époques médiévale et classique. C'était depuis toujours le centre administratif et commercial de la ville, fonction qui, du reste, est toujours demeurée dans cette partie de la ville.
De part et d'autre de la vallée de la Seugne, s'étale la ville basse, avec deux petits quartiers distincts. Au Sud du cœur historique de Pons, le quartier Saint-Vivien est une excroissance de la ville haute et s'organise depuis l'époque médiévale autour de son Hospice des Pèlerins et de l'église romane qui lui a donné son nom et, sur la rive droite de la Seugne, s'est développé le quartier des Aires, autour de la gare et de la voie ferrée. Dans la ville basse, se trouvaient implantées les industries de la ville et l'emprise ferroviaire de la gare où partaient deux voies ferrées, l'une, la voie principale, la ligne Nantes-Bordeaux, et l'autre, secondaire, la voie ferrée Pons-Royan via Gémozac et Saujon.
La ville recensait 4 442 habitants en 1946. Ce chiffre de population résultait d'une longue période de léthargie urbaine où la ville avait commencé à stagner depuis le début du XXe siècle bien qu'elle fût le centre urbain le plus important de la Haute-Saintonge.
À partir des années de l'après-guerre et, ce, jusqu'à la fin des années 1960, la croissance urbaine se manifeste à la fois par une forte vitalité démographique et par une importante urbanisation.
Tout d'abord, les nouvelles constructions s'établissent de préférence à l'Ouest et au Nord de la vieille ville, où des HLM et des petites résidences sont édifiées (HLM des Trois Ormeaux, cité Perrier) et des lotissements résidentiels composés de petits pavillons avec jardinets (lotissement Petit Québec, lotissement du Petit Colombier, lotissement des Gâtines).
Au Sud de la ville, un lotissement pavillonnaire sort de terre (lotissement Voûte de l'Hôpital) et prolonge l'urbanisation le long de la vallée de la Seugne sur sa rive gauche.
À l'Ouest de la vieille ville commence à être édifiée, à partir de 1965, la vaste cité scolaire Émile-Combes qui regroupe en son centre le lycée et le collège, de vastes bâtiments pour la formation technique et un plateau sportif complet tandis que les bords du vallon de la Soute accueillent des équipements sportifs (gymnases, piscine d'été) et un camping municipal, préfiguration de la politique touristique de la ville.
Enfin, à l'Est de la ville, sur la rive droite de la vallée de la Seugne, une zone industrielle, la Z.I. du Chail, est aménagée autour des nouvelles usines Wesper alors en plein essor, et une cité d'HLM (HLM Michèle) est édifiée le long de la route d'Archiac, au Nord du secteur de la gare. Dans ce même quartier est érigé à partir de 1965 le complexe sportif qui s'étend sur 5 hectares regroupant tous les équipements sportifs de la ville.
La ville connaît alors une période de grand essor économique mais est confrontée au grave problème de circulation que constitue la traversée de la cité par la RN 137.

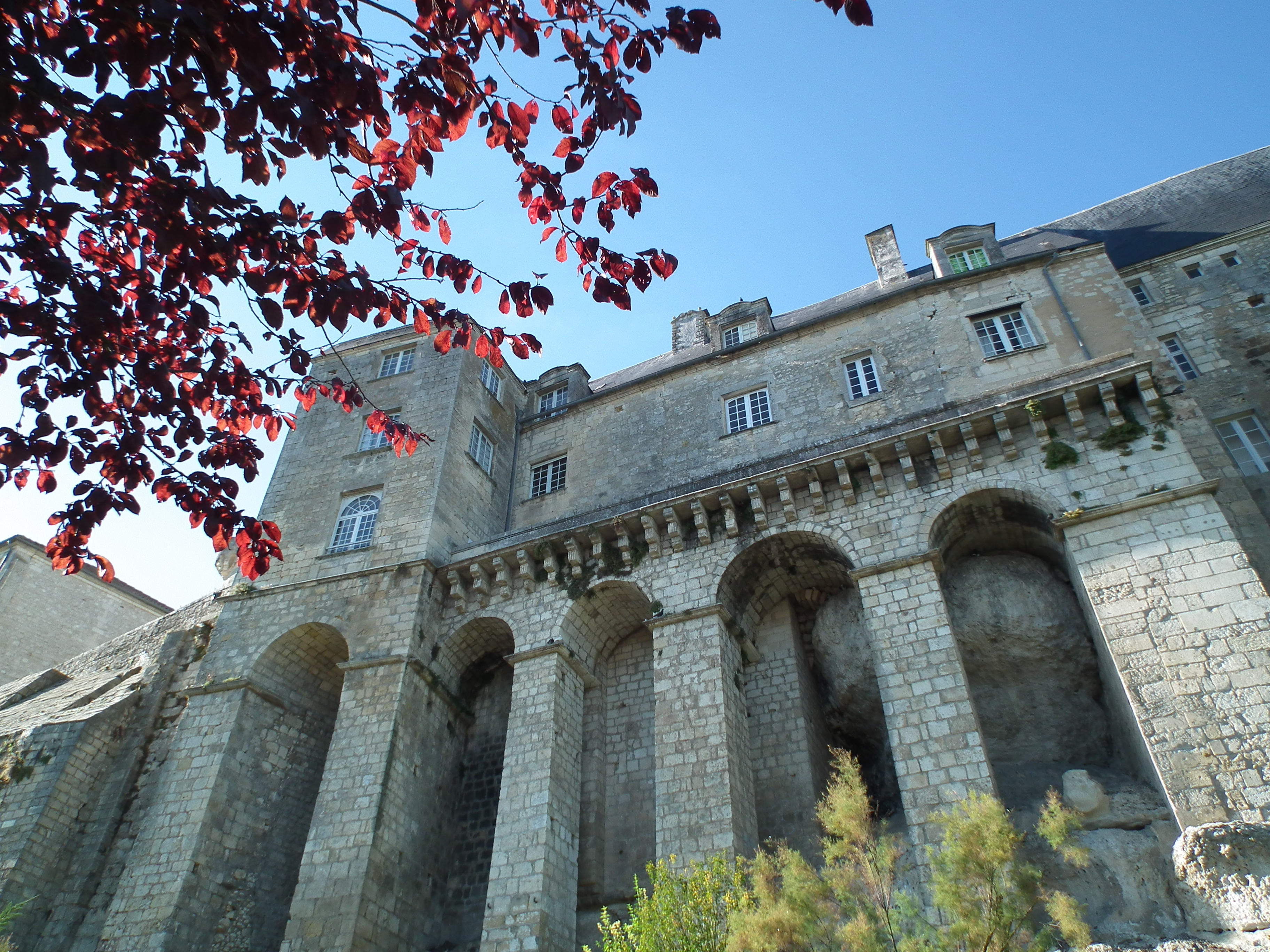
Le château de Pons (XVIIe) a été construit à l'emplacement de l'ancienne forteresse médiévale. Il demeure un des principaux repères dans le paysage urbain.

De 1946 à 1968, la ville est passée en une vingtaine d'années de 4 442 habitants à 4 824 habitants. Elle connaît alors sa plus forte croissance démographique de tout le XXe siècle et est de loin la ville la plus attractive de la Haute-Saintonge.
À partir des années 1970, Pons entre dans une période nouvelle de son évolution urbaine. La fièvre de construction résidentielle n'est pas poursuivie et l'urbanisation de la ville prend une tout autre forme.
Tout d'abord, la rocade de la RN 137 qui contourne désormais la ville à l'Ouest est réalisée au début des années 1970 et soulage considérablement le trafic automobile dans la ville. Cette réalisation, importante à l'époque, a permis de libérer des terrains pour l'aménagement de quelques lotissements privés qui se sont établis entre la nouvelle rocade urbaine et la vieille ville (avenue de Royan principalement) et au-delà de la rocade, autour de la route de Marennes (La Séguinerie, Joly Sable, Le Champ) où la célèbre biscuiterie Colibri y a fait installer des bâtiments modernes.
Cependant l'urbanisation de forme résidentielle ne progresse plus. Ce sont surtout les zones industrielles et commerciales qui sont mises en place et occupent dès lors de vastes emprises sur le territoire urbain. La Z.I. de Touvent est aménagée au Nord de l'entrée de la ville et reçoit le premier supermarché de la ville, tandis que la Zone commerciale de l'avenue de Royan accueille des entrepôts et des garages ainsi que quelques grands magasins spécialisés. Enfin, une zone de services routiers au Sud de la ville, au lieu-dit Goutrolles, voit émerger des garages et les établissements de la société des Transports Renaud qui, rapidement vont devenir le principal employeur de la ville.
Enfin, les grands équipements se terminent dans cette période, où, notamment, les travaux du complexe sportif sont achevés en 1972 avec la réalisation des courts de tennis et de deux terrains de football. La cité scolaire Émile-Combes qui s'étend sur une surface totale de 8 hectares entre la vieille ville et la rocade urbaine est achevée en 1975. Elle aura nécessité une dizaine d'années de travaux, c'est le plus gros chantier urbain que la ville n'ait jamais réalisé dans son histoire contemporaine.

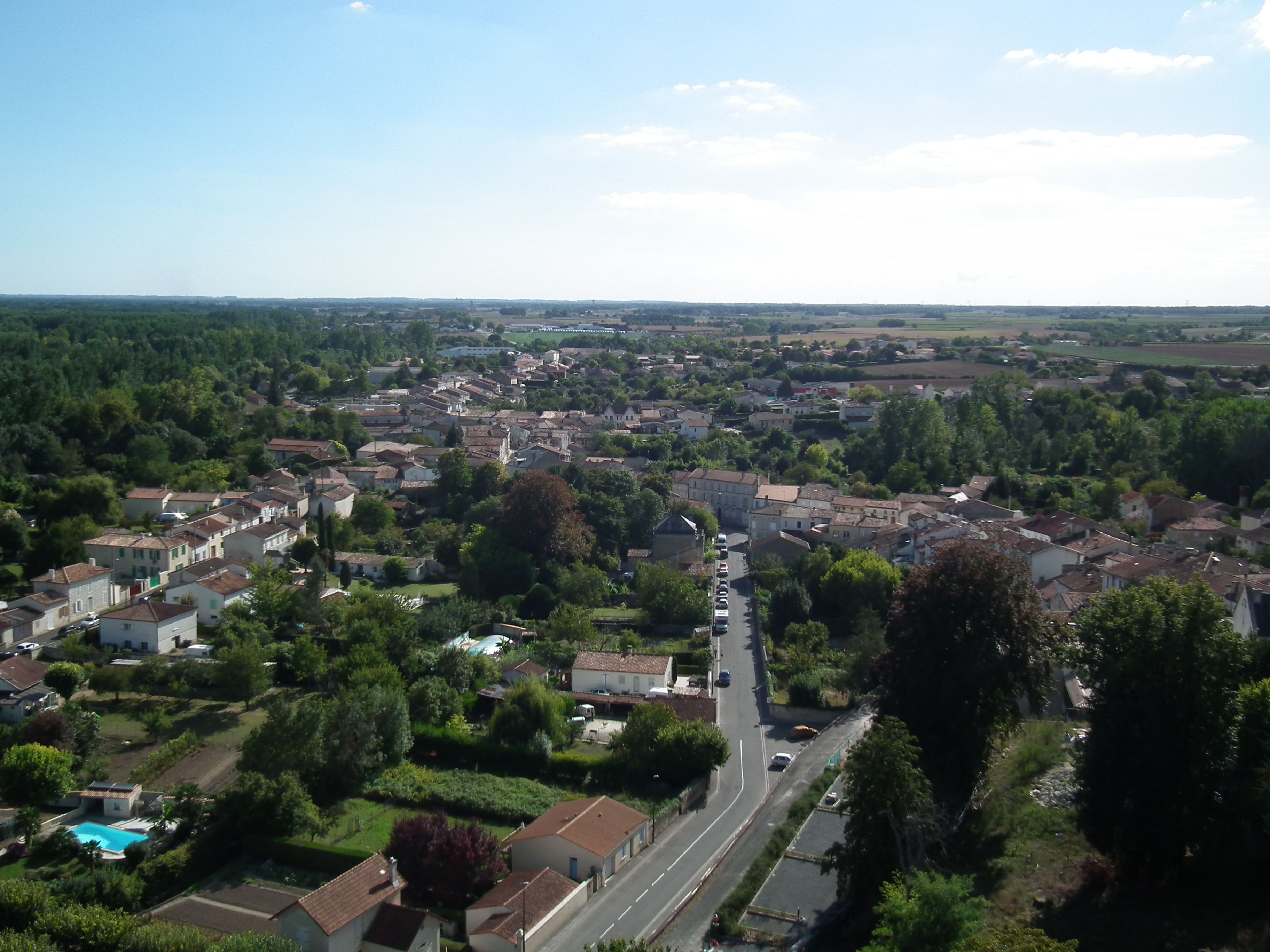
Les anciens quartiers Saint-Vivien et de l'Hôpital sont les principaux noyaux de la « ville-basse ».

Entre 1968 et 1975, la ville progresse à peine, elle passe à 4 878 habitants, gagnant 64 habitants seulement, et enregistrant son pic de population pour tout le XXe siècle. C'est que Pons, comme toutes les autres villes du département de la Charente-Maritime, n'échappe pas au phénomène nouveau de l'« exurbanisation » qui frappe les centres des villes à partir des années 1970. Les citadins commencent à fuir les villes et à s'installer dans les communes rurales périphériques recherchant un nouveau cadre de vie et plus d'espace pour leur nouvelle installation.
Ainsi, entre 1968 et 1975, les communes péri-urbaines situées autour de Pons, comme Avy ou Mazerolles commencent-elles à gagner de la population au profit de la ville-centre, mais ce nouveau phénomène social va prendre une ampleur étonnante dans la décennie des années 1980.
L'arrêt de l'urbanisation de la ville a réellement commencé au milieu des années 1970 et s'est maintenu dans la décennie suivante où, dès 1982, Pons commence à perdre de la population : - 17 habitants entre 1975 et 1982 et - 449 habitants entre 1982 et 1990.
La ville entre dans une phase difficile de son économie urbaine, malgré la réalisation de l'autoroute A10 en 1981 et de l'échangeur autoroutier. Cette nouvelle infrastructure routière, pourtant porteuse de modernisation économique, n'a pas eu les effets escomptés au départ car le contexte économique de l'époque freine les initiatives ou fait ralentir des projets d'implantation.
Les entreprises traditionnelles ne résistent pas aux effets de la crise énergétique et économique de 1973 et des pans entiers de l'économie industrielle de la ville s'effondrent. Des usines mal préparées à la concurrence mondiale et désarmées face à cette période ferment les unes après les autres (distilleries d'eaux de vie, minoteries, laiterie, important constructeur de caravanes) et créent de sérieux problèmes sociaux avec des licenciements importants.
La zone commerciale qui s'étend au-delà de la rocade urbaine, le long de la route de Royan, en direction de Gémozac, est en fait peu créatrice d'emplois et végète du fait du contexte économique morose.

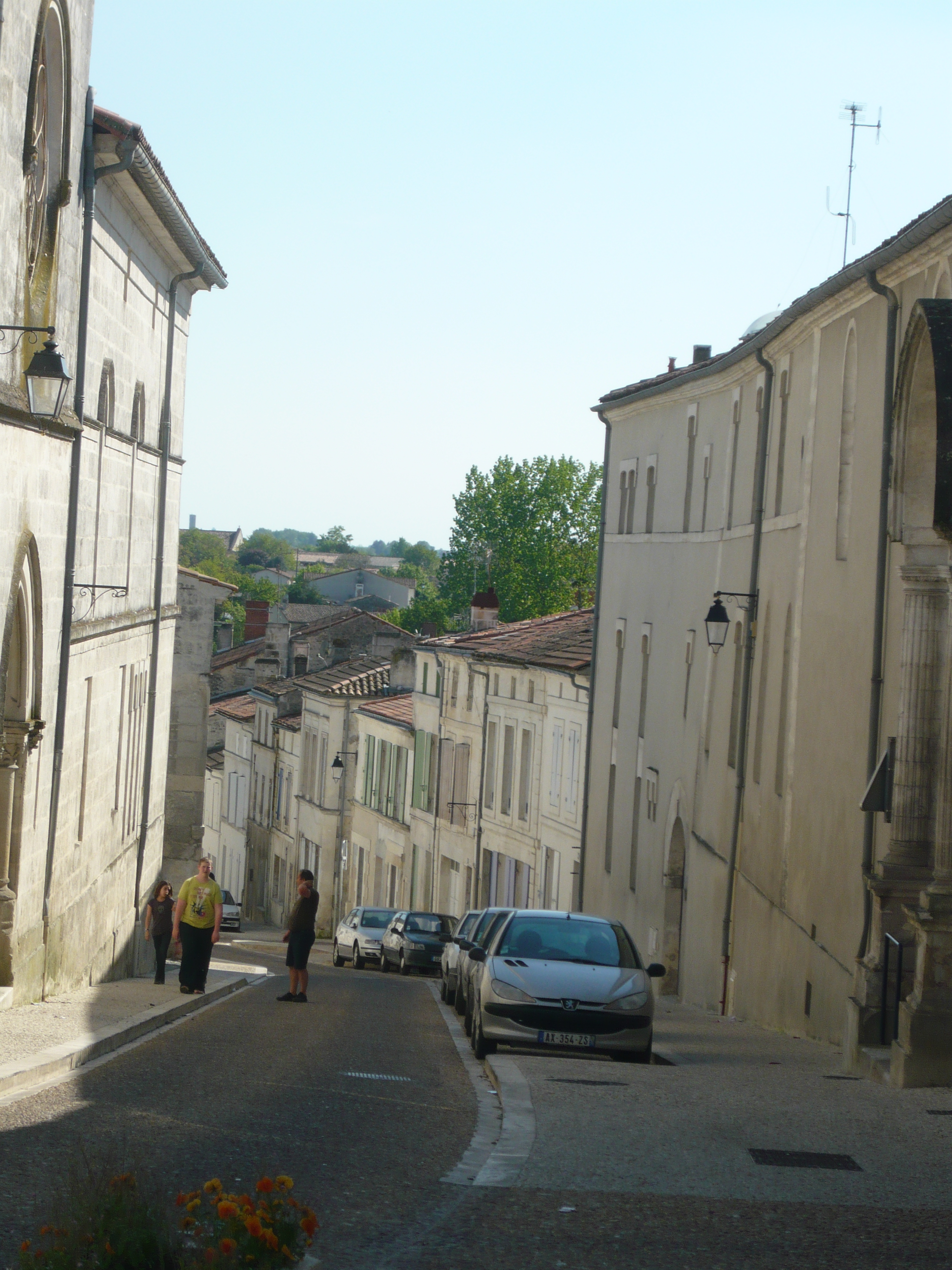
La rue du Président-Roosevelt, à forte pente à flanc de colline, est une des artères du centre historique de la cité.

À la fin de la décennie des années 1980, Pons a considérablement perdu de la population. La ville est entrée dans une phase très critique de son histoire urbaine, elle perd entre 1982 et 1990 plus de 10 % de sa population. Cet effondrement démographique la ramène au-dessous du chiffre de population de 1946. Elle compte alors 4 412 habitants.
Cette crise démographique a été renforcée par le phénomène de l'exurbanisation déjà signalé plus avant et qui a même touché une petite ville comme Pons. Les communes rurales périphériques de Pons ont enregistré des gains de population remarquablement élevés. Ainsi, entre 1982 et 1990, neuf communes péri-urbaines se sont accrues au détriment de Pons. D'ailleurs, à l'échelle du canton de Pons, la population cantonale enregistre une baisse très faible, résorbant en grande partie la chute démographique de la ville-centre.
À partir de la décennie des années 1990, la situation a quelque peu changé. Certes, l'urbanisation ne progresse plus mais Pons ne perd plus d'habitants depuis le recensement de 1990, elle en gagne même légèrement : + 15 habitants entre 1990 et 1999 et + 27 habitants entre 1999 et 2006. Elle présente un bilan démographique bien meilleur que Jonzac qui perd continuellement de la population depuis le recensement de 1982.
Des réalisations importantes ont été accomplies à partir des années 1990 avec notamment l'amélioration de la route entre Gémozac et Pons, et surtout la réalisation d'un nouveau contournement de la ville par le Sud et l'Est pour soulager l'augmentation du trafic routier entre Cognac et l'autoroute A10.
Ensuite, l'aménagement d'une nouvelle Zone d'activés économiques à l'ouest de la ville, à proximité de la rocade de la RD 137 (Z.I. de Bonnerme), a favorisé l'implantation de nouvelles entreprises industrielles.
Enfin, l'aménagement d'une grande zone commerciale moderne avec implantation d'un hypermarché et de grandes surfaces spécialisées en 2007 a  renouvelé l'économie de la ville. Cette nouvelle zone d'activités (zone commerciale de Coudenne) a été mise en place près de l'échangeur autoroutier et près de la route de Gémozac.
Dans ce même temps, les communes rurales périphériques ont continué de s'accroître au profit de Pons, mais cette attractivité des communes péri-urbaines s'est nettement déplacée vers l'ouest, en direction de Gémozac. Ainsi s'esquissent progressivement, depuis le début des années 1990, les contours d'une nouvelle zone rurbaine entre Pons et Gémozac et dont la croissance démographique est particulièrement soutenue.

### Vers l'esquisse d'une zone rurbaine Pons-Gémozac
Pons est indubitablement située dans la zone d’influence urbaine de Saintes, bien que les services officiels de l'Insee ne l'aient pas classée dans l'aire urbaine de Saintes. Il en est de même pour son canton, à l'exception notable des communes situées tout à l'est et qui sont dans la sphère d'influence de Cognac.
Cependant, au sud de la zone d'influence de Saintes, il est clair que Pons exerce un rayonnement urbain sur les communes limitrophes et, également, sur Gémozac et une partie de son canton. Un rapprochement entre les deux villes se met naturellement et progressivement en place et, ce, par l’importance des relations interurbaines.
En effet, les échanges entre Pons et Gémozac, qui sont anciennement établis, se sont beaucoup amplifiés durant ces deux dernières décennies. En 1981, le passage de l’autoroute A10 et la mise en place de l’échangeur autoroutier ont grandement favorisé les relations interurbaines entre les deux villes, suscitant de plus l’amélioration de la route départementale entre ces deux centres distants d'à peine dix kilomètres. Mais depuis que Pons a aménagé une nouvelle zone commerciale avec un hypermarché et une galerie marchande en bordure de l'échangeur autoroutier, les échanges commerciaux entre les deux villes ont beaucoup progressé.
De plus, le développement des villages situés entre les deux villes, comme Jazennes, Tanzac, Mazerolles ou Villars-en-Pons, où se sont multipliés de nombreux lotissements résidentiels, a fortement contribué à accroître les échanges interurbains entre Pons et Gémozac. Les contours d'une zone rurbaine de plus de 12 000 habitants se dessinent progressivement, caractérisée par une expansion démographique remarquable depuis 1990, et qui s’affirme avec le nouveau siècle.
Enfin, les éléments de la géographie urbaine évoluant rapidement, cette zone bénéfice des retombées positives de la proximité de Saintes, Pons étant maintenant située dans la troisième couronne péri-urbaine de la zone d'influence de cette ville. Le « Grand Saintes » inclut donc Pons et forme une zone urbaine et péri-urbaine d'environ 72 000 habitants aujourd'hui.

### Risques majeurs
Le territoire de la commune de Pons est vulnérable à différents aléas naturels : météorologiques (tempête, orage, neige, grand froid, canicule ou sécheresse), inondations, mouvements de terrains et séisme (sismicité faible). Il est également exposé à un risque technologique, le transport de matières dangereuses. Un site publié par le BRGM permet d'évaluer simplement et rapidement les risques d'un bien localisé soit par son adresse soit par le numéro de sa parcelle.

#### Risques naturels
Certaines parties du territoire communal sont susceptibles d’être affectées par le risque d’inondation par débordement de cours d'eau, notamment la Seugne et la Soute. La commune a été reconnue en état de catastrophe naturelle au titre des dommages causés par les inondations et coulées de boue survenues en 1982, 1986, 1993, 1999, 2010, 2018 et 2021,.

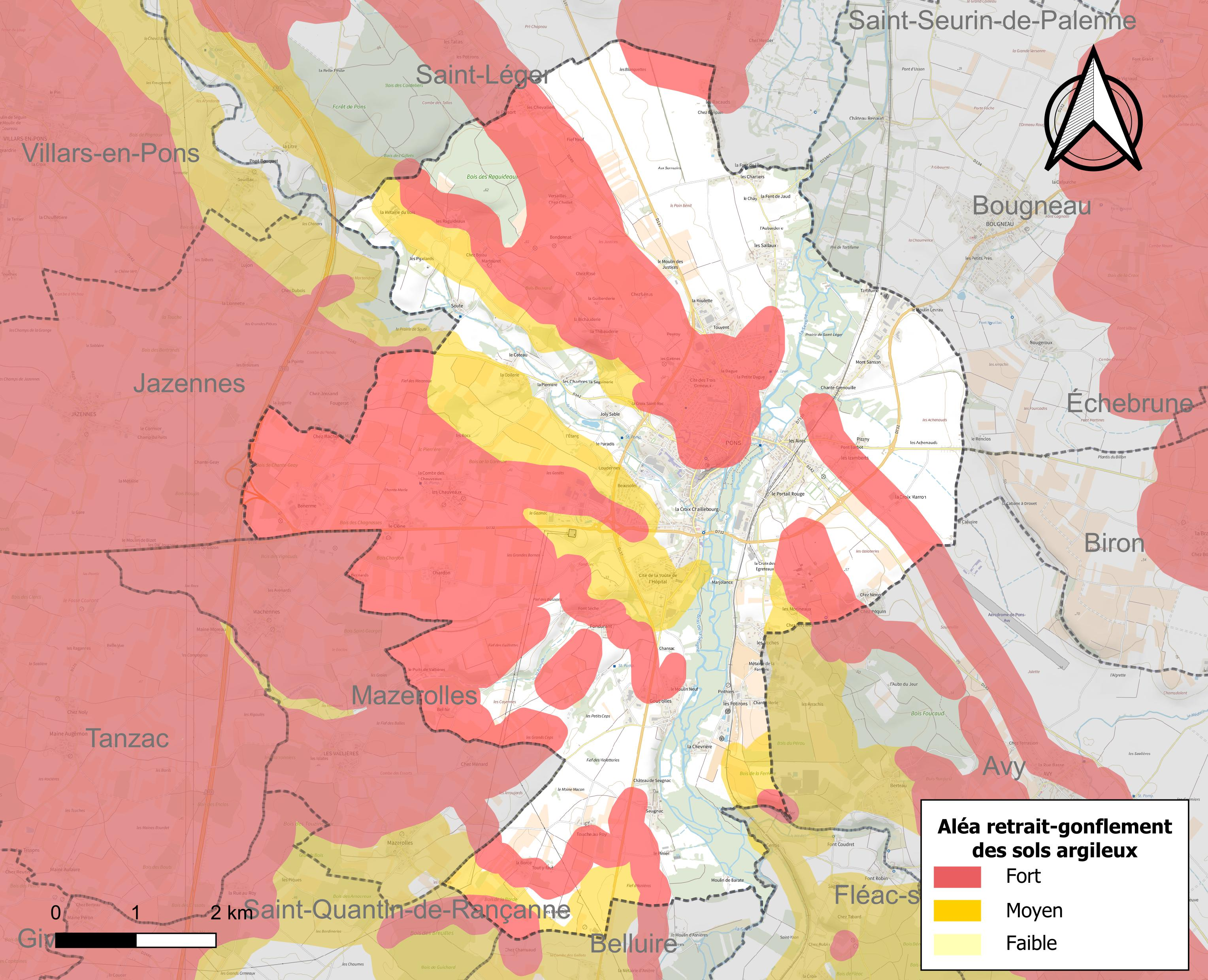
Carte des zones d'aléa retrait-gonflement des sols argileux de Pons.

Les mouvements de terrains susceptibles de se produire sur la commune sont des affaissements et effondrements liés aux cavités souterraines (hors mines) et des tassements différentiels. Par ailleurs, afin de mieux appréhender le risque d’affaissement de terrain, l'inventaire national des cavités souterraines permet de localiser celles situées sur la commune.
Le retrait-gonflement des sols argileux est susceptible d'engendrer des dommages importants aux bâtiments en cas d’alternance de périodes de sécheresse et de pluie. 54 % de la superficie communale est en aléa moyen ou fort (54,2 % au niveau départemental et 48,5 % au niveau national). Sur les 2 028 bâtiments dénombrés sur la commune en 2019, 1 196 sont en aléa moyen ou fort, soit 59 %, à comparer aux 57 % au niveau départemental et 54 % au niveau national. Une cartographie de l'exposition du territoire national au retrait gonflement des sols argileux est disponible sur le site du BRGM,.
Par ailleurs, afin de mieux appréhender le risque d’affaissement de terrain, l'inventaire national des cavités souterraines permet de localiser celles situées sur la commune.
Concernant les mouvements de terrains, la commune a été reconnue en état de catastrophe naturelle au titre des dommages causés par la sécheresse en 1989, 1991, 2003 et 2005 et par des mouvements de terrain en 1999 et 2010.

#### Risques technologiques
Le risque de transport de matières dangereuses sur la commune est lié à sa traversée par une ou des infrastructures routières ou ferroviaires importantes ou la présence d'une canalisation de transport d'hydrocarbures. Un accident se produisant sur de telles infrastructures est susceptible d’avoir des effets graves sur les biens, les personnes ou l'environnement, selon la nature du matériau transporté. Des dispositions d’urbanisme peuvent être préconisées en conséquence.

## Toponymie
Le nom actuel de la ville n'apparaît qu'en 1162 pour désigner Bertand, seigneur de Pons, par référence au pont de bois qui avait été établi sur la rivière Seudre, ensuite durant le Moyen Âge Pontem, Ponto (début du XIIe siècle), de Ponte en 1214, de Pontibus, puis Pontz au XIVe siècle.
Le toponyme qu’Albert Dauzat et Charles Rostaing donnent directement sous la forme du latin classique pons «le pont » est au singulier. En fait, il s'agit du type roman PONTE, lui-même issu de l'accusatif singulier latin pontem, d'où le français pont et l'occitan pònt, comme l'indiquent les formes anciennes. Devenu pontz par l'ajout du -s (noté -z) locatif, il été retranscrit pons plus tardivement.

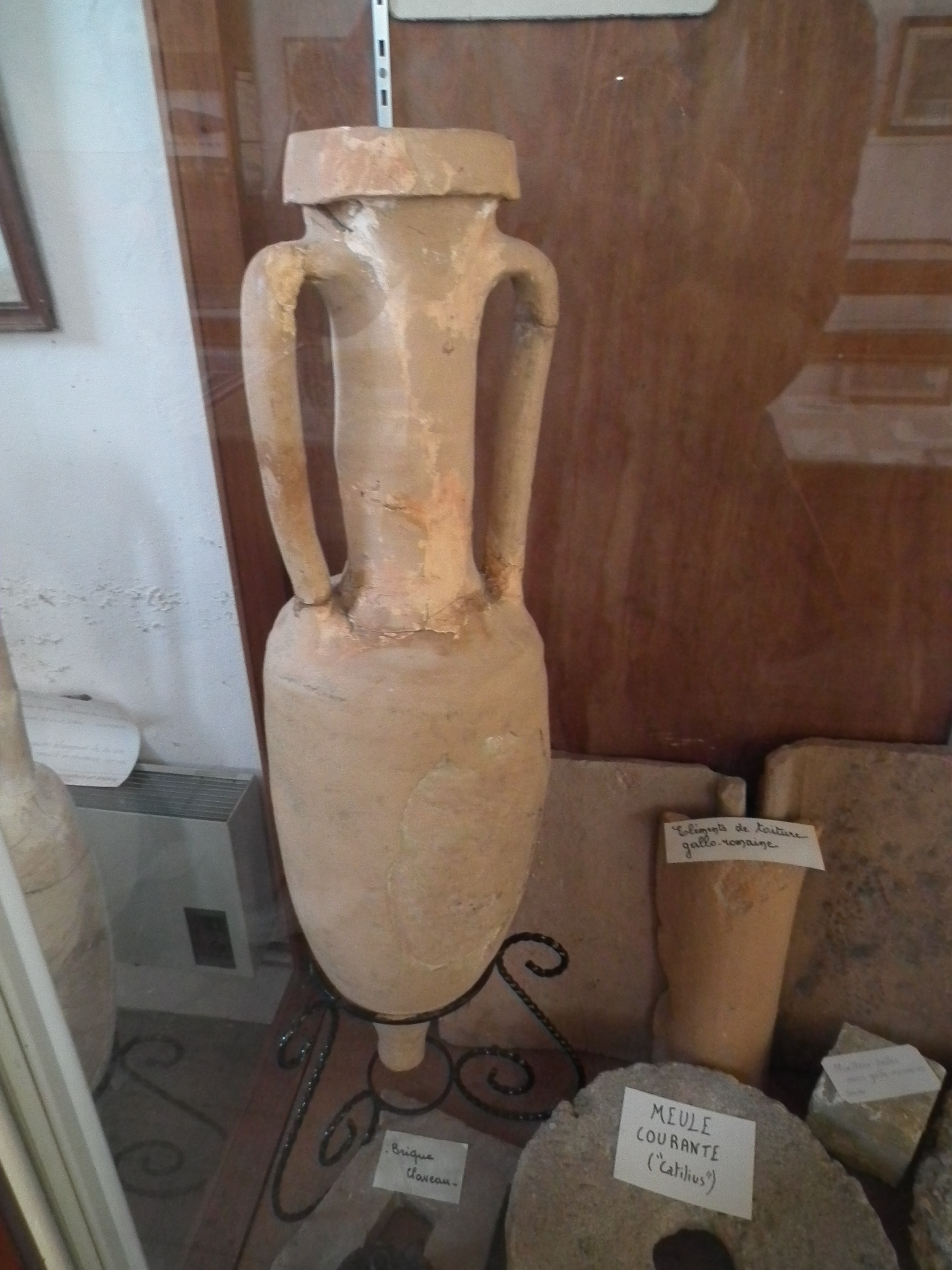
Vestiges gallo-romains exposés au musée archéologique de Pons.

### Pons, laNovioregumde la Civitas Santonum?
La question du nom antique de la ville est revenue récemment sur le devant de la scène à la suite de la publication d'une thèse faisant du site de Pons le lieu de l'antique cité de Novioregum, que la majorité des chercheurs et historiens situe néanmoins au site archéologique de Barzan. Pour Pierre Sillières, auteur d'un ouvrage sur le sujet en 2003, le site de Barzan pourrait avoir été bien plutôt celui du Portus Santonum mentionné au IIe siècle par le célèbre géographe de l'Antiquité Ptolémée, dans sa Géodésie, et dont l'emplacement a donné lieu à de nombreuses spéculations.
Même si l'hypothèse de Pierre Sillières n'est pas la plus couramment admise par les chercheurs, elle a, selon l'historien et archéologue Louis Maurin, « des arguments qui ont du poids ».

## Histoire
Le nom antique du site de la ville n'est pas connu.
La ville de Pons est une création médiévale autour d'un prieuré bénédictin dédié à Saint-Martin.
Son nom qui désigne un pont en bois sur la Seudre n'apparaît qu'au milieu du XIIe siècle comme celui d'une seigneurie.
L'archéologie révèle sur la hauteur un oppidum gaulois puis une occupation romaine qui ont laissé peu de traces et aucune source écrite.

### Site d'un ancien oppidum
Les origines lointaines de Pons remontent à l'aube de la période de la Protohistoire où le site d'abri-sous-roche en bordure de la vallée de la Soute a favorisé la sédentarisation des premiers habitants.
Mais ce n'est véritablement qu'à la période préromaine que Pons va jouer un rôle important du fait de l'implantation du peuple celte des Santons vers le milieu du Ier millénaire av. J.-C., là où le promontoire rocheux de la cité primitive va abriter ce qui deviendra l'oppidum de Pons.

### Période gallo-romaine
Lorsque les Santons se sont soumis aux armées de Jules César en 52 av. J.-C., les Romains ont occupé manu militari l'oppidum de Pons et l'ont transformé en castrum. Ils firent également construire une cité typiquement romaine et firent de Pons un important carrefour routier.
L'abandon du site après la seconde moitié du Ier siècle, est suivie  dans le courant du IIIe siècle par un incendie dévastateur lors de l'invasion des Alamans[réf. nécessaire].
Elle connut une courte période de paix narrée par le poète Ausone mais avec le Ve siècle surgissent de nouvelles invasions barbares encore plus destructrices, en particulier celles commises par les Vandales à l'automne 408 où la ville disparaît pendant de longs siècles.

### Pons, cité médiévale au cœur des relations diplomatiques franco-anglaises

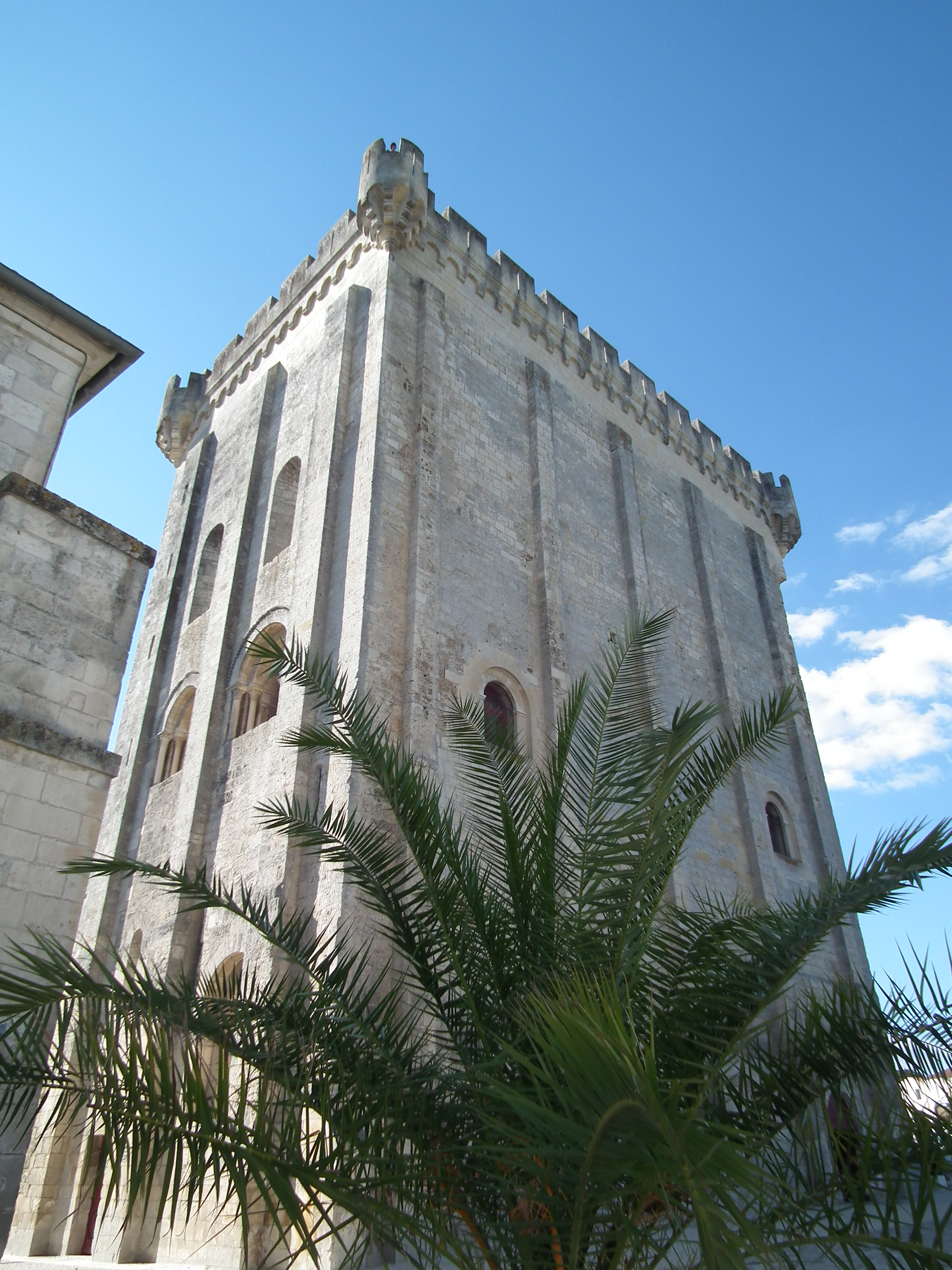
Le site de Pons est dominé par la silhouette de son imposant donjon roman.

Au tournant du XIIe siècle, Pons est devenue une "cité" puissamment fortifiée où son donjon, l'un des plus imposants de toute la Saintonge, en fait une des cités les plus sûres de la région.
Étant située idéalement sur la route de Saint-Jacques-de-Compostelle, elle devient un centre religieux actif se couvrant d'églises, d'ordres monastiques et même d'un hôpital pour les pèlerins.
Au XIIIᵉ siècle, Pons occupe une position stratégique en Saintonge aux confins de l’espace capétien et des possessions anglaises héritées d’Aliénor d’Aquitaine comme le montre la thèse l'historienne Amicie Pelissié du Rausas. Son château, dominant la vallée de la Seugne et situé sur l’axe Poitiers–Bordeaux, en fait un enjeu militaire majeur dans les conflits franco-anglais.
En 1242, lors de la guerre de Saintonge, le roi d’Angleterre Henri III intervient aux côtés de son beau-père, Hugues de Lusignan, comte de la Marche, en révolte contre Louis IX. La ville de Pons sert alors de point d’appui aux forces anglo-poitevines. La proximité de la forteresse avec Taillebourg explique son rôle dans la campagne : les deux places contrôlent les passages vers la Charente et constituent des verrous stratégiques. Après la victoire décisive de Louis IX à Taillebourg et Saintes (20–22 juillet 1242), la position anglaise s’effondre, et la Saintonge passe durablement sous obédience capétienne.
Cette intégration est confirmée par le traité de Paris de 1259, par lequel Henri III renonce définitivement à ses droits sur la Saintonge. Pons illustre ainsi, au XIIIᵉ siècle, l’articulation entre les enjeux locaux de la seigneurie et les grandes orientations de la diplomatie européenne, la ville se trouvant au cœur de la rivalité entre Capétiens et Plantagenêt.

### LesXVIe/XVIIesiècles: Une ville qui accumule les crises
La Réforme protestante a joué un rôle considérable dans la petite cité. Pons est ainsi devenue un des fiefs protestants les plus ardents en Saintonge jusqu'à ce qu'elle soit assiégée par les troupes royales de Louis XIII qui y mit fin de façon quasi définitive à partir de 1621. Au printemps 1621, le roi lance ses armées à travers le pays. Le 1er juin, l'armée arrive à Saint-Jean d'Angély. Le siège dure près d'un mois. Le 30 juin, l'armée arrive à Pons. Et le 1er juillet, sans combat, c'est la reddition de la ville (comme l'officialise le document en photo). Dans les mois qui suivent et comme les règles le demandent, il faut démanteler les défenses des places-fortes protestantes. Le château est soumis aux pioches de l'armée de Louis XIII. C'est quelques années plus tard (1623-1624) que César Phébus d'Albret (sire de Pons), dans le but de le rendre habitable, fit reconstruire le château, peu ou prou comme nous le connaissons actuellement.
Depuis 1347, la peste n'est jamais partie d'Europe. Ce n'est plus sous la forme foudroyante du Moyen Âge mais sous une forme tout de même extrêmement contagieuse qu'elle fait son retour à Pons. À l'été 1631, plus d'un 1/3 des pontois sont touchés par la peste. Pour lutter contre l'épidémie, le sire de Pons décide dans un premier temps d'isoler les foyers contaminés, c'est une pratique inefficace tant la densité de la population est forte. Il décide alors de faire construire un village de cabanes en bois hors de la ville pour isoler pleinement les malades, à un endroit proche de Jolysable et des Chartres, un lieu appelé "la cafourche du Landay" (devenu Croix Saint-Roch). Catholiques et Protestants - en guerre depuis presque 1 siècle - malades, se retrouvent isolés ensemble, les tensions étaient très nombreuses. Sur ces lieux une chapelle fût construite, il n'en reste actuellement plus aucune trace.
En 1652 Pons est prise par les frondeurs

### LeXIXesiècle: Un essor urbain sans précédent
C'est pendant le XIXe siècle que la ville va connaître un essor urbain sans précédent. La cité déborde largement des remparts, des voies nouvelles sont percées, des hôtels particuliers construits et des usines nouvelles se développent. Elle devient notamment un centre ferroviaire parmi les plus importants de Saintonge et la cinquième ville de la Charente-Inférieure pendant les 3/4 du siècle.

### Pons auXXIesiècle
Le tourisme urbain et culturel constitue pour la ville un secteur en pleine expansion. Ainsi, la ville cultive-t-elle avec soin son patrimoine historique, représenté par trois édifices majeurs :

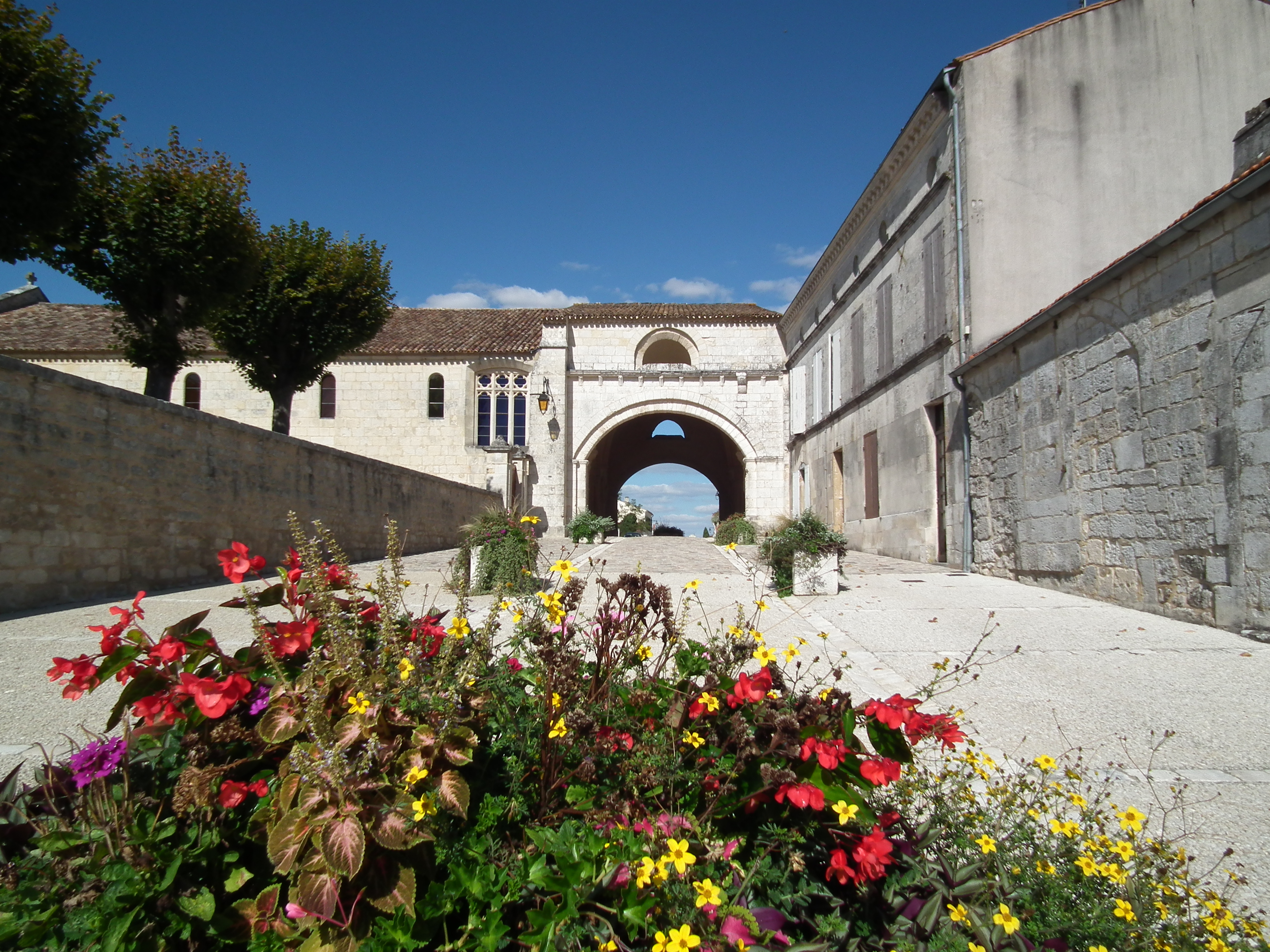
L'ancien hôpital des Pèlerins, classé au patrimoine mondial de l'humanité.

- Le donjon de l'ancien château des sires de Pons, qui domine la vallée de la Seugne, lui sert d'emblème et constitue l'un des monuments les plus visités de Pons.
- Au pied de la cité médiévale, le site de l'hôpital des Pèlerins qui est inscrit au patrimoine mondial de l'Unesco depuis 1998 représente pour Pons un formidable atout pour la continuité de son développement culturel et de son aménagement urbain.
- Le château d'Usson fait partie du patrimoine monumental de la ville et constitue un élément important pour son attractivité touristique.

Si le tourisme contribue à vitaliser l'économie de la ville, Pons est également une cité commerçante. De fait, la ville a su se moderniser et se transformer. À l'Ouest de la cité notamment, une nouvelle zone commerciale a été établie en direction de Gémozac.
Ceci contribue à renforcer son attractivité, malgré la proximité de Saintes qui la transforme progressivement en une « ville satellite » de la troisième couronne saintaise. Ce qui peut cependant être perçu comme un atout, puisque étant située dans l'influence régionale de Saintes, Pons ne perd plus d'habitants depuis 1990.

## Politique et administration

### Tendances politiques et résultats
L'analyse des résultats de l'élection présidentielle de 2007 montre une prédominance de l'électorat de gauche, tant au premier qu'au second tour du scrutin. La candidate du parti socialiste Ségolène Royal obtient ainsi 28,40 % au premier tour, devançant de peu le candidat UMP Nicolas Sarkozy (27,46 %), et devant les candidats du MoDem François Bayrou (17,89 %) et du Front national Jean-Marie Le Pen (11,60 %). Au second tour, Ségolène Royal consolide sa position, obtenant 51,15 % des suffrages, soit une avance d'un peu plus de 2 % sur son adversaire Nicolas Sarkozy, qui totalise quant à lui 48,85 % des suffrages exprimés. Le taux d'abstention du premier tour (18,11 %) et du second tour (17,68 %) est supérieur à celui enregistré au niveau national (16,23 % et 16,03 %).
Les élections législatives qui suivent sont au contraire l'occasion d'un revirement à droite, Dominique Bussereau arrivant en tête des suffrages (47,61 %), conservant ainsi son siège de député de la quatrième circonscription de la Charente-Maritime. Ces résultats sont à mettre en parallèle avec ceux des élections législatives de 2002, où Dominique Bussereau obtient 46,31 % des voix au premier tour et 60,83 % au second, devant Philippe Callaud, du parti radical de gauche, qui obtient quant à lui 24,72 % au premier tour et 39,17 % au second. Les élections régionales de 2004 montrent une nette avance de la liste de gauche conduite par Ségolène Royal (52,95 %) devant la liste UMP conduite par Élizabeth Morin (37,97 %), soit une différence de 15 %. La liste Front national de Jean-Romée Charbonneau se retrouve en troisième position, sans toutefois réussir à passer la barre des 10 % (9,09 %). Ces résultats se trouvent amplifiés lors des élections régionales de 2010, qui voit de nouveau une victoire de la liste socialiste conduite par Ségolène Royal (57,12 %) devant la liste UMP de Dominique Bussereau (42,88 %).
Résultats du second tour des élections présidentielles de 2007 :
- élection présidentielle de 2007 : 51,15 % pour Ségolène Royal (PS), 48,85 % pour Nicolas Sarkozy (UMP). Participation : 82,32 %[42].

Résultats des élections législatives de 2007 et 2002 :
- élections législatives de 2007 : 47,69 % pour Dominique Bussereau (UMP), 28,76 % pour Régine Joly (PS). Participation : 58,18 %[43]
- élections législatives de 2002 : 60,83 % pour Dominique Bussereau (RPR), 39,17 % pour Philippe Callaud (PRG). Participation : 58,90 %[44]

Résultats des élections régionales de 2010 et 2004 :
- élections régionales de 2010 : 57,12 % pour Ségolène Royal (PS), 42,88 % pour Dominique Bussereau (UMP). Participation : 49,92 %[46]
- élections régionales de 2004 : 52,95 % pour Ségolène Royal (PS), 37,97 % pour Élizabeth Morin (UMP), 9,09 % pour Jean-Romée Charbonneau (Front national). Participation : 65,69 %[45]

| Parti politique         | Candidat          | Circonscription | Commune |
| ----------------------- | ----------------- | --------------- | ------- |
| Rassemblement national  | Pascal Markowsky  | 45,21 %         | 42,66 % |
| Renaissance-Ensemble    | Raphaël Gérard    | 27,95 %         | 26,92 % |
| La France insoumise-NFP | Danièle Desselles | 17,40 %         | 21,33 % |
| Les Républicains        | Céline Drouillard | 8,33 %          | 7,63 %  |
| Lutte ouvrière          | Olivier Tripelon  | 1,12 %          | 1,46 %  |

Les deux premiers candidats sont qualifiés : Pascal Markowsky et Raphaël Gérard.
Participation de 63,26 % dans la commune, avec 2,28 % de votes blancs.
| Parti politique        | Candidat         | Circonscription | Commune |
| ---------------------- | ---------------- | --------------- | ------- |
| Renaissance-Ensemble   | Raphaël Gérard   | 49,26 %         | 52,36 % |
| Rassemblement national | Pascal Markowsky | 50,74 %         | 47,64 % |

Pascal Markowsky est élu.
Participation de 61,76 % dans la commune, avec 4,66 % de votes blancs.

### Liste des maires
| Période      | Période      | Identité                     | Étiquette    | Qualité |
| ------------ | ------------ | ---------------------------- | ------------ | --- |
| janvier 2019 | en cours     | Jacky Botton                 | SE-DVD       | Cadre bancaire retraité 3e vice-président de la CC de la Haute Saintonge (2019 → ) Conseiller départemental depuis 2021 |
| octobre 2017 | octobre 2018 | Jean-Luc Dibar               | UDI          | Intendant de lycée, premier adjoint |
| mars 2014    | octobre 2017 | Daniel Laurent               | UMP puis LR  | Viticulteur, chef d'entreprise Sénateur de la Charente-Maritime (2008 → ) Conseiller général du canton de Pons (1993 → 2014) Démissionnaire pour cause de cumul de mandats |
| octobre 2008 | mars 2014    | Henri Méjean                 |              | Proviseur de lycée |
| juin 1995    | octobre 2008 | Daniel Laurent               | RPR puis UMP | Viticulteur, chef d'entreprise Sénateur de la Charente-Maritime (2008 → ) Conseiller général du canton de Pons (1993 → 2014) Vice-président du conseil général (? → 2014) Président de la CC de la Région de Pons (1995 → 2008) Démissionnaire pour cause de cumul de mandats |
| mars 1983    | juin 1995    | Fernand-Pierre Delapeyronnie | RPR          | Conseiller général du canton de Pons (1985 → 1992) |
| mars 1977    | mars 1983    | André Guilloteau             |              | |
| mars 1971    | mars 1977    | Maurice Lambert              |              | |
| mars 1965    | mars 1971    | Jacques Dazord               |              | Médecin |
| mars 1959    | mars 1965    | Roger-Pierre Pellevoisin     | Rad.         | Directeur général honoraire à la Préfecture de police Conseiller général du canton de Pons (1961 → 1966) |
| 1948         | mars 1959    | Marc Dulin                   | Rad.         | Conseiller général du canton de Pons (1949 → 1961) |
| 1947         | 1948         | Gabriel Perrier              | DVD          | Conseiller général du canton de Pons (1945 → 1949) |
| 1944         | 1947         | Raymond Baillou              |              | Entrepreneur |

### Région
À la suite de la réforme administrative de 2014 ramenant le nombre de régions de France métropolitaine de 22 à 13, la commune appartient depuis le 1er janvier 2016 à la région Nouvelle-Aquitaine, dont la capitale est Bordeaux. De 1972 au 31 décembre 2015, elle a appartenu à la région Poitou-Charentes, dont le chef-lieu était Poitiers.

### Instances judiciaires et administratives

#### Instances judiciaires
Pons dépend en matière d'affaires civiles et pénales du tribunal d'instance de Jonzac depuis la réforme de la carte judiciaire mise en place fin 2007 et du tribunal de grande instance de Saintes où se trouve également le siège de la cour d'assises, ainsi que de la cour d'appel de Poitiers.
Par ailleurs, la commune dépend du tribunal pour enfants de Rochefort, qui sera bientôt regroupé sous celui de Saintes, et du conseil de Prud'hommes de Saintes en matière de droit des affaires économiques et sociales.
Enfin, sur le plan du droit administratif, la ville est du ressort du tribunal administratif de Poitiers et de la cour administrative d'appel de Bordeaux.

#### Canton

Situation du canton de Pons dans le département de la Charente-Maritime.

Ancien chef-lieu de district de 1790 à 1800, Pons administrait six cantons : Archiac, Jonzac, Saint Fort-sur-Gironde, Mirambeau, Saint-Genis et le canton du chef-lieu de district de Pons.
Le canton de Pons qui reprend les limites de celles définies en 1790 appartient à l'arrondissement de Saintes depuis le début du Consulat, lors du découpage administratif imposé par Napoléon Bonaparte en 1800.
Pons est devenu par compensation en 1800 le chef-lieu d'un canton de 19 communes, situé dans la partie sud-est de l'arrondissement de Saintes.
Pons est non seulement la commune la plus peuplée de son canton mais elle en est également la commune la plus étendue.
Par sa superficie, elle occupe 11,58 % de son canton, soit moins d'1/8ème, mais plus d'un tiers de la population cantonale réside dans la ville (36,7 % en 2006).

#### Intercommunalité
Pons était le siège administratif de la communauté de communes de la Région de Pons de décembre 1993 au 1er janvier 2014, date à laquelle cette dernière fusionne avec la Communauté de communes de la Haute Saintonge.

### Politique environnementale
Dans son palmarès 2024, le Conseil national de villes et villages fleuris de France a attribué trois fleurs à la commune.

### Jumelages
Au 30 septembre 2010, Pons n'est jumelée avec aucune ville, mais a signé en 1976 un contrat de partenariat avec L'Assomption au Québec. Ce jumelage a cependant été annulé en 2018 et ce, à l'initiative de la ville de Pons.

## Population et société

### Démographie
Troisième ville de l'arrondissement de Saintes après Saintes et Saujon, Pons est un centre urbain dont la stabilité démographique est remarquable depuis deux siècles.

#### Évolution démographique
L'évolution du nombre d'habitants est connue à travers les recensements de la population effectués dans la commune depuis 1793. Pour les communes de moins de 10 000 habitants, une enquête de recensement portant sur toute la population est réalisée tous les cinq ans, les populations de référence des années intermédiaires étant quant à elles estimées par interpolation ou extrapolation. Pour la commune, le premier recensement exhaustif entrant dans le cadre du nouveau dispositif a été réalisé en 2007.

En 2022, la commune comptait 4 308 habitants, en évolution de +3,76 % par rapport à 2016 (Charente-Maritime : +4,04 %, France hors Mayotte : +2,11 %).
| 1793  | 1800  | 1806  | 1821  | 1831  | 1836  | 1841  | 1846  | 1851  |
| ----- | ----- | ----- | ----- | ----- | ----- | ----- | ----- | ----- |
| 4 031 | 3 803 | 3 429 | 3 605 | 3 726 | 4 294 | 4 543 | 4 661 | 4 765 |

| 1856  | 1861  | 1866  | 1872  | 1876  | 1881  | 1886  | 1891  | 1896  |
| ----- | ----- | ----- | ----- | ----- | ----- | ----- | ----- | ----- |
| 4 757 | 4 894 | 4 969 | 4 738 | 4 881 | 4 895 | 4 764 | 4 615 | 4 717 |

| 1901  | 1906  | 1911  | 1921  | 1926  | 1931  | 1936  | 1946  | 1954  |
| ----- | ----- | ----- | ----- | ----- | ----- | ----- | ----- | ----- |
| 4 772 | 4 470 | 4 549 | 4 368 | 4 427 | 4 375 | 4 266 | 4 442 | 4 629 |

| 1962  | 1968  | 1975  | 1982  | 1990  | 1999  | 2006  | 2007  | 2012  |
| ----- | ----- | ----- | ----- | ----- | ----- | ----- | ----- | ----- |
| 4 753 | 4 824 | 4 878 | 4 861 | 4 412 | 4 427 | 4 454 | 4 442 | 4 144 |

| 2017  | 2022  | - | - | - | - | - | - | - |
| ----- | ----- | - | - | - | - | - | - | - |
| 4 182 | 4 308 | - | - | - | - | - | - | - |

#### Pyramide des âges
La population de la commune est relativement âgée.
En 2018, le taux de personnes d'un âge inférieur à 30 ans s'élève à 28,9 %, soit en dessous de la moyenne départementale (29 %). À l'inverse, le taux de personnes d'âge supérieur à 60 ans est de 36,1 % la même année, alors qu'il est de 34,9 % au niveau départemental.
En 2018, la commune comptait 2 022 hommes pour 2 180 femmes, soit un taux de 51,88 % de femmes, légèrement inférieur au taux départemental (52,15 %).
Les pyramides des âges de la commune et du département s'établissent comme suit.
| Hommes | Classe d’âge | Femmes |
| ------ | ------------ | ------ |
| 1,4    | 90 ou +      | 3,6    |
| 11,2   | 75-89 ans    | 16,2   |
| 18,8   | 60-74 ans    | 20,6   |
| 20,1   | 45-59 ans    | 19,7   |
| 15,9   | 30-44 ans    | 14,4   |
| 18,1   | 15-29 ans    | 12,8   |
| 14,5   | 0-14 ans     | 12,7   |

| Hommes | Classe d’âge | Femmes |
| ------ | ------------ | ------ |
| 1,1    | 90 ou +      | 2,6    |
| 10,1   | 75-89 ans    | 12,6   |
| 22     | 60-74 ans    | 23,2   |
| 20,1   | 45-59 ans    | 19,7   |
| 16,1   | 30-44 ans    | 15,6   |
| 15,2   | 15-29 ans    | 12,7   |
| 15,4   | 0-14 ans     | 13,6   |

#### Une remarquable stabilité démographique
L'évolution démographique de Pons, depuis le début du XIXe siècle jusqu'au dernier recensement officiel de 2007, fait apparaître une étonnante stabilité démographique de la ville pendant ces deux siècles.
Mais, dans le détail, plusieurs périodes apparaissent assez nettement et montrent que Pons a connu six phases majeures dans son évolution urbaine :

##### Première période: 1806-1866
Dans cette longue période de prospérité, qui va du Premier Empire jusqu'à l'apogée du Second Empire, la ville a enregistré une croissance démographique exceptionnellement régulière et soutenue, due à la fois à la croissance de ses activités économiques et urbaines et à son attractivité en Saintonge. D'ailleurs, elle devient la cinquième ville de la Charente-Inférieure où, en 1866, Pons a atteint son maximum démographique avec 4 969 habitants.
Ce chiffre de population n'a plus jamais été dépassé par la suite. Elle fait, du reste, partie des villes de la Charente-Maritime qui ont enregistré leur maximum de population jamais atteint depuis (cas, par exemple, de Mirambeau en 1836, de Saint-Savinien en 1846, de Gémozac et de Matha en 1866, parmi les gros bourgs de la Saintonge, ou de Marans en 1846 et de Saint-Martin-de-Ré en 1886, pour les petites villes de l'Aunis).

##### Deuxième période: 1866-1881
Cette période, qui est assez courte, va de la chute du Second Empire jusqu'à 1881, où Pons renoue avec l'essor démographique. La ville atteint alors un deuxième pic de population, enregistrant 4 895 habitants, alors que la crise du phylloxéra a déjà commencé à ruiner le vignoble de la Saintonge depuis 1875 et celui de l'Aunis dès l'année suivante. C'est que, pendant ce temps, Pons est devenue un carrefour ferroviaire important et a commencé à diversifier ses activités économiques, notamment industrielles.

##### Troisième période: 1881-1936
C'est la plus longue période de l'histoire démographique de la ville, elle est caractérisée par une crise démographique quasi continue de 1886 à 1936, avec quelques sursauts mais sans continuité. Les effets dramatiques et brutaux de la crise du phylloxera se sont fait finalement et durement ressentir dans la ville, qui est alors entrée dans une longue période d'inertie.
Pourtant, le vignoble saintongeais a été reconstitué, les distilleries de la ville ont continué de tourner à plein régime, les minoteries se sont multipliées et les industries se sont de plus en plus diversifiées (biscuiteries, laiterie, industrie mécanique). La ville subit en fait les effets « pervers » de l'émigration des jeunes générations qui a accéléré le vieillissement de la population que la Première Guerre mondiale a fortement aggravé.
La « montée en puissance » des villes moyennes comme Saintes, Cognac et Angoulême pendant toute cette période, sans parler de la puissante attraction exercée par Bordeaux, ont contribué à aggraver le phénomène d'émigration des jeunes générations et, ce, jusqu'à la veille de la Seconde Guerre mondiale, où Pons enregistre son plus bas niveau de population depuis le recensement de 1836! La ville ne comptait plus que 4 266 habitants en 1936.

##### Quatrième période: 1946-1975
Il s'agit de la période du renouveau de l'après-guerre jusqu'en 1975. Dans cette phase de reconstruction, puis de modernisation de l'économie de la ville, où des programmes résidentiels ambitieux ont été réalisés, Pons renoue assez vigoureusement avec la croissance démographique. Avec un triplement de son espace urbain depuis 1940 et un gain de population de plus de 600 habitants entre 1936 et 1975, ces données auraient laissé croire un temps que la ville allait enfin franchir le cap des 5 000 habitants, chiffre que de manière surprenante Pons n'a jamais franchi !

##### Cinquième période: 1975-1990
Elle correspond à une période assez critique de l'histoire urbaine de Pons, où la ville enregistre une chute spectaculaire de sa population, surtout dans la période intercensitaire de 1982-1990, au point qu'elle retrouve son niveau de population de 1946.
Plus d'un habitant sur dix a quitté la ville, mais cette situation n'est pas isolée dans la région, puisque Saint-Jean-d'Angély, Matha, Jonzac ou Montendre connaissent le même sort, de même que Barbezieux-Saint-Hilaire, Jarnac ou Ruffec dans le département voisin de la Charente.
Dans la courte période de 1982-1990, la ville est profondément affectée par de graves problèmes économiques. Ceux-ci découlent de la situation désastreuse suscitée par la désindustrialisation de la ville, situation qui touche les deux départements charentais (cas de La Rochelle et de Rochefort sur le littoral, cas d'Angoulême et de Cognac en Charente). Cette crise économique persistante a aggravé en même temps le phénomène de l'émigration des jeunes générations touchées de plein fouet par le chômage et par la précarité. Pons a commencé dès lors à avoir une population en voie de vieillissement.

#### Sixième période: 1990-2007
C'est celle qui, depuis 1990, montre une stagnation démographique. La ville ne perd plus d'habitants, mais le vieillissement de sa population devient un facteur démographique préoccupant. En effet, selon les données les plus récentes fournies par l'INSEE, le taux de population de plus de 60 ans, concernant les retraités et préretraités, est passé de 25 % en 1999 à 29 % en 2007. Dans ce même temps, les jeunes de moins de 20 ans n'occupent plus qu'1/5e de la population de la ville (21 % en 2007).
Pour retrouver une certaine attractivité, Pons doit miser sur la tertiairisation de son économie urbaine et jouer la carte de la proximité géographique avec Saintes avec laquelle les échanges urbains ne peuvent que s'accélérer et contribuer ainsi à dynamiser de nouveau la ville.

### Enseignement
Pons est située dans l'académie de Poitiers.

#### La halte-garderie et la crèche municipale
Le service éducation enfance de la ville de Pons supervise les activités de la crèche municipale et de la halte-garderie, toutes deux situées dans le centre-ville. La crèche municipale est une structure permettant l'accueil d'enfants âgés de dix semaines à trois ans. La halte-garderie, gérée également par la municipalité, fait office de « lieu d'éveil et d'apprentissage social » pour les jeunes enfants.

#### Les établissements scolaires
La ville offre une palette variée d'établissements scolaires relavant pour la plupart du secteur public.

##### Les écoles primaires
Pons possède une école primaire de l'enseignement public et une relevant de l'enseignement privé.
- École primaire Agrippa-d'Aubigné (publique)
- École primaire Sainte-Marie (privé).

Toutes les écoles publiques, qui sont gérées par la municipalité, sont situées dans le centre-ville de Pons et bénéficient du restaurant scolaire pris en charge également par la mairie de Pons.

#### Le collège Émile-Combes
À la rentrée scolaire 2010-2011, le collège de l'enseignement Émile Combes accueillit 479 élèves encadrés par un corps professoral composé de 43 enseignants.
Le secteur du collège public de Pons s'étend à 16 communes sur 20 que compte le canton de Pons, les communes riveraines du fleuve Charente appartenant au secteur du collège Edgar-Quinet de Saintes. Il s'agit des quatre communes suivantes : Brives-sur-Charente, Salignac-sur-Charente, Rouffiac et Saint-Sever-de-Saintonge.

#### Le lycée Émile-Combes
Il s'agit d'une structure importante dans le département où ce lycée reçoit environ 800 élèves chaque année. Il est devenu le principal établissement scolaire de la Haute-Saintonge et offre deux types d'enseignement formant au baccalauréat, l'un général et l'autre technologique. Il gère également le Cepmo de l'île d'Oléron.

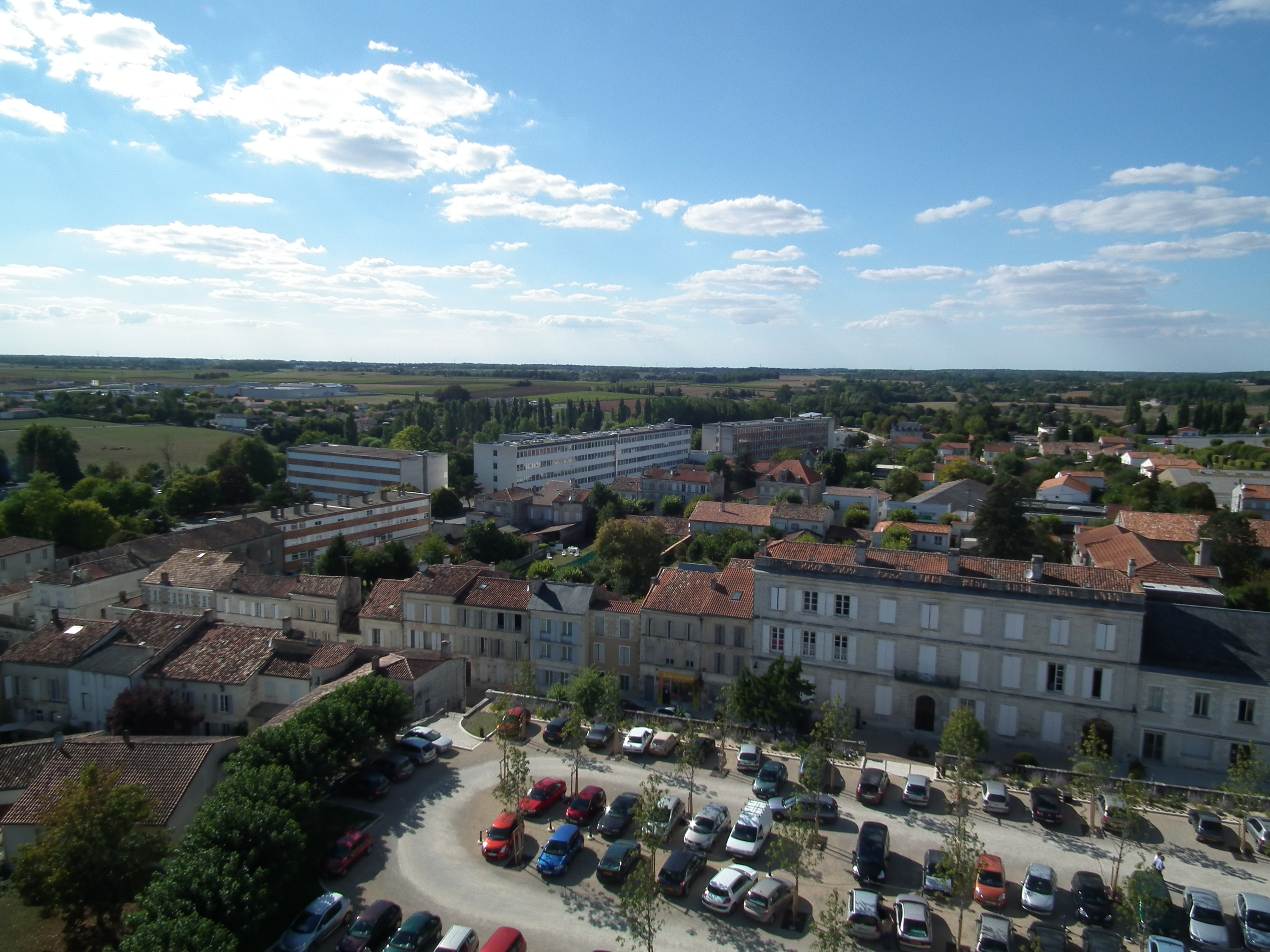
Le lycée Émile-Combes vu du sommet du donjon.

Une section de l'enseignement supérieur est dispensée aux étudiants préparant divers BTS spécialisés dans le B.T.P. et dans la gestion, ainsi qu'une licence professionnelle dans le secteur du bâtiment et du génie civil en liaison étroite avec l'Université de La Rochelle.
De plus, ce lycée s'ouvre sur la ville avec la Puplec (petite université populaire du lycée Émile-Combes) en établissant des cycles de conférences scientifiques ou sociales destinées à un plus large public.
Le lycée possède un tout nouvel internat, inauguré en octobre 2009, et pouvant héberger 120 lycéens. Il peut héberger également 10 professeurs dans des "chambres individuelles aménagées pour les enseignants de passage".
L'ensemble des établissements scolaires (privés et publics) de Pons relèvent de la Circonscription académique de Jonzac où se situent, entre autres, le Centre de documentation, les conseillers pédagogiques, la médecine scolaire.

#### La formation professionnelle
La ville dispose dans le cadre de la formation professionnelle continue pour adultes d'une antenne du GRETA de Saintonge, dont les enseignements professionnalisant sont dispensés dans les locaux du lycée Émile-Combes au cœur de la ville. Les formations concernent principalement les secteurs du commerce et de la vente, de la comptabilité et de la gestion.

### Manifestations culturelles et festivités
Chaque 1er Mai, il est coutume dans les Charentes de s'offrir de l'aillet (ail nouveau), encore appelé baragane en Saintongeais. Ce geste est censé porter bonheur, comme l'indique le proverbe suivant :
« Frottez-vous les mains avec sept brins d'aillet de Mai,
pour avoir de l'argent toute l'année ! »
La fête de l'aillet de Mai a lieu à Pons chaque année. L'aillet est traditionnellement consommé avec du grillon charentais.
Autrefois, chaque lundi de Pâques était organisé à Pons un combat de coqs, tradition dont  on retrouve la trace en avril 1613 mais qui n'a pas dû survivre à la Révolution.

### Santé
La ville de Pons dispose de nombreux services dans les domaines médicaux, paramédicaux et médico-sociaux, ce qui en fait l'une des villes secondaires les mieux pourvues du département.

#### Les services médicaux
La ville dispose de plusieurs cabinets de médecine générale et de chirurgie dentaire, ainsi que d'un centre de la médecine du travail.
Si les médecins spécialistes sont absents de la ville, les habitants consultent ceux qui sont situés à Saintes, Cognac ou Jonzac, voire Angoulême et Bordeaux.
De plus, Pons n'est pas équipée d'un centre de radiologie médicale ou IRM, elle dépend de Saintes  et de Jonzac pour ce type de prestation.
L’hôpital général le plus proche est le Centre hospitalier de Saintonge situé à Saintes, à plus d’une vingtaine de kilomètres au Nord de Pons ; il offre une palette extrêmement étendue de soins, étant le plus grand hôpital de toute la partie centrale et méridionale du département de la Charente-Maritime.

#### Les services paramédicaux
La ville possède un laboratoire d'analyses médicales deux centres en soins infirmiers, trois cabinets de kinésithérapie, un cabinet en diététique ainsi qu’un pédicure-podologue et un orthophoniste.
À cela s'ajoutent trois pharmacies, toutes situées en centre-ville, dont une spécialisée dans l'orthopédie générale, un audio-prothésiste, ainsi que trois opticiens dont un situé dans le centre commercial Coudenne, en périphérie Ouest de la ville, sur la route de Gémozac. Un laboratoire de prothèses dentaires est également implanté en ville.
Deux services d’ambulanciers sont en fonction dans la ville et assurent des interventions dans tout le canton de Pons. Ils sont relayés occasionnellement par les pompiers qui sont habilités à intervenir dans des situations d'urgence.
Pons est en effet équipée d'un centre de secours de sapeurs-pompiers, qui dépend du SDIS de Charente-Maritime, et plus précisément du Centre de secours principal de Saintes.
Enfin, une clinique de vétérinaires y est en activité et exerce ses prestations sur l'ensemble du canton de Pons.

#### Les services médico-sociaux
Dans ce domaine, Pons est particulièrement bien pourvue où ce secteur a pris une importance grandissante depuis plus d'une décennie et devient fortement pourvoyeur d'emplois.
La résidence de retraite

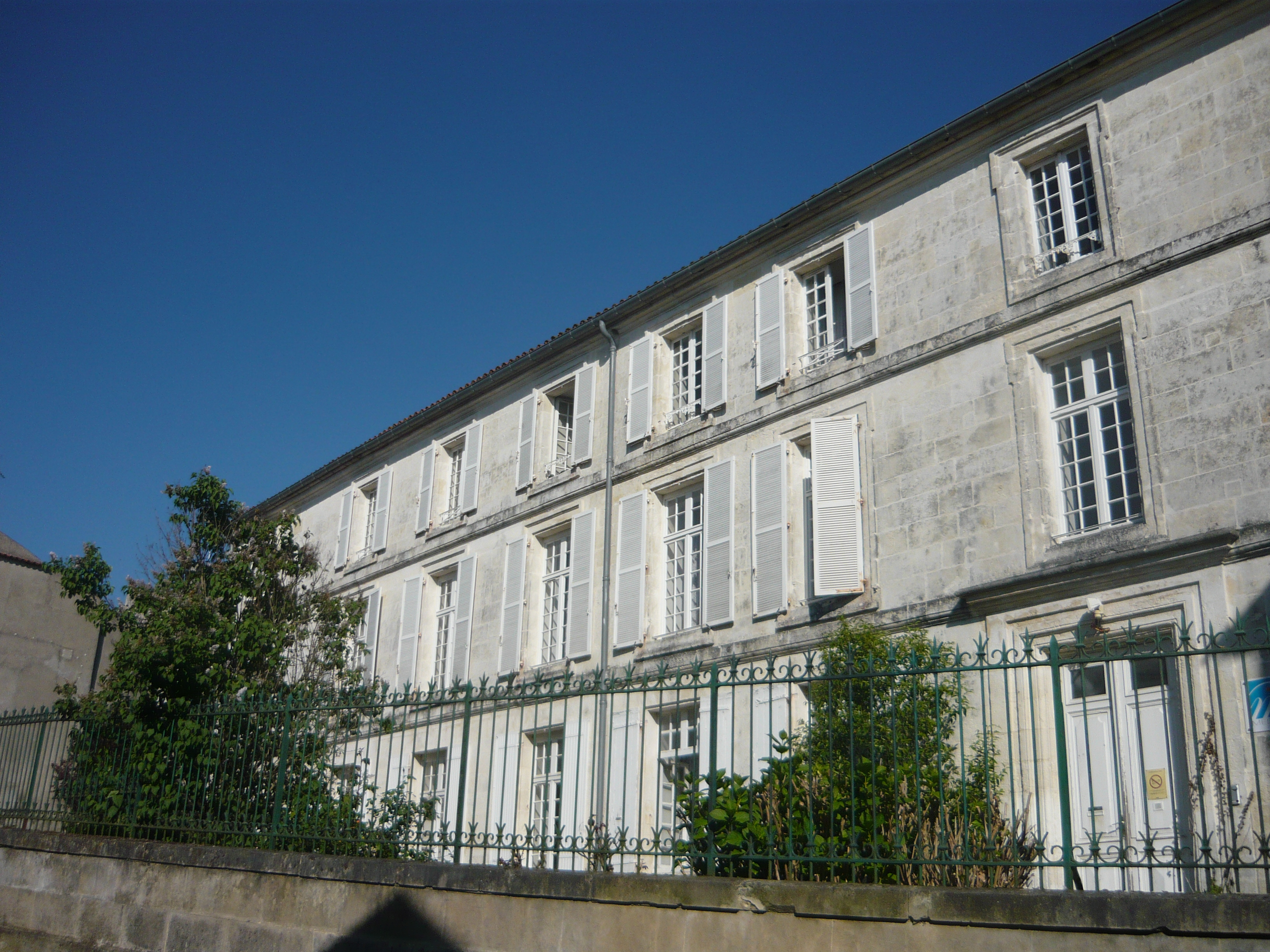
La résidence de retraite Marie-d'Albret.

Une résidence pour personnes retraitées, la Résidence Marie-d'Albret, située dans la ville haute, rue du Président-Roosevelt, dépendant d'un important groupe privé, Medica-France, peut accueillir soixantaine-et-un résidents, valides, semi-valides ou invalides. Implanté au cœur de la vieille ville, dans un ancien bâtiment entièrement rénové, cet établissement privé de retraite est également une structure de type EHPAD.
Un service d’aide à domicile pour les personnes âgées et pour les personnes dépendantes, relevant d’une importante structure départementale, a ouvert une antenne dans la ville.
Les services médico-psychologiques
Depuis 1994, une antenne du Centre Médico-Psychologique (C.M.P.) pour adultes a été ouverte et dépend du Centre hospitalier de Jonzac.
Par ailleurs, fonctionnent un centre médico-psychopédagogique (C.M.P.P.), structure dépendante du domaine de la pédopsychiatrie en milieu scolaire, et un centre médico-scolaire.
Enfin, depuis 2004, a été mis en place l'Établissement Thérapeutique et Pédagogique (E.T.A.P. - Association Rénovation) en vue de la réinsertion sociale de jeunes adolescents en difficulté. Cette structure thérapeutique et pédagogique peut recevoir 15 adolescents en hospitalisation complète de semaine pendant deux années dans un internat réparti en deux sites d'accueil. Cette école expérimentale de Pons, qui reçoit des adolescents des deux départements de la Charente-Maritime et de la Charente, est agréée par l'A.S.H. et est encadrée par un enseignant relevant de l'Éducation nationale.

### Sports
La ville est dotée d'un complexe sportif d'environ 5 hectares, construit à partir de 1965 dans la partie orientale de l'agglomération. Il se compose d'un stade municipal (stade Roger-Pellevoizin) regroupant une pelouse principale, deux terrains de football, une tribune couverte et des équipements utilitaires, d'un gymnase, de quatre courts de tennis et d'une aire de jeux. Le stade Roger Pellevoizin est le principal lieu d'entraînement de l'équipe de football locale, l'USP (Union sportive pontoise). Ce club, né en 1940, a effectué deux saisons en championnat de France amateur de 1948 à 1950, dix-sept saisons en division d'honneur entre 1946 et 1966, et a atteint le 32e de coupe de France en 1948. Il a compté dans ses rangs des joueurs qui sont ensuite passés professionnels, comme René Bouteiller.
La commune abrite également une piscine municipale (ouverte tous les jours en juillet et août), une base de loisirs où sont proposées des activités nautiques ainsi qu'un hippodrome (hippodrome de Pons-Bougneau).
Plusieurs circuits pédestres (GR 360 et GR 655) et sentiers pour VTT sillonnent le territoire communal, notamment la forêt de Pons.
De nombreuses associations sportives permettent la pratique d'activités variées, allant du football au tir à l'arc en passant par le ball-trap, le basket-ball (Donjon Basket Club), le handball, la natation (équipe des Dauphins pontois), le roller in line hockey (Roller Club Pontois), le rugby à XV (Rugby olympic pontois) et l'escalade (site du vallon de la Soute). La commune abrite par ailleurs un aéroclub (Pons-Avy).

### Médias

#### Presse écrite
Le quotidien régional Sud Ouest, dont une agence est ouverte à Saintes, développe l'actualité de Pons et de son canton.
La presse hebdomadaire est représentée par le journal local Haute-Saintonge-Hebdo dont le siège est situé à Jonzac. Il résume l'actualité locale de la ville et du canton de Pons toutes les semaines.

#### Radio Pons
La ville dispose depuis 1984 d'une station de radio, Radio Pons, qui est une station radiophonique généraliste de diffusion locale émettant à Pons et dans sa proche région, principalement dans le département de la Charente-Maritime. Cette radio associative est issue du centre socio-culturel de Pons.
Elle dispose d'un unique émetteur et émet en modulation de fréquence (97.0 MHz).

#### Télévision
L'émetteur de Niort-Maisonnay permet la réception des 18 chaînes gratuites de la télévision numérique terrestre (TNT) dans l'ensemble de la commune, dont le décrochage local de France 3 Nouvelle-Aquitaine : France 3 Poitou-Charentes. Le 31 Mai 2009, cet émetteur de forte puissance a débuté la diffusion d'un nouveau multiplex, permettant la réception des premières émissions de télévision haute définition (HD)

### Cultes
Pons appartient au diocèse catholique de La Rochelle et Saintes, lui-même subdivision de la province ecclésiastique de Poitiers depuis 2002 (de la province ecclésiastique de Bordeaux avant cette date). La ville est divisée en deux paroisses (Saint-Martin et Saint-Vivien) regroupées au sein du secteur pastoral Notre-Dame-de-la-Recouvrance, lui-même dépendant du doyenné de Haute-Saintonge. Des messes hebdomadaires sont célébrées dans les deux églises.
Pour l'église réformée, Pons appartient au consistoire de Charente-Maritime et à la paroisse Sud-Saintonge. Le culte est célébré occasionnellement au temple de Pons, les offices réguliers ayant lieu au temple protestant de Saintes.

## Économie
Pons fait partie du réseau des villes intermédiaires de la Charente-Maritime où, par ses activités économiques variées, elle joue un rôle important en Haute-Saintonge aux côtés de Jonzac.

### Revenus de la population et fiscalité
En 2007, le revenu fiscal médian par ménage était de 14 790 €, ce qui plaçait Pons au 24 352e rang  parmi les 30 714 communes de plus de 50 ménages en métropole.

### Le premier pôle économique de la Haute Saintonge
Pons est le principal pôle d'emplois de la Haute Saintonge avec 1 805 personnes recensés en 2007. Ce pôle économique devance largement Jonzac qui, en 2007, en recense 1 437 et Montendre 1 220.
En intégrant Gémozac dans un espace géographique plus élargi, Pons demeure de loin le premier pôle d'emplois de la Saintonge méridionale.
- La population active à Pons comparée à celle des autres villes de la Saintonge méridionale :

| Nombre d'actifs | 1999  | 2007  | Variation absolue | Variation relative |
| --------------- | ----- | ----- | ----------------- | ------------------ |
| Pons            | 1 854 | 1 805 | -49               | -2,7 %             |
| Jonzac          | 1 633 | 1 437 | -196              | -12 %              |
| Montendre       | 1 270 | 1 220 | - 50              | - 3,9 %            |
| Gémozac         | 949   | 1 038 | + 89              | + 9,4 %            |

Le nombre d'actifs de la ville de Pons enregistre une baisse assez sensible entre 1999 et 2007, elle est due à la disparition de nombreux emplois dans l'industrie, soit par la fermeture d'entreprises, soit par la réduction assez drastique des effectifs, mais en compensation, les emplois tertiaires se sont maintenus et ont même augmenté permettant de limiter la baisse des emplois sur la ville de Pons.
Mais ce tableau montre que dans les villes de Jonzac et de Montendre qui appartiennent au Pays de Haute-Saintonge, auquel adhère également Pons, que la perte de l'emploi y a été moins sévère dans cette dernière que dans les deux autres.
En associant les villes de Pons et de Gémozac dans l'espace rurbain précédemment annoncé, la zone économique dépasse alors largement les 2 800 emplois, ce qui en fait de très loin le principal bassin d'emplois de la Saintonge méridionale.
- Tableau de la situation de la population active à Pons

|                                      | 1999   | 2007   | Variation 1999/2007 |
| ------------------------------------ | ------ | ------ | ------------------- |
| Actifs occupés                       | 34,7 % | 35,1 % | +0,4 %              |
| Population active occupée (15-64ans) | 1 529  | 1 545  | +16                 |
| Chômeurs                             | 7,14 % | 5,5 %  | -1,6 %              |
| Inactifs                             | 2 579  | 2 637  | + 2,2 %             |
| Retraités et préretraités            | 25,3 % | 29,9 % | +4,6 %              |
| Élèves, étudiants et stagiaires      | 7,8 %  | 8,1 %  | +0,3 %              |
| Autres inactifs                      | 25,1 % | 21,4 % | -3,7 %              |

Malgré la baisse du nombre des actifs entre les recensements de 1999 et de 2007, due en grande partie à une perte assez sévère des emplois dans l'industrie, le taux d'occupation de la population active a progressé entre ces deux dates et le taux de chômage a baissé de manière assez significative.
Il est vrai qu'entretemps le nombre des inactifs a augmenté, il concerne majoritairement la part de la population scolaire (élèves et étudiants, stagiaires) et surtout celle des personnes retraitées et préretraitées.
- La population active de la ville de Pons :

| Population active                    | Population en 1999 | Population en 2007 | Variation 1999/2007 |
| ------------------------------------ | ------------------ | ------------------ | ------------------- |
| Population active (15-64 ans)        | 1 843              | 1 786              | -57                 |
| Population active occupée (15-64ans) | 1 529              | 1 545              | +16                 |
| Chômeurs (15-64ans)                  | 314                | 241                | -73                 |
| Taux d'activité (15-64ans)           | 67,9 %             | 66,6 %             | -1,1 %              |
| Taux de chômage (15-64ans)           | 17 %               | 13,5 %             | -3,5 %              |

- Les catégories socio-professionnelles de la ville de Pons se répartissent de la manière suivante selon les dernières données du recensement de 2007.

| Catégorie socio-professionnelle | Proportion en 2007 |
| ------------------------------- | ------------------ |
| Agriculteurs                    | 3 %                |
| Artisans/commerçants            | 9 %                |
| Cadres                          | 7 %                |
| Professions intermédiaires      | 19 %               |
| Employés                        | 30 %               |
| Ouvriers                        | 32 %               |

Le tableau ci-dessus fait ressortir un contraste assez saisissant entre la raréfaction de la population agricole (3 % de la population active) et une prédominance remarquable des ouvriers (32 %) et des employés (30 %).
La profession des artisans et des commerçants est également relativement importante, avec presque 1 emploi sur 10 occupé par cette branche socio-professionnelle.

### Une ville de forte tradition commerciale

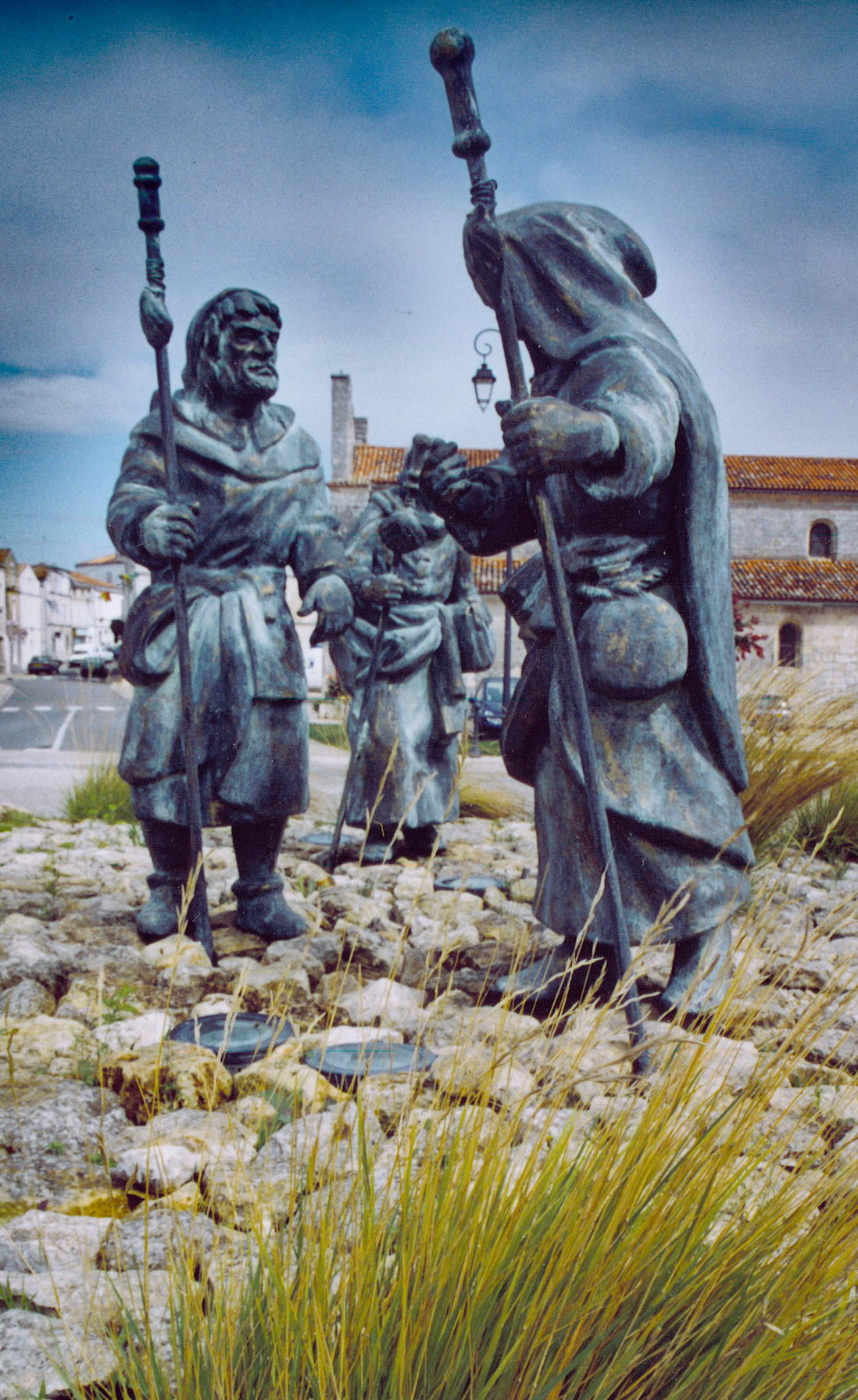
Statues de Pèlerins au rond-point

Depuis le Moyen Âge, Pons a acquis une forte tradition commerciale, et a su profiter de sa situation géographique au milieu d'une riche campagne agricole et viticole au service du monde rural. Ville de passage idéalement située sur la via Turonensis, elle attira les nombreux pèlerins sur la route de Saint-Jacques-de-Compostelle et développa de bonne heure son rôle de ville de foires et de marchés en Saintonge.
Cette fonction s'est maintenue dans les siècles suivants, notamment au XIXe siècle, où la ville s'affirme comme l'un des hauts lieux du négoce des eaux-de-vie de cognac en Saintonge. Puis, à partir de la seconde moitié du XXe siècle, le commerce s'est amplifié et modernisé dans ses nouvelles formes de distribution auxquelles la ville n'a pas échappé.
Aujourd'hui, quatre aspects du secteur commercial de la ville apparaissent, faisant de Pons une des villes les plus commerçantes et les plus animées de la Charente-Maritime, malgré la proximité de Saintes, grande ville commerciale par excellence de la Saintonge, et de Jonzac, dont l'équipement commercial s'est considérablement étoffé depuis le début du nouveau siècle.

#### Une ville de foires et de marchés

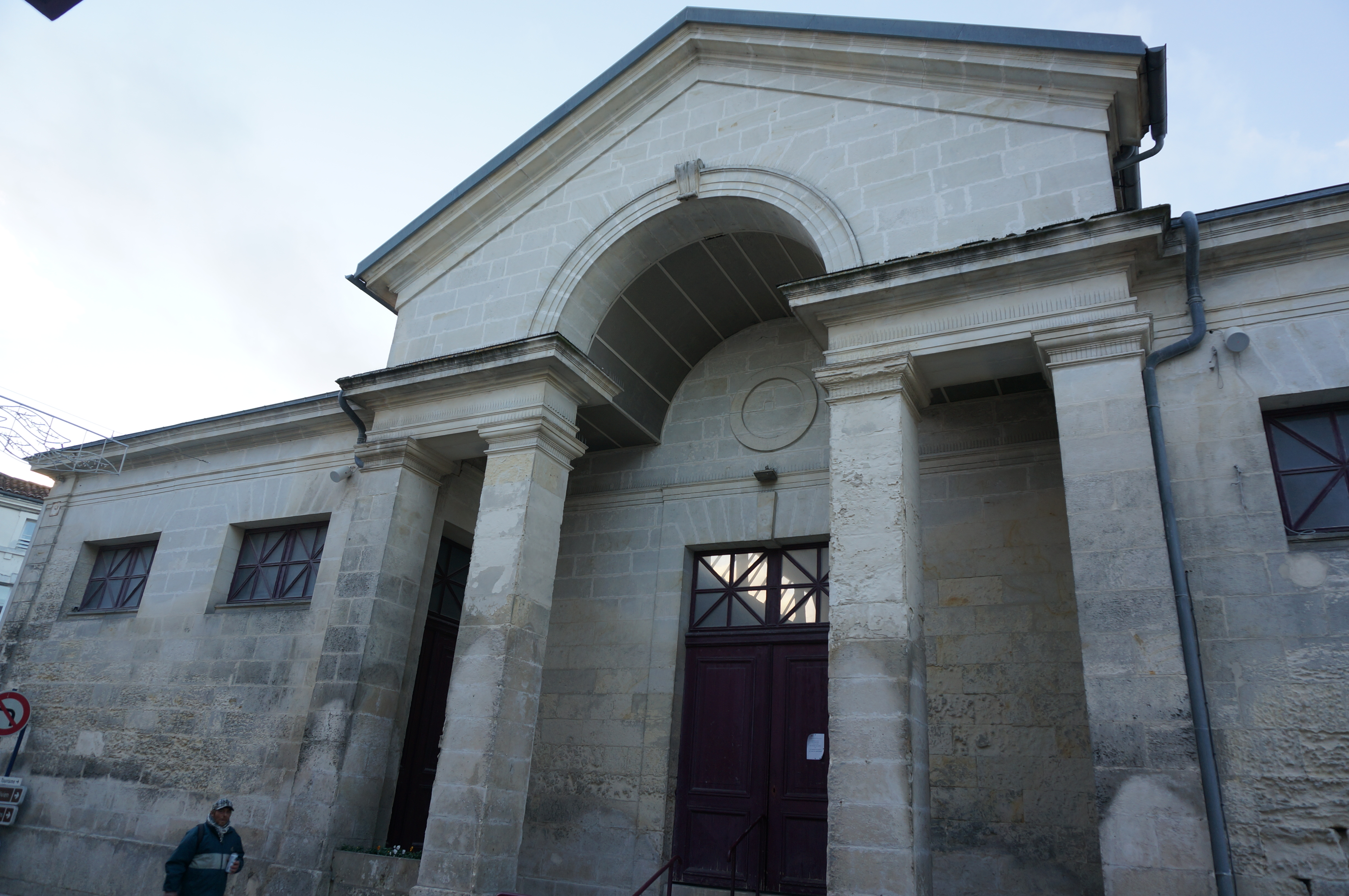
Entrée des nouvelles halles.

Les activités de foires et marchés se sont toujours établies dans le cœur de la cité historique et drainent une population nombreuse, contribuant à la notoriété établie de ville commerciale. Les marchés ont lieu deux fois par semaine (les mercredis et samedis) et se tiennent sous les halles de Pons, place du Minage, en centre-ville. De plus, ils ont lieu chaque dimanche matin, sur la place Saint-Vivien, où se tient également un marché hebdomadaire en nocturne (jeudi soir). À cela, s'ajoute la traditionnelle foire mensuelle qui a lieu tous les premiers samedis du mois. Ces halles furent reconstruites pour 17 313 Francs et terminées en 1845, elles remplaçaient les anciennes halles endommagées en 1835 par l'incendie du bureau d'octroi qui leur était attenant.

#### Un centre-ville rénové

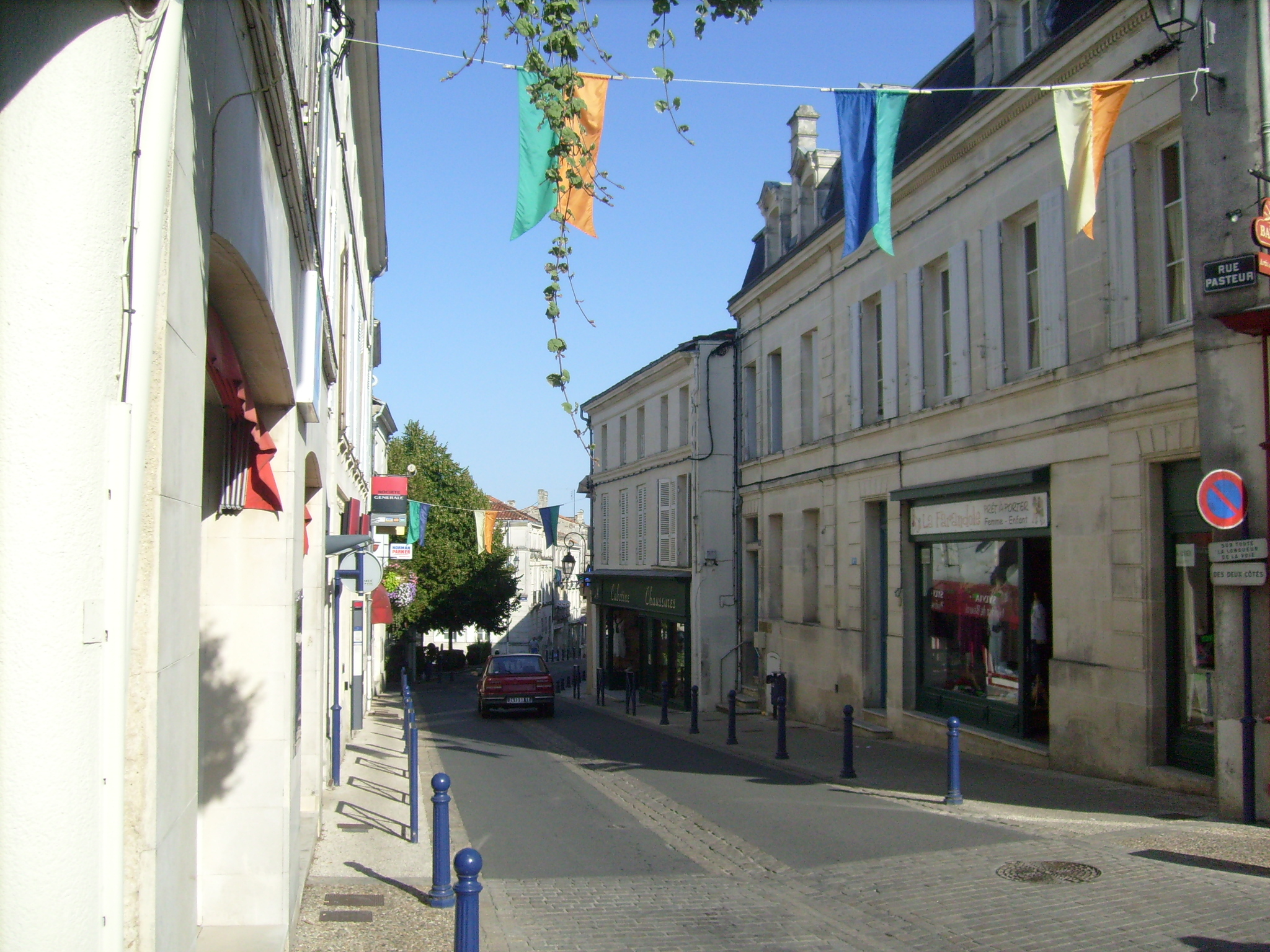
Une rue commerçante de la cité médiévale de Pons où le centre a été récemment rénové.

Depuis le début du XXIe siècle, la municipalité s'est engagée dans une politique de rénovation de son centre-ville, donnant une impulsion nouvelle aux commerces de la ville. Le dynamisme de la cité s'est accru par l'organisation d'un GICC (Groupement d'Intérêt Commercial Communal) qui regroupe une soixantaine de commerçants de la ville et organise des semaines commerciales à thème (Fête du Printemps, Fête médiévale de la Saint-Jacques en juillet, Grande Brocante en septembre, Foire au gras et au Pineau en décembre, Marché de Noël, etc.).
Les boutiques de centre-ville et les magasins spécialisés (bijouteries, parfumeries, salons de coiffure, maroquinerie, magasins de chaussures, boutiques de vêtements, librairies, fleuristes, etc.) organisés autour des halles, contribuent à l'attractivité de la ville.
Après quelques années délaissé au profit de la zone commerciale de Coudenne, le centre-ville tente de retrouver son dynamisme. La municipalité élue en 2019 met en œuvre de nombreuses activités et favorise l'implantation de nouveaux commerces tels que "Le Comptoire" (regroupant les savoir-faire pontois) en centre-ville.
De plus un travail sur la jeunesse commence à voir le jour avec notamment avec la mise en place d'un city-stade au niveau du stade d'athlétisme du paradis. Au même endroit, le camping du paradis -dont la volonté était à la vente- voit son activité reprendre en 2019.

#### Des commerces modernisés
Pons a également modernisé son appareil commercial en accueillant des grandes surfaces de vente aux enseignes de marque régionale ou nationale comme Intermarché, Éco Frais, Leader Price pour le commerce alimentaire, ou encore Bricomarché,, Pulsat, Point Vert, pour le commerce spécialisé.
Depuis Juillet 2007, la ville accueille un hypermarché E. Leclerc et une galerie marchande de huit boutiques, complété par quatre grandes surfaces spécialisés. Située à l'Ouest de Pons, en bordure de l'échangeur autoroutier et sur la route de Gémozac, la nouvelle zone commerciale de Coudenne a une surface couverte de 5 730 m2, elle constitue une vitrine économique du développement de la ville et contribue à fortement accroître le rayonnement commercial de Pons sur sa région immédiate tout en exacerbant la concurrence en ville.
Ce nouvel équipement commercial a permis à Pons de renforcer son attractivité urbaine et apporte une réelle modernisation à ses fonctions commerciales.

#### Une importante ville de négoces

Zone de production du cognac et du pineau. Pons demeure toujours un actif marché du cognac et du pineau.

Par sa position géographique au sein de la Saintonge viticole, la ville est située au contact du terroir de la Petite Champagne et de celui des Fins Bois, dans la région délimitée de production de cognac et du pineau des Charentes. Cette situation privilégiée a permis de bonne heure le développement et le maintien de la fonction du négoce des eaux-de-vie de cognac et du pineau charentais. Cette fonction est assurée aujourd'hui par deux entreprises de production et de distillation de cognac, ainsi que par un important négociant spécialisé dans le commerce des vins et spiritueux.
Les vignobles pour la production du cognac sont implantés sur les coteaux au nord et à l'ouest de la ville, où l'ensemble du finage communal est situé dans la zone des Fins Bois, à la limite occidentale de la zone de la Petite Champagne que sépare la vallée de la Seugne. Ils occupent une surface totale de 417 hectares, ce qui place la ville parmi les plus viticoles de son canton, loin derrière cependant la commune de Pérignac qui en a le vignoble le plus étendu.
Située dans une zone céréalière, Pons est également un centre de stockage et de transit de céréales dont les activités sont assurées par deux puissants organismes agricoles de stockage, la Coopérative Syntéane et les établissements Soufflet-Atlantique.
Le négoce est également assuré par une importante entreprise de conditionnement de confiserie et de pâtisseries, les établissements SEDIS, qui ont fixé leur siège à Pons et exercent leurs activités dans la ville depuis 1970. Cette entreprise est devenue le quatrième employeur privé de la ville avec une centaine d'emplois permanents, au sein d'un groupe employant 300 personnes et où les produits sont diffusés dans 2 000 points de vente dans toute la France.
Un grossiste en matériel de chauffage et de climatisation a acquis une dimension régionale dans tout le Sud-Ouest de la France depuis une trentaine d'années. Il s'agit de la société Climair qui a créé une cinquantaine d'emplois et a fixé ses magasins dans la Z.I. de Touvent en 1974.

### Un centre de services multiples
En prolongement de sa fonction commerciale importante, Pons a pu développer un secteur tertiaire non marchand bien étoffé et tirer un réel avantage de sa situation de carrefour géographique.

#### Un centre de services administratifs par sa position de chef-lieu de canton
Nombre de services administratifs inhérents à la fonction de chef-lieu de canton sont en exercice à Pons où se trouvent notamment La Poste et son bureau cantonal de distribution du courrier, la brigade de Gendarmerie nationale, le Centre de secours du SDIS, un centre d'exploitation de la Direction des Infrastructures, le Trésor Public, un cabinet d'huissier, plusieurs études de notaires, plusieurs cabinets d'avocats, une antenne de la D.T.A.S., le C.C.A.S. du service de la mairie, plusieurs établissements d'enseignement scolaire dont un collège et un lycée d'importance régionale.
Le secteur financier (banques et assurances) est assez bien représenté dans une ville de cette dimension avec cinq banques dont deux mutualistes et une Caisse d'Épargne, le service financier de La Poste, ainsi que cinq agences d'assurances. À cette activité bien implantée en ville, il convient d'y ajouter trois établissements d'expertise-comptable dont l'un, la Cabex, est situé dans la nouvelle zone d'activité de Coudenne, tandis que les deux autres sont présents en centre-ville.

#### Une importante activité de transports routiers
Pons a su tirer profit de sa situation de carrefour géographique, où les entreprises de transport routier se sont beaucoup développé.
Les Transports Roger Renaud sont devenus le premier employeur de la ville avec 260 emplois. Cette importante société a été créée en 1951, et a développé ses établissements de transport au Sud de la ville, en 1993, au lieu-dit Goutrolles. C'est une PME qui gère un groupe régional de plus d'une dizaine d'établissements dans toute la France, employant à ce jour plus de 530 personnes. Elle s'est spécialisée dans les transports frigorifiques longue distance et à l'étranger et possède une flotte de 315 véhicules industriels parcourant 70 000 km chaque jour.
Aux côtés de cette entreprise de dimension régionale, deux autres transporteurs routiers de marchandises ont fixé leur siège à Pons (Lacombe Express et Transport Paul), le premier exerce cette activité depuis 1988 et emploie environ une vingtaine de personnes.

#### Un centre de services urbains
Pons exerce toujours son influence sur le milieu agricole environnant, où elle dispose d'un garage de mécanique agricole et d'un grossiste en matériels viticoles.
Plusieurs garages de réparation automobile et de concessionnaires d'automobiles de marque nationale sont implantés aux entrées principales de la ville ou dans les zones d'activités économiques comme cela se rencontre habituellement dans nombre d'agglomérations urbaines.
Parmi ces garages, se trouve un important fournisseur en pièces détachées pour véhicules lourds et industriels.
Enfin, Pons a été choisie parmi les six agences départementales de la distribution de l'eau pour accueillir une antenne de la R.E.S.E. dont le siège départemental est implanté à Saintes. Cet important distributeur public alimente en eau potable depuis l'agence de Pons-Font-Roman, dont les locaux sont situés dans la Z.I. du Chail, sur la route de Cognac, toutes les communes des cantons de Pons, de Gémozac et de Saint-Genis-de-Saintonge, ainsi que des portions de quelques cantons (partie nord des cantons de Jonzac et d'Archiac, partie du canton de Saintes-Ouest), soit un bassin de vie d'environ 40 000 habitants,.

### Un centre industriel actif
Pons est la première ville industrielle de la Haute-Saintonge. Elle doit cette situation particulière à la fois à une tradition industrielle anciennement ancrée et à des conditions naturelles favorables (vallée de la Seugne, plateau de la Saintonge viticole).
Si la plupart des anciennes industries ont disparu, notamment les tanneries et les mégisseries dont la dernière a fermé dans les années 1940, les exploitations de carrières, puis la laiterie et fromagerie industrielle de la Croix-Marron en 1962, de même les minoteries et autres moulins industriels dont la minoterie Caillet dans les années 1980 et la minoterie Lhoiry qui a cessé ses activités en 1991, ainsi que quelques distilleries d'eau de vie de Cognac, Pons demeure encore aujourd'hui un actif centre industriel, où ses usines ont été en grande partie parquées dans les différentes zones industrielles de la ville :
- la ZI du Chail s'étend au nord-est de la ville, sur la route de Cognac, sur une surface totale de 14 hectares. Elle rassemble de nombreux établissements industriels et de services automobiles, ce qui en fait le plus gros employeur de la ville ;
- la Z.I. de Touvent est implantée au nord de la ville, sur la route de Saintes, et s'étend sur une surface totale de 5 ha. Elle est complétée ou agrandie par deux petites zones, la Z.I. de La Dague et la Z.I. de La Roulette, cette dernière étant située tout à l'entrée nord de la ville ;
- enfin, la Z.I. de Bonnerme a été aménagée à l'ouest de Pons, sur la route de Royan. Cette dernière qui est la plus récente et la plus étendue fait l'objet d'un agrandissement dont la surface totale prévue est de 18 ha aménagés par la SEMDAS[85].

Trois secteurs d'activités industrielles (industrie agro-alimentaire, construction mécanique et BTP) sont représentés dans la ville. Le secteur industriel est constitué essentiellement de PME, en général situées dans des Z.I. bien situées aux différentes entrées de la ville.

#### Le secteur des industries agro-alimentaires
Dans ce secteur, les IAA occupent une position importante, étant représenté par la biscuiterie Colibri, les distilleries d'eaux de vie de cognac et le stockage et expédition de céréales.
La Pâtisserie Colibri est le troisième employeur de la ville avec 160 emplois en exercice sur le site de production situé à l'ouest de Pons (route de Marennes). La première biscuiterie « Sire de Pons » date de la fin du XIXe siècle, c'est l'une des plus anciennes industries de la ville encore en activité aujourd'hui. Assez précocement, le renom des biscuits de Pons acquit une certaine notoriété et dès 1922, le « Petit Colibri » se vend dans toute la région, expédié notamment par le train. La dimension industrielle de Colibri date des années 1950, période à partir de laquelle la ville prend le surnom de « cité des biscuits ». L’usine actuelle de plus de 20 000 m2 date de 1979. Aujourd'hui, cet établissement de production moderne est connu sous le nom de Colibri Pâtisserie.
La Distillerie de La Tour est l'une des deux distilleries de cognac en activité dans la ville et l'une des plus importantes du département. Cette entreprise dispose également d'un établissement de distillation à Jonzac et a diversifié ses activités et ses procédés de vinification en développant la production de jus de fruit de raisin et de vins mousseux. Elle emploie une quarantaine de personnes dans ses chais et ateliers de production que 3 000 vignerons de la région fournissent annuellement.
La Distillerie Jaulin est l'une des plus anciennes entreprises de la ville, elle fut fondée en 1910, dans la période où la région reconstituait son vignoble dévasté par le phylloxéra dès 1875. Elle traite entre 4 000 et 5 000 hl d'eau de vie par jour dans ses huit alambics. L'entreprise a été modernisée en 1982.
Située dans une zone de grosse production céréalière, Pons comptait jusqu'à 14 moulins à grains en activité sur les bords de la Seugne ou sur les hauteurs de la commune. Toutes les anciennes meuneries de la ville ont disparu progressivement et, ce, depuis les années 1930. Aujourd'hui, les établissements Soufflet-Atlantique se contentent seulement de la collecte et du stockage des grains et des fourrages dans d'imposants silos situés au lieu-dit les Brandes, au sud de la ville, en limite de la commune de Belluire. De même, la ville possède des silos appartenant au groupe coopératif agricole et céréalier Syntéane et fait partie des 39 magasins céréaliers implantés par cet organisme de coopération agricole en Charente-Maritime.

#### Le secteur des industries mécaniques et de la chaudronnerie
Ce secteur dynamique est représenté par un certain nombre de PME au service de l'agriculture régionale dont les productions sont axées sur la viticulture et la céréaliculture.
L'équipementier S.M.E.S. (40 emplois) a quitté en 2008 la petite ville voisine de Gémozac pour s'installer dans des bâtiments modernes dans la nouvelle Z.I. de Bonnerme, à l'ouest de la ville, sur la route de Gémozac et en bordure de l'échangeur autoroutier. Cette entreprise fabrique des silos à grains et est également spécialisée dans la maintenance industrielle des structures de stockage céréalier. Son activité principale est la chaudronnerie et la tuyauterie.
Deux autres petites entreprises industrielles travaillent en rapport avec le terroir agricole environnant.
L'établissement Montel S.A. fabrique des alambics et équipe des distilleries d'alcool ou d'eaux de vie de cognac. Cette chaudronnerie industrielle est implantée dans la ville depuis 1987.
L'entreprise Coup'Eco, d'implantation plus récente, elle a été créée en 1995, s'est installée dans la Z.I. du Chail en 1998. Elle fabrique du matériel d'élagage de jardin pour les collectivités publiques autant que pour les professionnels en espaces verts. D'autres établissements travaillent à la transformation des métaux mais ce sont davantage des activités connexes au secteur du bâtiment. Une entreprise en menuiserie métallique et une autre spécialisée dans la serrurerie et la métallerie sont donc présentes sur la ville mais il s'agit de petites unités semi-industrielles ou plutôt artisanales qui, cependant, complètent cette panoplie assez étendue des activités du travail des métaux.
Mais ce tissu industriel est dominé par une importante usine dont l'histoire n'est pas en rapport avec la géographie locale. L'entreprise Wesper Industrie France est devenue le second employeur de la ville avec 190 emplois en 2008. Cet établissement industriel, implanté dans la Z.I. du Chail, en bordure de la route de Cognac, au nord-est de la cité, fabrique du matériel aéraulique et frigorifique pour l'industrie et les hôpitaux, des équipements de conditionnement d'air et de réfrigération. C'est l'une des plus anciennes usines de Pons, où à ses origines, en 1918, l'entreprise fabriquait du matériel à vapeur pour l'équipement ferroviaire.

#### Le secteur du B.T.P.
Le secteur des B.T.P. est dominé par les entreprises de travaux publics dont trois sont implantées dans la ZI de Bonnerme et sont des créations relativement récentes. La plupart de ces entreprises emploient entre dix et vingt personnes. BTPS ATLANTIQUE a emménagé dans des locaux neufs sur la ZI de Bonnerme dans le courant de l'année 2007, l’entreprise est en activité depuis 1997, elle est spécialisée dans le génie civil et dans les travaux d’entretien d’aérodromes (étanchéité, joints, résine, coffrage glissant et réparation ouvrages d'arts). ERCTP est également implantée dans la ZI de Bonnerme et est spécialisée dans les travaux de pose et d’entretien de canalisations. La plus importante est la SOBECA, l’une des trois entreprises de travaux publics à être installée dans la ZI de Bonnerme, elle emploie 40 personnes et travaille dans la réalisation et la construction de réseaux enterrés et aériens.
Ailleurs, dans la ville, l’entreprise ETDE, qui est spécialisée dans l’installation des réseaux électriques, est l’une des plus anciennement implantées parmi les entreprises de sa branche (1979), elle emploie plus d’une vingtaine de personnes. Cette entreprise est une filiale électricité et maintenance de Bouygues Construction, ETDE est un ensemblier-intégrateur de solutions techniques au service des clients publics ou privés.
Enfin, un atelier de travail protégé, IDEM 17, travaille dans la sous-traitance industrielle en câblage. Cet établissement est situé dans la ZI du Chail depuis 2001.

#### Le secteur des industries diverses
Un certain nombre de petites entreprises sont anciennement installées dans la ville et ont des activités plutôt artisanales. Mais parmi celles-ci deux se distinguent et portent le renom de la cité bien au-delà de sa région.
Les Établissements Hible Fleurs font partie des entreprises les plus originales de la ville. Ils emploient une vingtaine de personnes et sont spécialisés dans la production de compositions florales artificielles. Une autre petite entreprise de production analogue prolonge cette activité originale et s’est implantée dans la ZI de Bonnerme (SARDECO S.A).
L’entreprise Cheminées Mercier, bien que spécialisée dans la pose et l’installation de cheminées, de barbecues et de foyers fermés, est également un fabricant régional de cheminées en pierre de taille. L’entreprise, implantée depuis 1953, a installé ses entrepôts et son atelier de taille de pierre sur la route de Royan. Cette activité fait travailler environ une vingtaine de personnes.

### Une ville touristique de plus en plus visitée
Pons bénéficie d'un site exceptionnel, sur lequel la ville a été édifiée, et dont le patrimoine monumental est un des plus remarquables en Charente-Maritime.

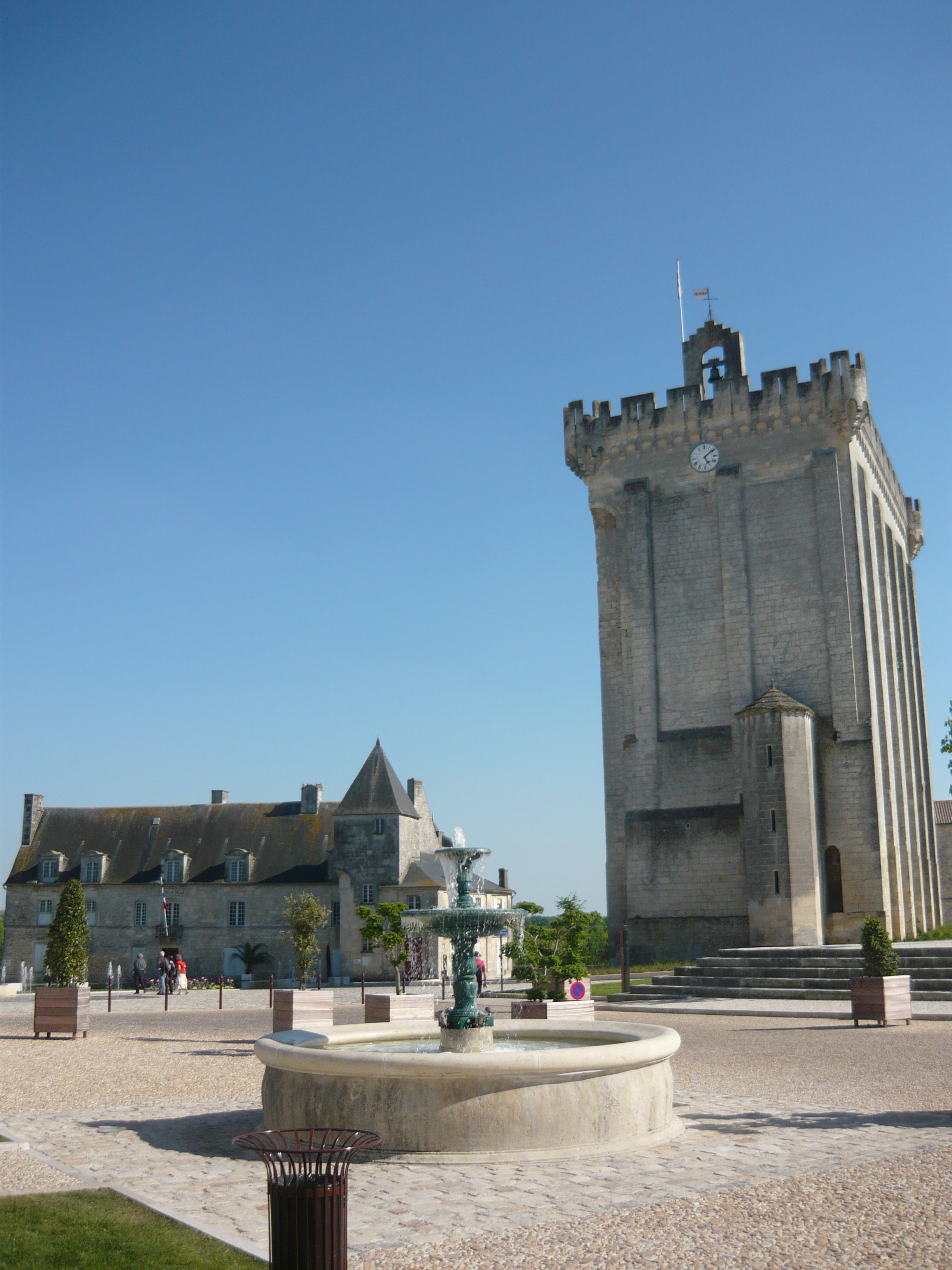
Le cœur historique de Pons (ici, l'esplanade du Château) est devenu le centre touristique de la ville.

Cité médiévale, la ville s'est efforcée de mettre en valeur son cadre historique qui attire de plus en plus de visiteurs, non seulement à cause des monuments répertoriés, mais aussi en raison des activités mises en place. Ville touristique, elle est citée parmi les centres d'intérêt de la Charente-Maritime dont le passé historique et l'aspect culturel sont largement reconnus, ainsi fait-elle partie du prestigieux réseau de la Route historique des trésors de Saintonge qui est un important support pour le développement du tourisme de l'arrière-pays charentais.
Ceci lui a permis de développer son économie touristique dont les équipements d'accueil et de loisirs sont à la hauteur des exigences.

#### Les infrastructures d'accueil
La ville dispose d'un office de tourisme situé au cœur de la cité historique.
Deux terrains de camping, dont l'un est municipal, sont situés à l'ouest de la ville, l'un en bordure du vallon de la Soute, aux portes du centre-ville, le second se trouve dans le secteur de Coudenne, à proximité de l'échangeur autoroutier et du tout nouveau parc commercial.
Deux hôtels-restaurants sont ouverts aux touristes et aux visiteurs de passage ou de week-end. Ils sont tous deux situés dans le cœur historique de la ville. L'un occupe un ancien relais de poste, l’Hôtel de Bordeaux, il comporte 16 chambres et est classé 2 étoiles, l'autre, l’Auberge Pontoise, occupe une ancienne biscuiterie et offre 20 chambres dans un cadre 2 étoiles, il appartient à la chaîne des hôtels Logis de France.
De nombreux restaurants, brasserie, pizzerias et cafés-bars sont situés soit en centre-ville, soit sur les bords de la vallée de la Seugne et font de la cité un centre gastronomique réputé en Charente-Maritime. De plus, l'animation des marchés hebdomadaires et des foires périodiques ainsi que la présence des boutiques du centre-ville invitent au shopping et à la découverte de la ville.

#### Les infrastructures de loisirs
La ville a su mettre en valeur son site naturel des bords de la vallée de la Seugne, où chaque été l’Aire de loisirs de Pons, qui est une base de loisirs nautiques, draine une foule considérable de visiteurs et de touristes.

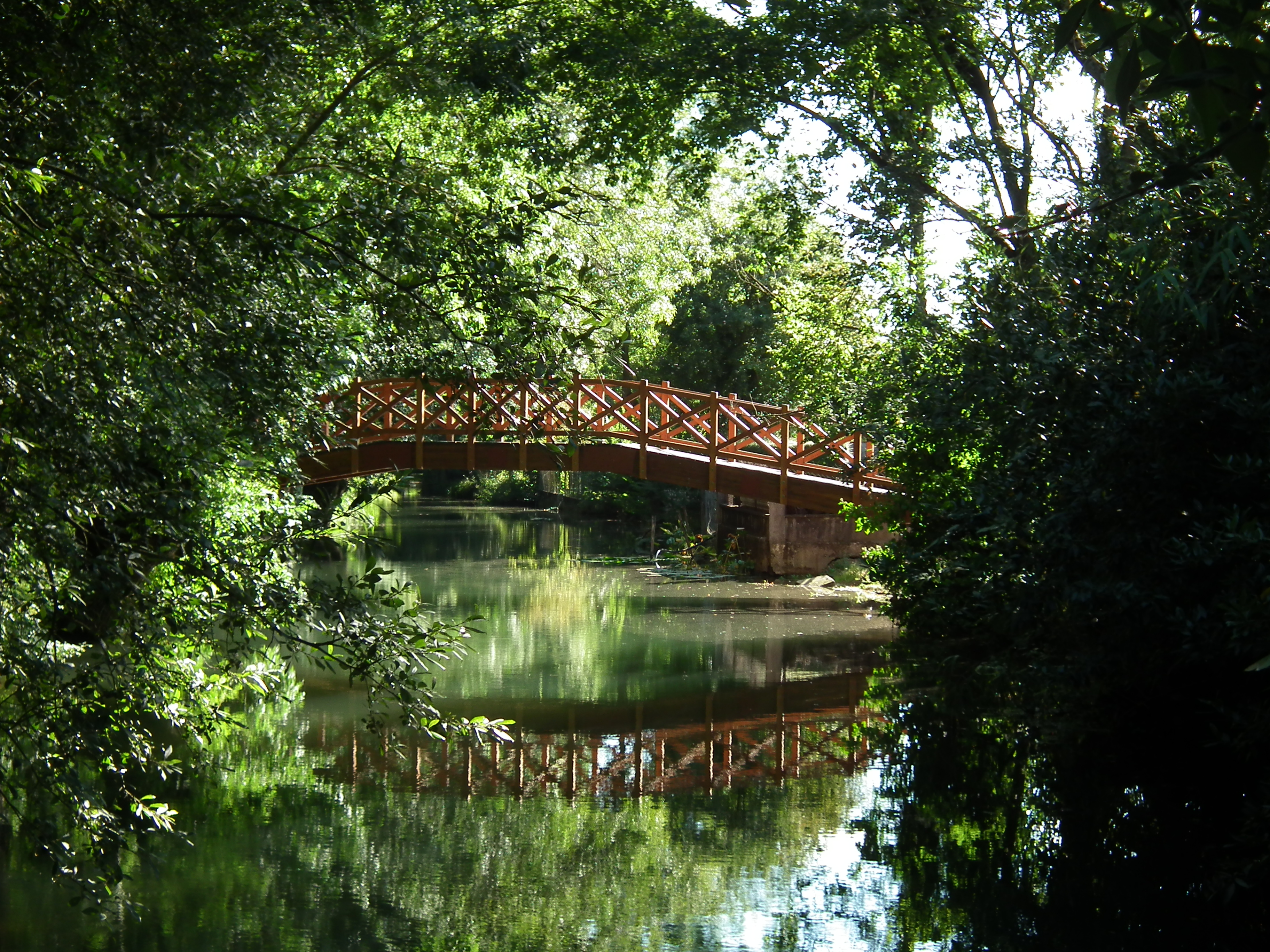
Des espaces verts bordent les rives de la Seugne.

La ville dispose en outre d'un parc d'attractions original sur le site du château d'Usson, dénommé le château des Énigmes, et qui attire par son parc à thèmes 70 000 visiteurs par an.
Sous l'impulsion donnée par le tourisme, deux musées ont été aménagés dans la cité historique. Le Musée des personnages célèbres est situé près du donjon de Pons et retrace la vie des personnalités illustres qui ont fait l'histoire de la ville. Le  Musée archéologique est situé dans la chapelle Saint-Gilles et offre désormais une exposition permanente de ses collections locales aux nombreux visiteurs.
La présence d'un cinéma, doté de deux salles de projection, situé en centre-ville apporte un supplément d'animation à la ville.
La ville dispose également d'un hippodrome avec société de courses dont les épreuves équestres ont lieu chaque 15 août.
Une aire de pique-nique, en bordure de la Seugne et à proximité du château d'Usson, a été aménagée au site de Marjolance et est accessible par la RD 249 (sud de la ville).
Enfin, située à proximité de la Forêt de Pons, la ville dispose du sentier de randonnée pédestre du GR 360, ainsi que de pistes VTT et de pistes équestres.

#### Une ville au cœur de circuits touristiques
Pons a l'avantage de bénéficier d'une position géographique privilégiée au cœur d'une région riche en églises de villages, ainsi qu'en quelques petits châteaux et autres sites pittoresques. Ainsi, la cité médiévale est-elle le point de départ de plusieurs circuits touristiques dans un rayon d'environ quinze kilomètres autour de Pons et qui sont recommandés dans des brochures ou des livres touristiques tel le Guide Vert Michelin.

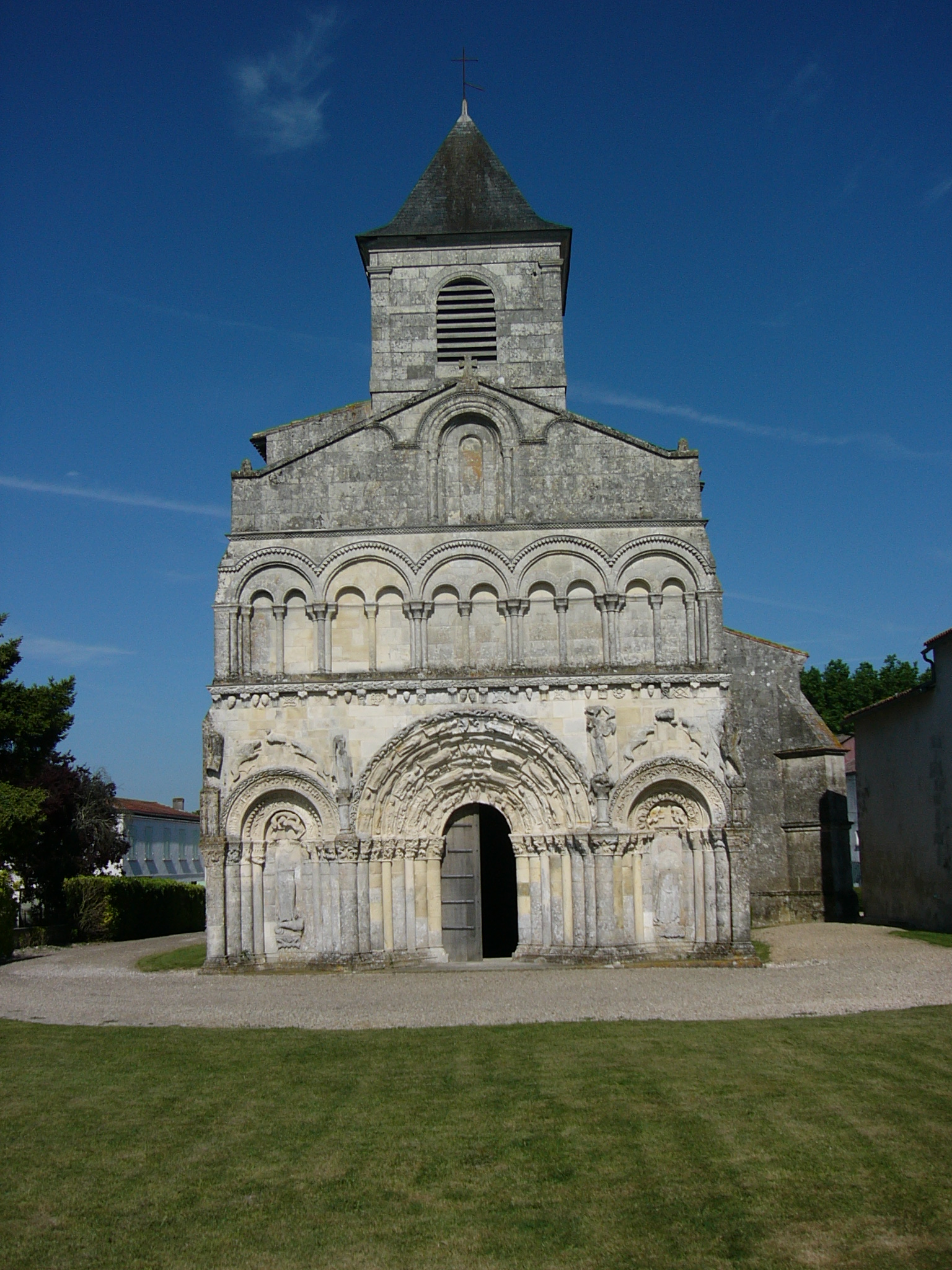
L'église romane de Chadenac s'inscrit dans un des circuits touristiques de la Saintonge romane où Pons est la ville de départ.

Le circuit le plus visité est celui du secteur est de la région de Pons, remarquable par la densité des édifices religieux et civils. Ainsi, les plus caractéristiques de ces églises de village sont celles qui sont situées entre Pons, Cognac et Jonzac, où se trouvent les églises romanes de Bougneau, Pérignac, Echebrune, Chadenac, Marignac, Neuillac ou Sainte-Lheurine ou encore les étonnantes églises Renaissance de Lonzac et de Fléac-sur-Seugne. Dans ce dernier village, situé dans la vallée de la Seugne au sud de Pons, se trouvent également deux châteaux, le château d'Ardennes des XIIe et XIVe siècles avec son pont-levis, qui fut la résidence de Pierre Dugua de Mons, sieur de Mons et d'Ardennes, fondateur de l'Acadie en 1604 et de Québec en 1608, et le manoir des Forges, construit au XVe siècle. À Marignac, se trouve également un remarquable château de la fin du XVe siècle, le Château-Gibeau, qui est une demeure seigneuriale appartenant à une célèbre famille de négociants en cognac depuis 1896. C'est encore dans les environs de ce village, occupant le site d'un ancien oppidum, que se trouve le rocher de Cordis, une falaise très prisée des amateurs d'escalade.
Le circuit ouest fait découvrir des joyaux de l'architecture religieuse de la Saintonge romane que sont les fort belles églises rurales de Rioux, Rétaud, Gémozac ou encore Jazennes. Dans ce circuit, la Forêt de Pons mérite un détour et offre avec le vallon de la Soute la possibilité de découvrir des grottes et de pratiquer la randonnée pédestre.
La ville est également désignée dans le célèbre Guide Vert Michelin pour être le point de départ du circuit de découverte des châteaux du Pays de Haute-Saintonge, la ville possédant l'insolite château d'Usson.
Enfin, Pons est relativement proche des grands centres touristiques de l'arrière-pays charentais que sont Saintes et Cognac et proche aussi de la côte Atlantique où se trouvent les grandes stations balnéaires de la Côte de Beauté qu'anime Royan et les îles du littoral charentais (île de Ré, Île-d'Aix et île d'Oléron). Cette position géographique est indéniablement un atout pour le développement touristique de la cité médiévale.
Toutes ces activités de loisirs et de tourisme font de Pons une des villes les mieux équipées et les plus animées de l'arrière-pays de la Charente-Maritime, notamment pendant la saison estivale. Elle peut jouer un rôle complémentaire avec Jonzac, qui est devenue une station thermale, équipée d'un casino et d'un complexe aquatique.

## Culture locale et patrimoine

### Lieux et monuments

#### Aperçu général
Pons possède un riche patrimoine urbain, hérité en grande partie du Moyen Âge, notamment des vestiges du château des sires de Pons, du circuit des remparts, de l'église Saint-Vivien et surtout de l'hôpital des Pèlerins, où ce dernier est inscrit au patrimoine mondial de l'humanité par l'Unesco.
Cette richesse du patrimoine urbain de Pons atteste l'importance du rôle que la ville a joué dans l'histoire de la Saintonge, en particulier à l'époque médiévale et pendant le tumultueux XVIe siècle, sans oublier de mentionner le XIXe siècle qui a légué également à la ville un intéressant héritage historique et architectural longtemps ignoré. Il en résulte ainsi une grande diversité dans les édifices religieux et les monuments civils mêlant les époques médiévales, classiques et contemporaines, ce qui est assez exceptionnel pour une petite ville.
Depuis l'aménagement récent de son centre historique mené avec goût, Pons est dès lors devenue une destination touristique et culturelle prisée en Charente-Maritime.

#### Le château de Pons

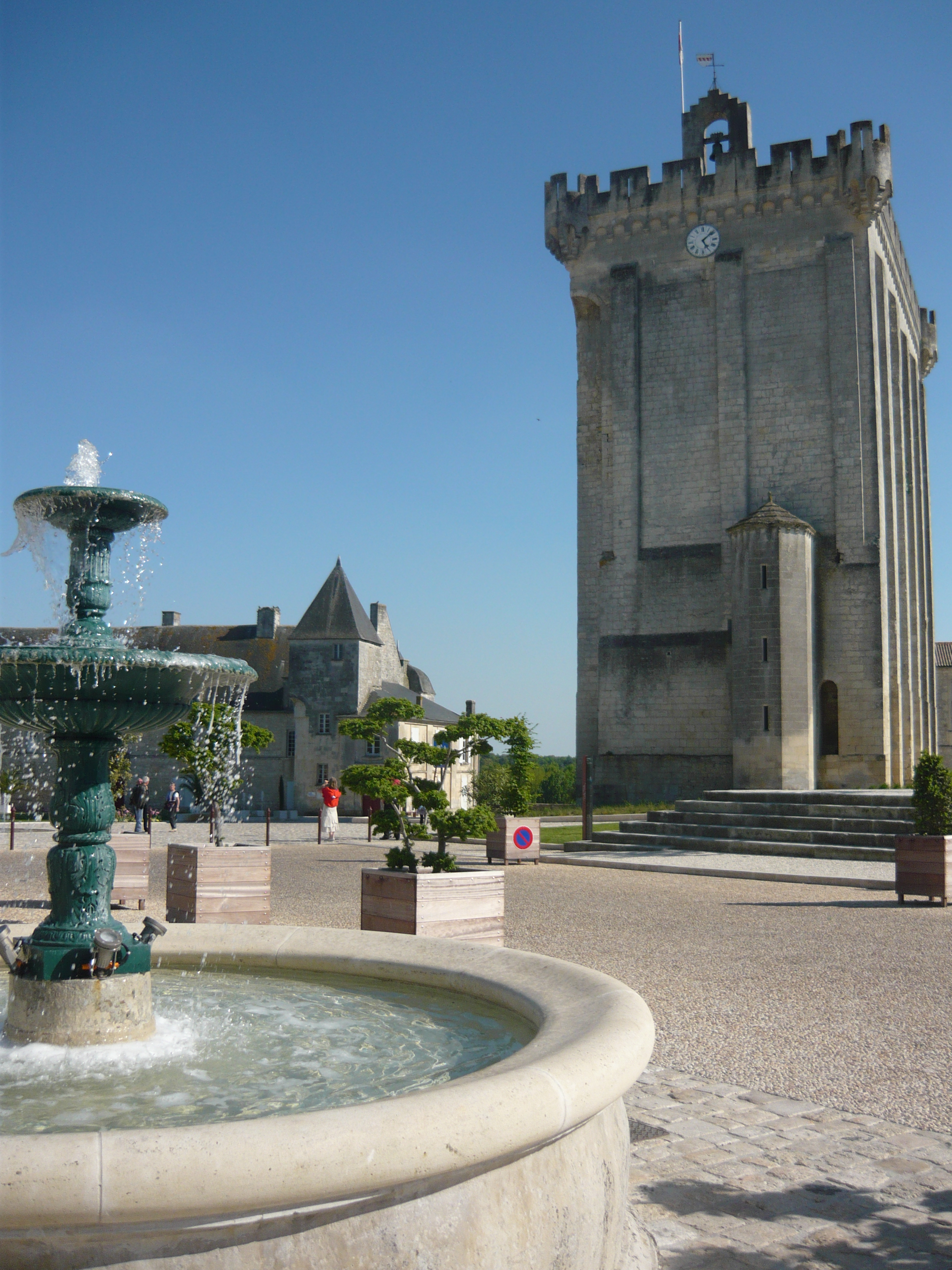
Pons et son donjon. La cité médiévale abrite un patrimoine urbain et monumental d'une exceptionnelle diversité.

Le site occupé autrefois par la puissante forteresse des sires de Pons est aujourd'hui essentiellement constitué d'une vaste esplanade transformée en jardin public, d'un corps de logis accroché à la falaise (aujourd'hui occupé par l'hôtel de ville), d'un porche médiéval surmonté d'une chapelle castrale et surtout d'un imposant donjon quadrangulaire haut de près de trente mètres, véritable emblème de la cité médiévale. La base des remparts a été partiellement conservée, et forme une promenade d'où l'on peut jouir d'une vue panoramique sur le val de Seugne. Un escalier monumental, bâti sur l'ordre de César Phœbus d'Albret, sire de Pons et maréchal de France, permet de relier la ville-haute à la ville-basse.
Du fait de sa situation d'acropole, le château de Pons est une forteresse particulièrement convoitée, notamment durant la période médiévale. Rasé en 1179 par le duc d'Aquitaine Richard Cœur de Lion à la suite d'une révolte de son vassal, le château est relevé en 1187 par Geoffroy III de Pons (en). De cette époque date notamment l'imposant donjon quadrangulaire, pièce maîtresse du dispositif défensif de la place forte, qui apparaît comme l'un des plus beaux exemples de donjon-palais roman de Saintonge. Son couronnement actuel est le résultat d'une opération de restauration effectuée au début du XXe siècle sur la base d'une gravure représentant le donjon de Tonnay-Boutonne.
Le château est de nouveau détruit (à l'exception du donjon et de quelques éléments défensifs) par les armées de Louis XIII en 1622. Quelques années plus tard, César Phœbus d'Albret fait édifier le corps de logis actuel. D'une grande sévérité dans son aspect extérieur, plusieurs appartements conservent des plafonds en bois et toile marouflée, ornés de figures allégoriques.

#### Porche et chapelle Saint-Gilles

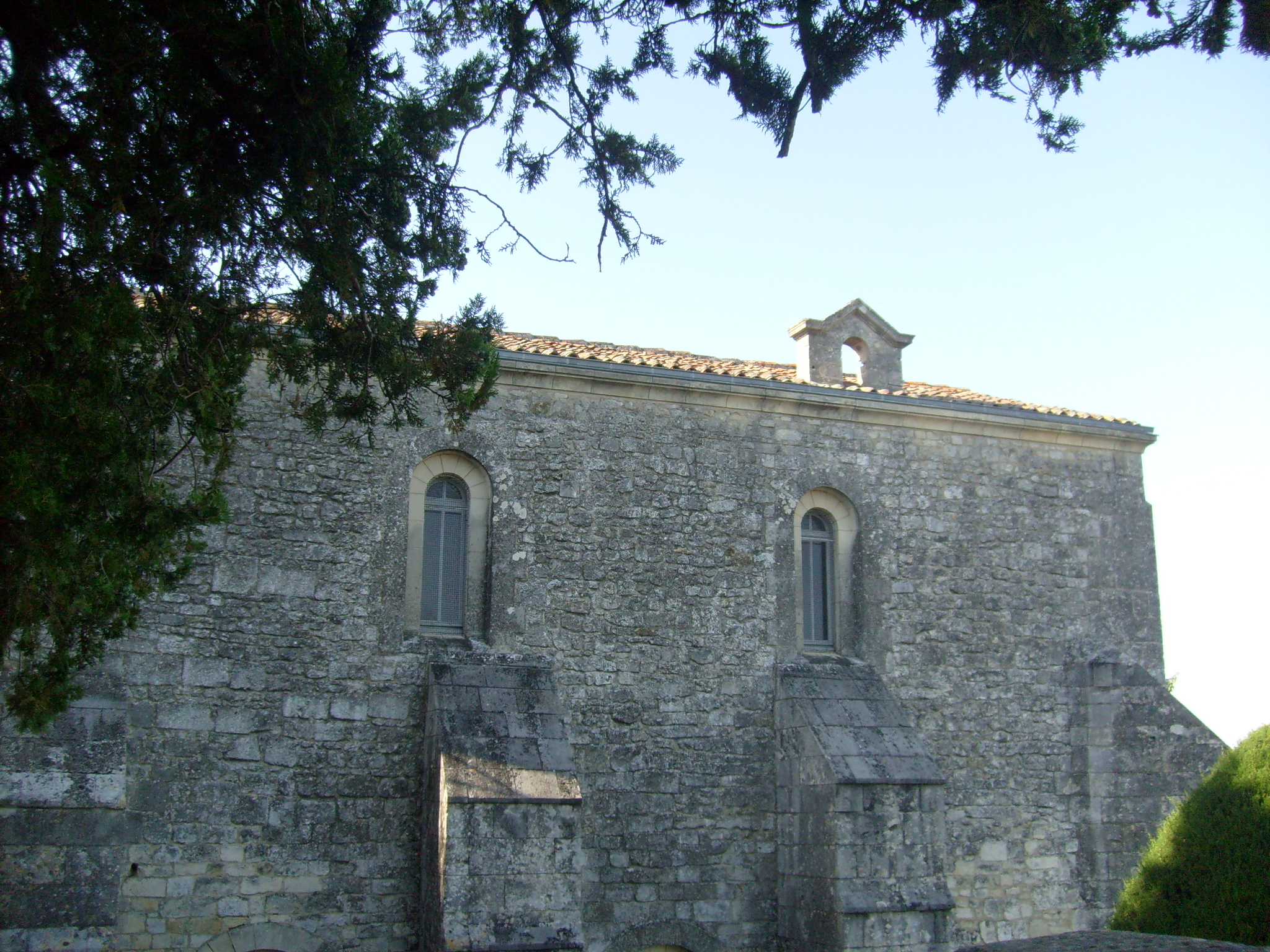
La chapelle Saint-Gilles.

Le porche médiéval (XIIe siècle) correspond à l'entrée primitive du château. Deux bornes milliaires gallo-romaines situées sous le passage voûté viennent rappeler que l'antique voie romaine reliant Mediolanum Santonum à Burdigala passait à Pons.
Le vocabulaire iconographique s'inspirant de l'architecture religieuse alors en vigueur dans la province rend ce porche unique : l'entrée du porche reprend ainsi les dispositions des portails romans, et présente notamment des similitudes avec les églises de Chadenac, Jazennes et Marignac. Parmi les éléments remarquables figurent ainsi les trois voussures en plein cintre ornées de motifs géométriques et végétaux, portées par des chapiteaux richement décorés de motifs fantaisistes tout droits sortis du bestiaire médiéval : « les feuillages, les oiseaux, les sirènes et autres personnages aux attitudes énigmatiques, tel celui qui, les mains aux tempes semble écouter… ».
La chapelle Saint-Gilles surmonte le passage voûté. Cet ancien sanctuaire roman, d'une grande sobriété, est mentionné dans une charte dès 1067 sous le vocable de « Notre-Dame-du-Château » puis de « Notre-Dame-Marie ». Reprise au XIIe siècle, elle forme un plan rectangulaire divisé en deux travées. Ses murs épais sont percés de baies en plein cintre et épaulés par des contreforts trapus. Le chevet est éclairé par un simple oculus.
Désaffectée au moment de la Révolution, elle est réaménagée en musée archéologique en 1879, affectation qui est toujours la sienne actuellement.
Le Musée archéologique de Pons est un petit musée lapidaire qui conserve des collections issues des fouilles archéologiques effectuées dans la commune, dont les divers objets datent de la République romaine et d'autres sont issus de la période gallo-romaine du Haut Empire romain.

#### Le jardin public

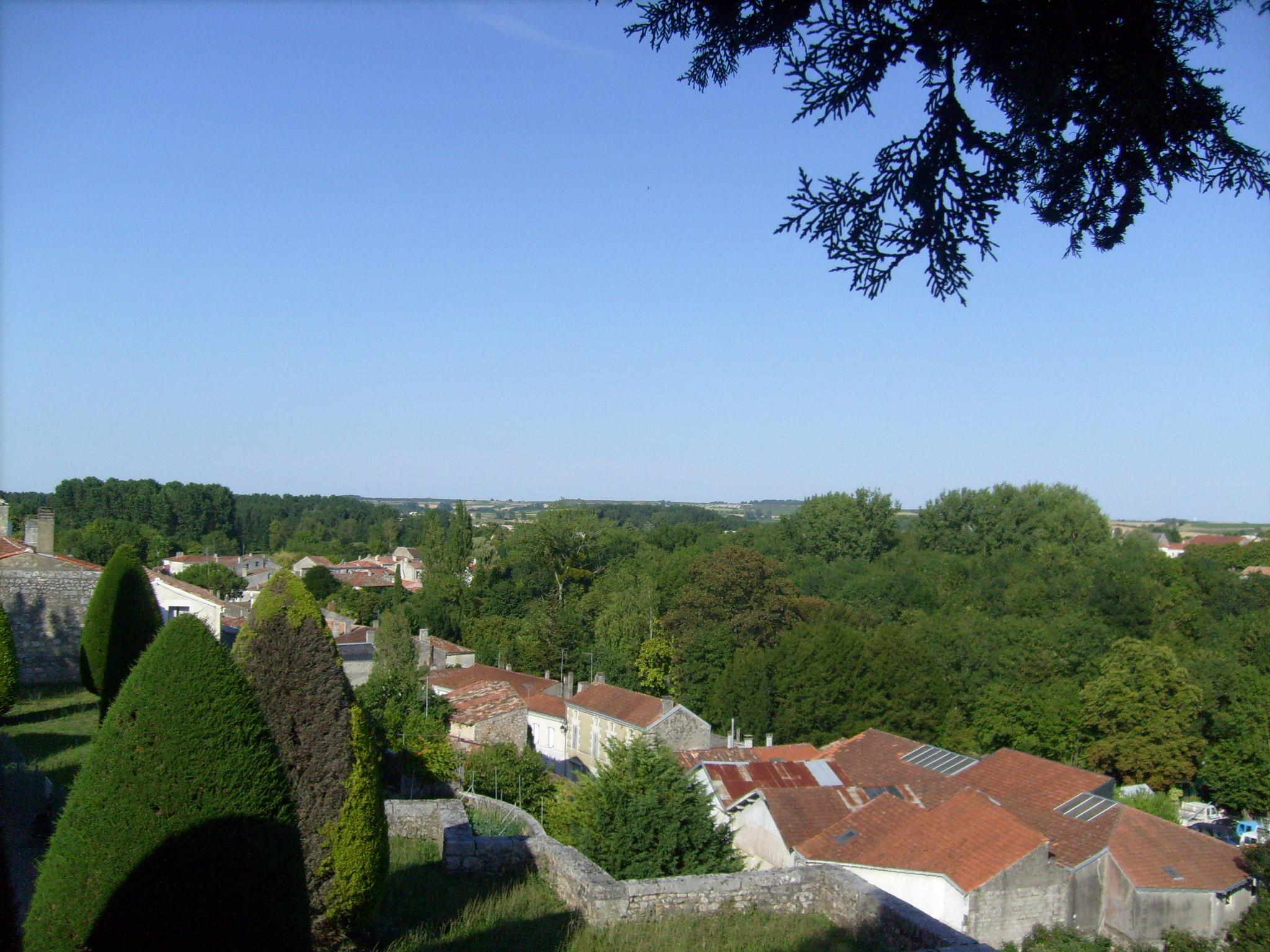
Panorama sur les alentours de la ville depuis les remparts du jardin public de Pons.

Le donjon du XIIe siècle, qui est l'unique vestige à avoir été préservé en 1622, faisait partie de la cour principale du château, qui est aujourd'hui occupée par la place de l'hôtel de ville et le jardin public.
Le jardin public a été mis en place en deux temps. Tout d'abord, en 1665, la place de l'ancienne forteresse, après avoir été nivelée et débarrassée des anciennes constructions militaires, fut aménagée pour recevoir un jardin à la française, inspiré de Le Nôtre. Puis, vers la fin du XIXe siècle, il connut un nouvel aménagement où, en 1885, il fut refait à neuf sans référence à la période classique.
Cet agréable parc urbain a été planté en terrasse sur les anciens remparts et offre de remarquables vues plongeantes sur la vallée sinueuse de la Seugne et ses multiples biefs qui isolent de petites iles inondables en hiver.
Deux monuments intéressants donnent accès au jardin public par les terrasses, l'escalier à vis d'une ancienne tourelle de défense, qui est un vestige du château fort détruit en 1622, et l'escalier du XVIIe siècle, heureusement préservé. Ce dernier est l'escalier César Phébus d'Albret, qui a été conçu en 1665 avec ses 124 marches comme une véritable promenade. Il permet notamment de voir l'ancienne muraille médiévale du XIIe siècle et la terrasse bâtie en 1630 à flanc de falaise et reposant sur d'élégantes arcades.
À l'extrémité du jardin public apparaissent la chapelle Saint-Gilles du château et la façade reconstruite d'une maison Renaissance.

#### L'hôpital des Pèlerins

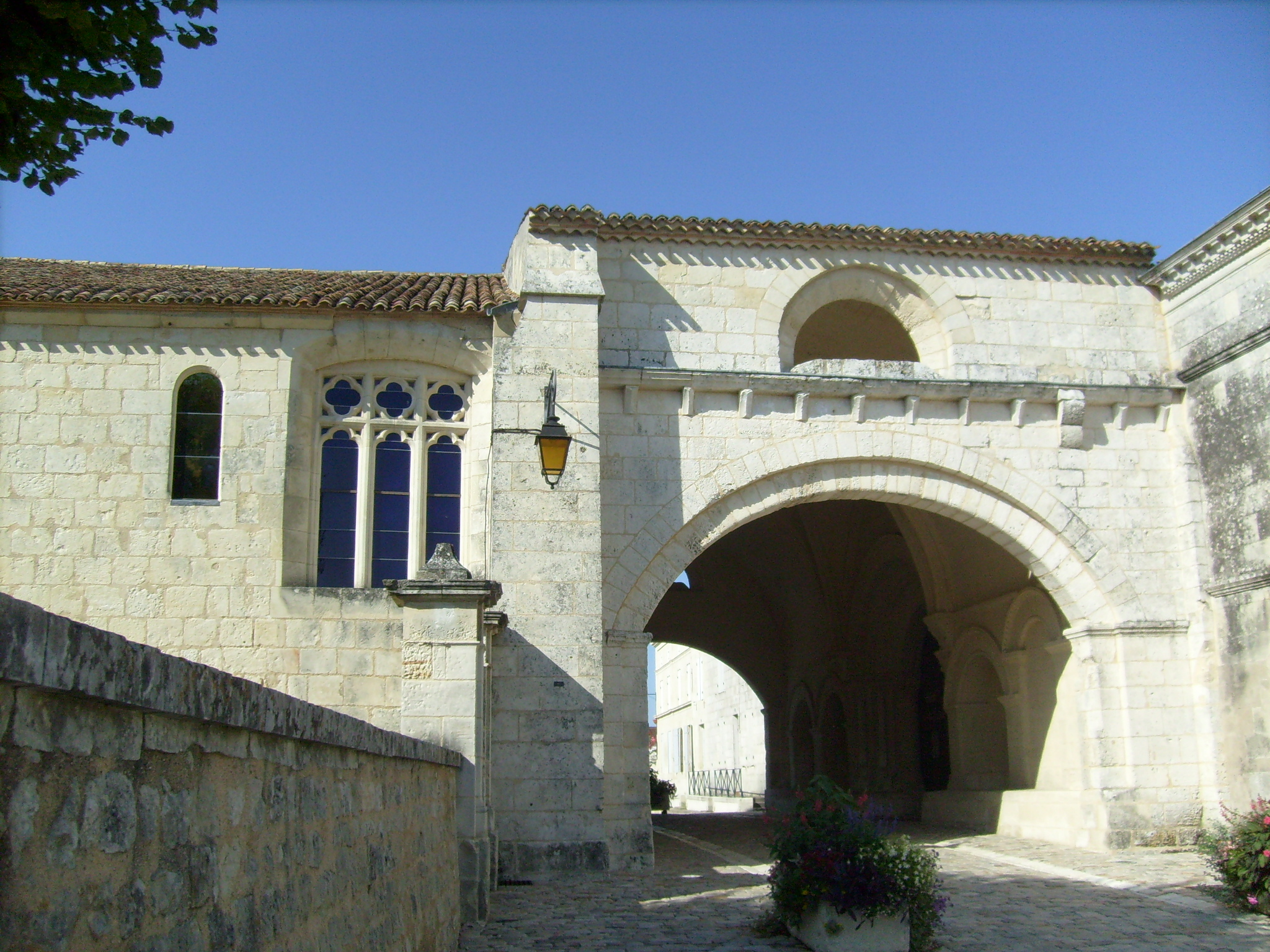
Le porche de l'hôpital.

Seul exemplaire du genre à subsister en Europe, il date du XIIe siècle.
L’hôpital neuf fut fondé par Geoffroy III de Pons. On peut voir sur les murs de nombreux graffitis gravés par les pèlerins au cours des siècles.
La salle des pèlerins possède une rare charpente à poteaux datant du XIIIe siècle.
L'hôpital, comme sa salle des pèlerins, classés au titre des Monuments Historiques, ont été inscrits au Patrimoine de l'Humanité par l'Unesco en 1998 au titre des « chemins Jacquaires ».
La restauration de cet ensemble architectural unique a marqué d'une pierre blanche l'année 2004 dite «année jacquaire». Dans le cadre de cette restauration, un ensemble de neuf vitraux contemporains a été réalisé par l'atelier de Jean-Dominique Fleury qui compte à son actif des réalisations de grande qualité.
Dans l'enceinte de l'hôpital des Pèlerins, un jardin médicinal a été créé en 2003. Par son agencement et par le choix des plantes qui le composent, c'est une évocation des jardins médiévaux. Un tel jardin existait autrefois à proximité de l'hôpital, car les soins apportés aux pèlerins nécessitaient de recourir à des produits de la pharmacopée dont la majorité étaient fabriqués à base de plantes médicinales.
Le passage routier avec ouverture de la porte occidentale date du XIIIe siècle. Il est remarquable par la finesse de ses nervures en croisée d'ogives.

#### L'église Saint-Vivien

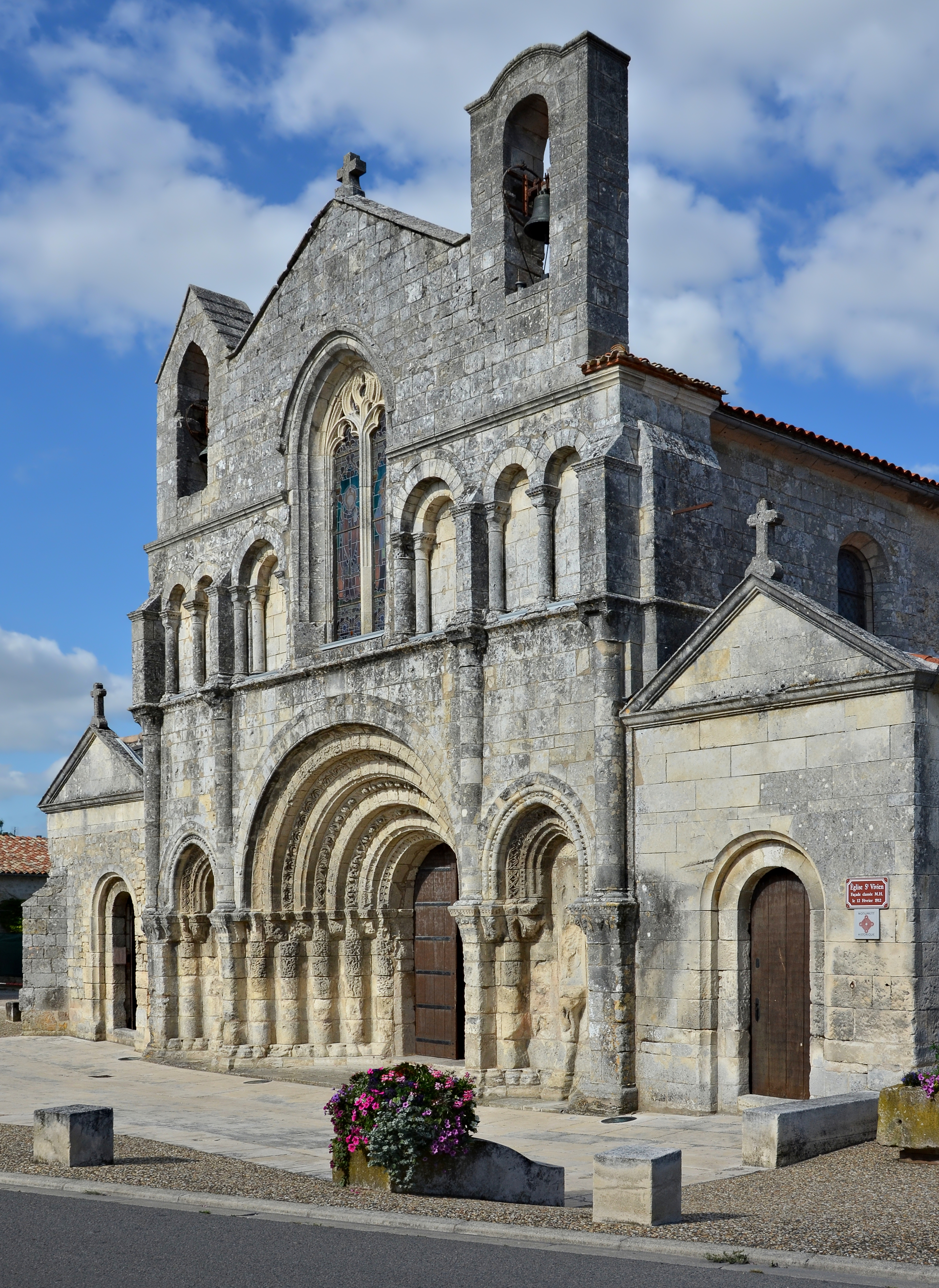
L'église Saint-Vivien de Pons est un des plus anciens monuments de la ville.

L'église Saint-Vivien est un édifice caractéristique de la période archaïque du style roman saintongeais. Succédant à un modeste oratoire élevé dans la seconde moitié du XIe siècle et dépendant à l'origine de l'abbaye de Saint-Florent de Saumur, l'église actuelle est construite dans le courant du XIIe siècle. Au début du XIIIe siècle, elle cumule les fonctions d'église prieurale et d'église paroissiale, desservant la ville-basse. Relativement épargnée par les guerres, elle est cependant remaniée à plusieurs reprises.
L'élément le plus remarquable de l'église est sa façade, divisée en trois niveaux d'élévation. Intégrant un profond portail en plein cintre à cinq voussures, encadré par deux arcades aveugles surhaussées au centre desquelles se trouvent des statues aujourd'hui très dégradées représentant sainte Marie et saint Vivien, le niveau inférieur est la partie de l'édifice qui témoigne le mieux de l'architecture romane d'origine. Au niveau intermédiaire, l'arcature en plein-cintre a été altérée par le percement d'une large baie à remplage flamboyant dans le courant du XVe siècle.
La partie supérieure de la façade est constituée d'un large pignon cantonné de deux campaniles asymétriques, lesquels sont des adjonctions datant du XVIIIe siècle. Celui de droite abrite une cloche provenant d'un ancien navire napoléonien : « L'Apollon ».
De cette période datent également les bas-côtés, qui ouvrent sur la nef par des arcades surbaissées. La nef est couverte d'un simple plafond en bois qui remplace la charpente apparente d'origine. Les baies de la nef, bouchées aux deux tiers, sont ornées de vitraux datant du XIXe siècle. Un arc triomphal en plein cintre sépare la nef de l'abside, voûtée en cul-de-four.
La façade de l'église Saint-Vivien est classée monument historique depuis le 23 février 1912.

#### L'église Saint-Martin

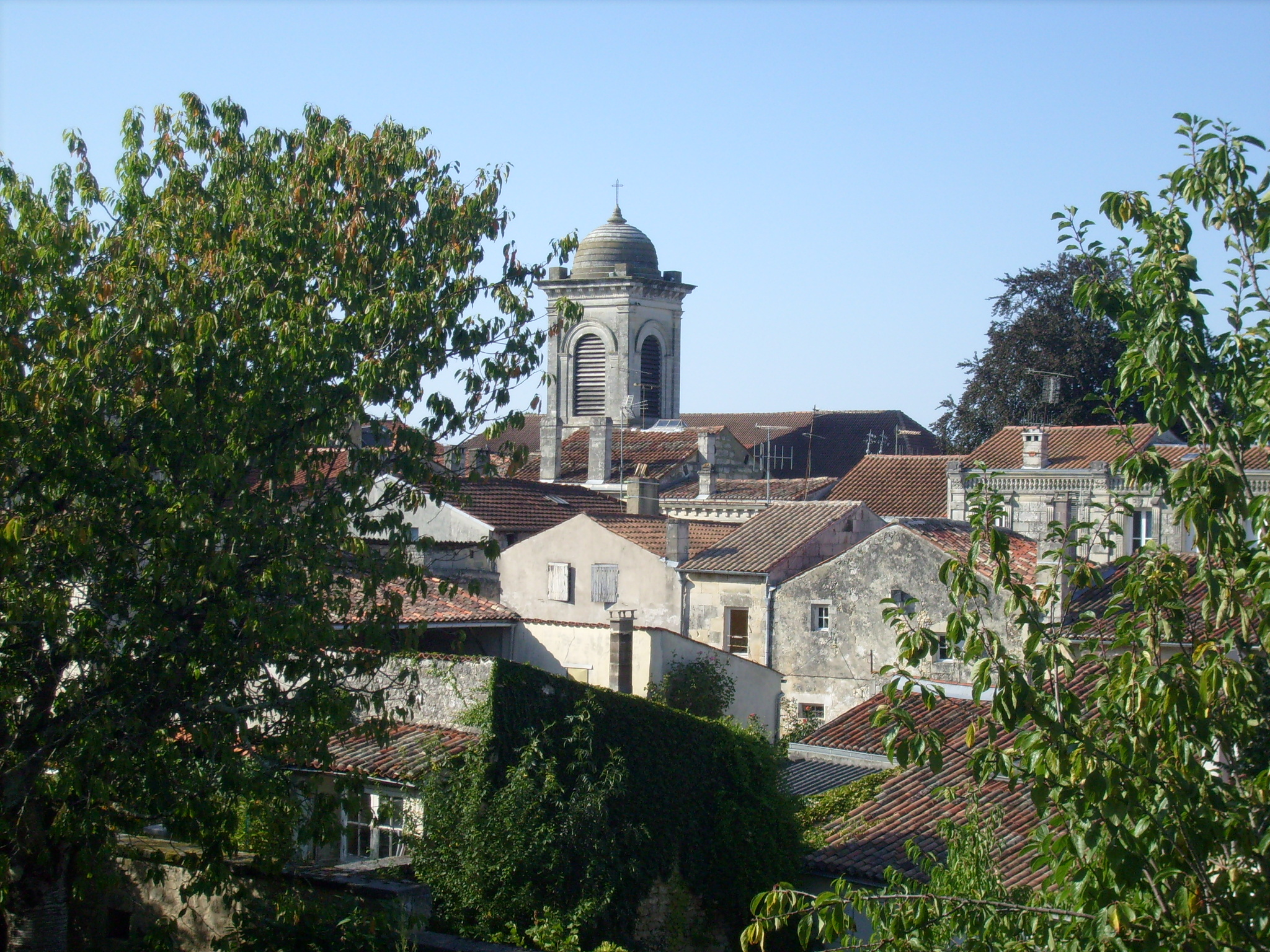
Le clocher de l'église Saint-Martin domine les toits de la ville haute à Pons.

L'église Saint-Martin était, avant sa destruction dans la seconde moitié du XVIe siècle, l'édifice religieux le plus important de la cité. Il était accolé autrefois à un cimetière éponyme. Il ne reste que de maigres traces de ce premier édifice.
Après la destruction de l'église primitive au cours des Guerres de religion, la nouvelle église fut aménagée dans l'ancien temple protestant, édifié en 1602, et qui constitue la base du sanctuaire actuel.
L'église a été agrandie dans la première moitié du XIXe siècle, pendant la période de la monarchie de Juillet, époque à laquelle elle a été dotée du clocher néo-classique qui est toujours visible aujourd'hui et qui domine la ville haute. Elle fut inaugurée en 1834, en un temps où la ville était en plein essor urbain.

#### Le château d'Usson
Initialement construit à Usson, commune d'Échebrune, entre 1536 et 1548 pour Jean IV de Rabaine (vassal du sire de Pons), le château fut sauvé par William Augereau, alors que le château était menacé de démolition au XIXe siècle. William Augereau, qui était ingénieur des chemins de fer, le fit transporter pierre par pierre, à 10 km de son site d'origine, sur sa propriété de Pons en 1889.
Ses propriétaires actuels l'exploitent actuellement sous le nom du « Château des Énigmes ».

#### Autres édifices remarquables
La chapelle Sainte-Marie-du-Fâ, aujourd'hui incluse dans un immeuble moderne, est à l'origine l'oratoire d'un logis noble appartenant à la famille d'Asnières, branche cadette de la puissante famille des sires de Pons. Bien que remaniée à de multiples occasions, elle conserve une colonne centrale dotée d'un chapiteau historié reprenant des scènes de l'Ancien Testament (le sacrifice d'Abraham notamment) et une partie de ses voûtes à croisées d'ogives quadripartites. L'ensemble, qui remonte en grande partie au XVe siècle, est inscrit à l'inventaire supplémentaire des monuments historiques depuis le 22 août 1949.

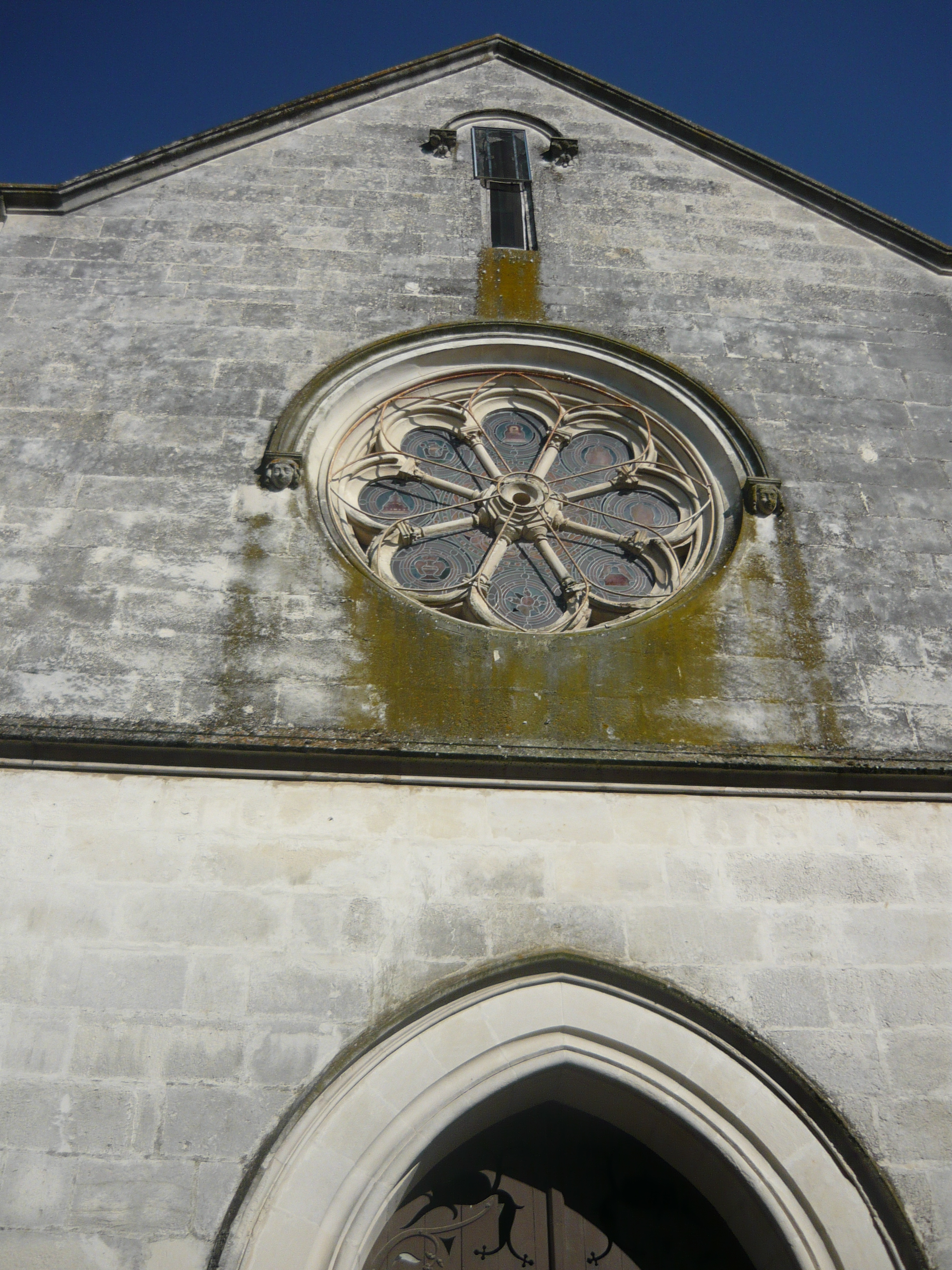
L'ancienne chapelle des Ursulines dans la ville-haute de Pons.

L’église du Sacré-Cœur, dont la façade borde la rue du Président-Roosevelt, est l'ancienne chapelle des Ursulines. Après avoir occupé un temps les locaux de l'hospice des pèlerins, où elles tiennent une école pour les enfants défavorisés à partir de 1803, elles doivent se résoudre à quitter des bâtiments vieillissants et à fonder un nouveau couvent. Celui-ci ouvre ses portes en 1827. Les bâtiments accueillent, en plus des infrastructures nécessaires aux religieuses, un pensionnat de jeunes filles, une école pour les enfants démunis et un hôpital. La chapelle est construite à partir de 1874, sur des plans de l'architecte Gustave Alaux. Comme nombre de constructions réalisées par cet architecte, l'église est bâtie dans le style néo-gothique alors en vigueur. La façade, percée d'une rosace rayonnante, intègre un portail ogival et des modillons représentant des figures de religieuses.
Le temple protestant est également situé le long de la rue du Président-Roosevelt. Noyé dans un ensemble de bâtiments hétéroclites, il est aménagé dans l'ancienne église des Dames de la Foi, congrégation fondée en 1686 par Marie d'Albret afin d'éduquer les jeunes filles ayant abjuré la « Religion prétendue réformée » que le roi Louis XIV venait d'interdire dans le royaume. Désaffectée durant la période révolutionnaire, l'église est attribuée au culte réformé en 1803.

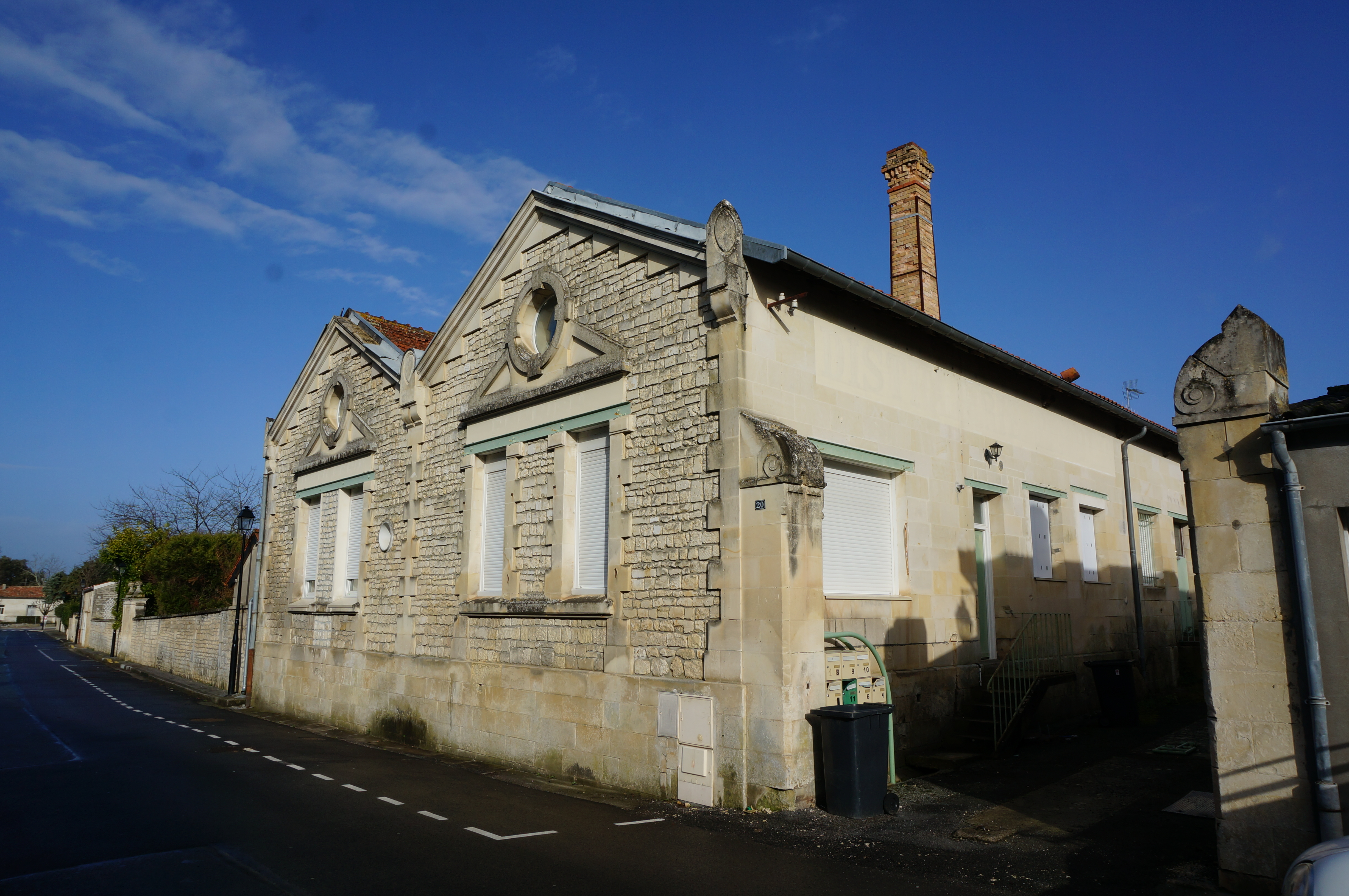
Le chais de la distillerie du donjon.

Le grand escalier témoigne des aménagements réalisés au XVIIe siècle par Phœbus d'Albret, sire de Pons et maréchal de France. Cet escalier à cinq volées, accroché au relief et adapté à un dénivelé de près de trente mètres, se compose de 142 marches en pierre de taille. Il permet de relier la ville-basse et les espaces verts du bord de Seugne au jardin public (ancienne esplanade du Château), en passant par un petit square, aménagé au pied des remparts, à mi-parcours.

Le monument à Émile Combes, installé place de la République, est inauguré en 1928 en présence de nombreuses personnalités politiques, dont Édouard Herriot, Édouard Daladier et Maurice Palmade. En dépit d'importantes mesures de protection, la cérémonie est perturbée par des militants d'extrême-droite (Camelots du roi), qui vandalisent la statue. L'un d'entre eux, dénommé Jean Guiraud, est abattu par la police au cours des échauffourées qui suivent. Le monument, très sobre, est l'œuvre du sculpteur Paul Landowski. Il se compose d'un panneau de calcaire orné d'une allégorie de la République et de l'Éducation, ainsi que d'un buste en bronze d'Émile Combes. Les lignes suivantes ont été gravées dans la pierre : 
«  Nous n'avons qu'une pensée toujours présente à l'esprit, la pensée de la tâche que nous avons assumée. Nous n'avons qu'une passion toujours ardente, toujours vibrante au cœur, le dévouement à la République.  »
L'hôtel Kerlivio-Broussard
L'éolienne du Clône

### Patrimoine naturel

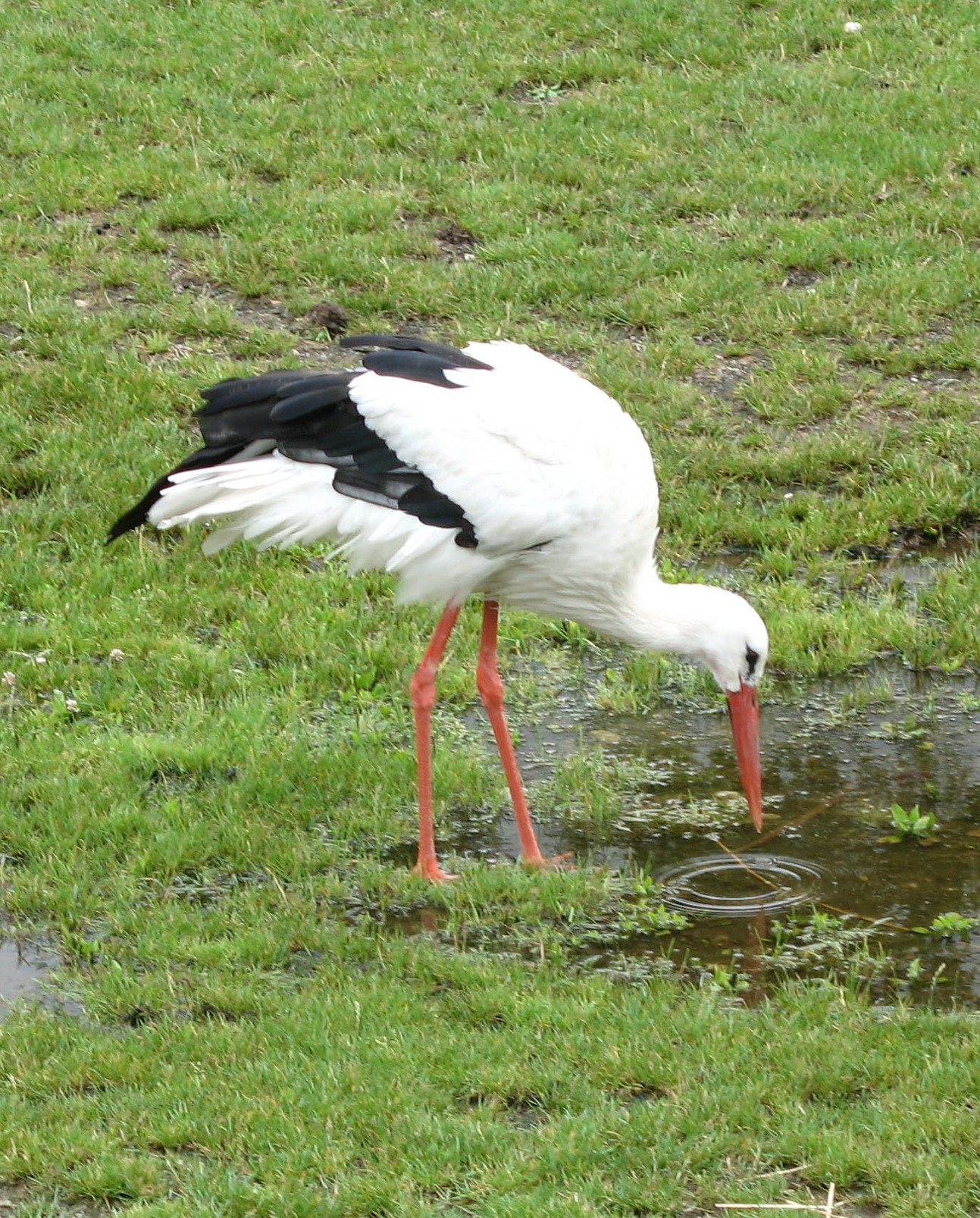
Les cigognes blanches fréquentent les zones protégées du bord de Seugne.

#### La forêt de Pons et le vallon de la Soute
Deux lieux de loisirs sont situés aux portes de la ville :
- la forêt de Pons est un site de détente et de loisirs prisé par les Pontois. Cette chênaie est située à trois kilomètres au nord de Pons ;
- le vallon de la Soute est un site pittoresque situé à deux kilomètres au nord-nord-ouest de la ville, il est davantage un lieu recherché pour l'initiation et la pratique de l'escalade.

#### Zones protégées
Une partie du territoire communal est intégrée à une zone protégée en raison du caractère unique de son écosystème (forêts alluviales, prairies mésophiles, marais, tourbières, forêts caducifoliées). Celles-ci bénéficient d'une protection spéciale dans le cadre du réseau de protection des espaces naturels de grande valeur patrimoniale Natura 2000 (classement en « zone de protection spéciale » et « site d'importance communautaire »). Ces sites sont répertoriés sous le nom de « vallée de la Charente moyenne et Seugnes » et « moyenne vallée de la Charente et Seugne et Coran » (deux sites distincts).
La directive oiseau (protection des oiseaux et de leur biotope) couvre une zone de reproduction et d'hivernage correspondant à 4 % de la commune. De nombreuses espèces d'oiseaux migrateurs viennent faire halte dans ces zones protégées (balbuzard pêcheur, busard cendré, canard chipeau, cigogne blanche, faucon hobereau, milan noir...). Une douzaine d'espèces endémiques de reptiles et d'amphibiens peut être observée dans la commune, parmi lesquelles la rainette méridionale, la couleuvre vipérine, la couleuvre à collier, le triton palmé ou le crapaud accoucheur. Près de 13 % de la surface communale est inscrite dans une zone naturelle d'intérêt écologique, faunistique et floristique de classe II (grands espaces naturels riches).

### Patrimoine culturel

#### Équipements culturels
Pons est une ville relativement bien équipée pour une ville de sa dimension, la municipalité ayant mis en place des structures d'animation et des équipements culturels essentiels à la vie de ses habitants.
La bibliothèque municipale a été installée en 1983 dans des locaux réaménagés près du site historique du donjon, étant située sur la place du Donjon. Elle figure parmi l'une des plus grandes bibliothèques du département et possède à ce jour un fonds livresque de 32 000 documents qui sont répartis dans un bâtiment de 200 m2. Ce lieu culturel qui se trouvait auparavant dans un local devenant exigu datant des années 1880, comprend un espace pour adultes, où se trouvent des ouvrages qui vont des documentaires aux livres couvrant tous les domaines de connaissance, un espace jeunesse de plus de 3 000 titres (albums, romans, livres d'images dès le premier âge), des animations pour les enfants avec leur classe et le centre de loisirs, un espace pour ados et un espace multimédia. La bibliothèque municipale qui est homologuée dans le répertoire des bibliothèques nationales relevant du Ministère de la Culture est également en contact étroit avec la D.R.A.C. en raison de son important fonds d'ouvrages régionaux anciens qui ne concernent pas exclusivement la commune de Pons mais la région de Saintonge en général.
Aux côtés de cette structure importante de la vie culturelle pontoise, peuvent être répertoriés d'autres équipements de loisirs culturels non moins fréquentés et qui sont tous gérés par la municipalité :
- une salle des fêtes municipales ;
- un cinéma municipal doté de deux salles (le Vauban) ;
- un centre social et socio-culturel ;
- un centre d'animation et de loisirs pour enfants et adolescents (Aire de loisirs du Donjon).

#### Événements culturels
Le secteur de la culture est relativement développé. Outre le support de la bibliothèque municipale riche de ses milliers de volumes et de ses activités culturelles diversifiées, des associations culturelles portent le renom de la ville bien au-delà de ses limites. Au moins trois d'entre elles peuvent être citées. Ainsi convient-il de nommer la Société Historique et Archéologique de Pons et sa Région, connue sous le sigle de S.H.A.P.R., qui est devenue au fil de ses nombreuses années une véritable institution dans la ville. Les deux autres associations ont également leur lettre de noblesse : l'association Pons-Sud-Saintonge-Québec encourage les relations entre la Saintonge et la province de Québec et a fait un gros travail de recherche historique et l'association Les Amis de Saint-Jacques-Pons, qui a considérablement œuvré pour la participation de la ville en relation à l'histoire du chemin de Saint-Jacques-de-Compostelle.

#### Langue saintongeaise

Aire linguistique du Saintongeais.

Le saintongeais fait partie de la famille des langues d’oïl, branche des langues romanes qui comprend également le français, l’angevin le picard et le poitevin avec lequel il est souvent regroupé dans un domaine plus vaste, le poitevin-saintongeais.
Le saintongeais (saintonjhais) est la langue vernaculaire parlée dans les anciennes provinces d'Aunis, Saintonge et Angoumois. On l’appelle aussi le charentais ou encore le patois charentais. Les locuteurs sont dits « patoisants ».
Le saintongeais a fortement influencé l’acadien et en conséquence, par « ricochet », le cadien ; quant au québécois, il a été influencé par les parlers tels que le normand, le francien et le saintongeais.
La langue saintongeaise présente de nombreux traits communs avec des langues telles que le cadien ou l'acadien, ce qui s'explique par les origines saintongeaises d'une partie des émigrants vers la Nouvelle-France au XVIIe siècle.
La langue saintongeaise se retrouve dans la toponymie de plusieurs quartiers et lieux-dits de la commune, et reste vivace à travers des expressions locales.

#### Pons et le cinéma
- La Tête en friche, film français réalisé par Jean Becker, sorti en 2009. Réunissant notamment Gérard Depardieu, Gisèle Casadesus et la chanteuse Maurane, ce film a été tourné en plusieurs endroits de la ville (centre historique, jardin public, bords de Seugne)[116].
- The Naked Pilgrim: The Road to Santiago, série télévisée britannique.

### Personnalités liées à la commune

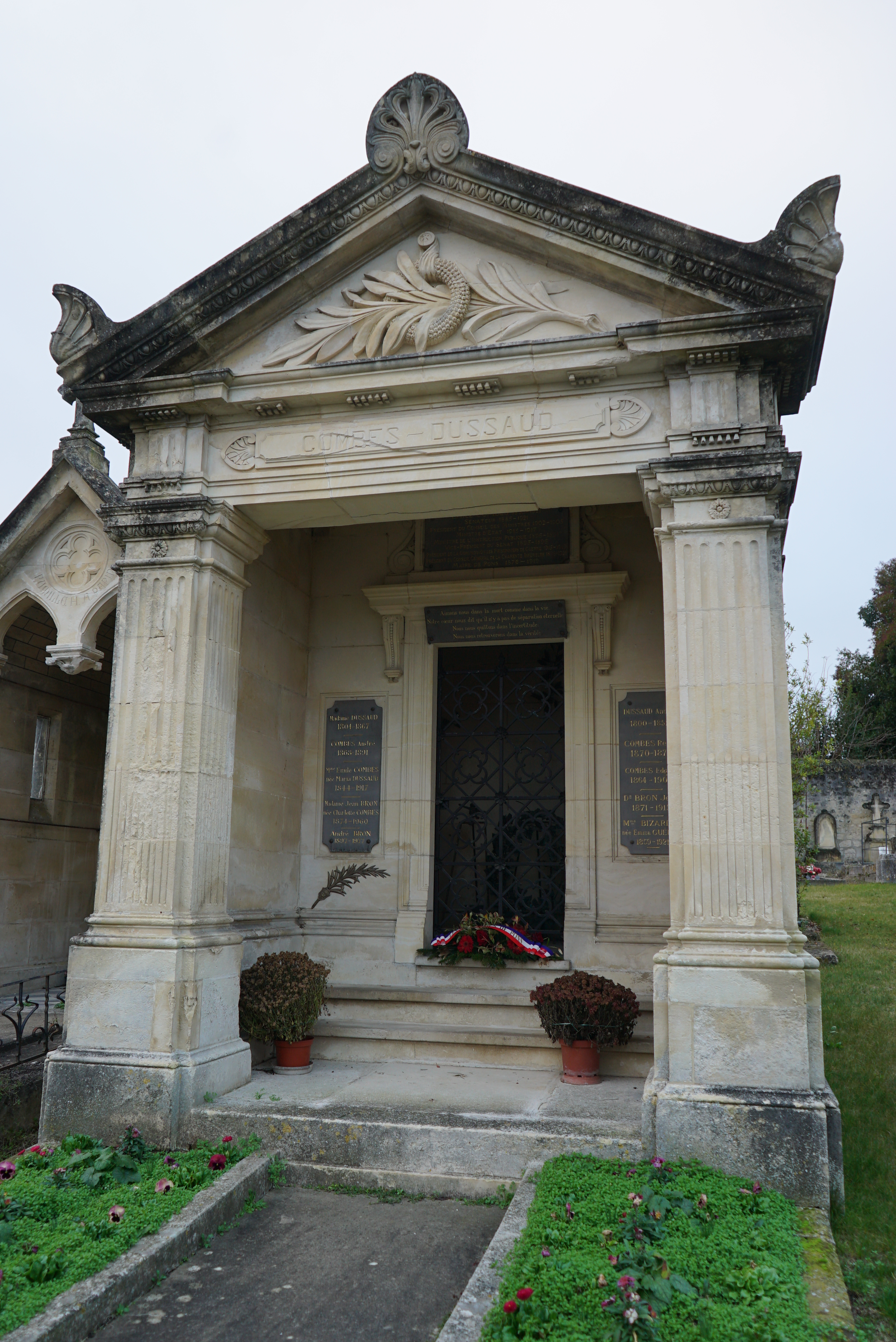
Caveau familial des Combes, vieux cimetière.

- Rainaut de Pons (1189-1228), seigneur de Pons, sénéchal de Gascogne et troubadour de langue occitane.
- Raymond de Pons (-1232), évêque de Périgueux, cardinal.
- Renaud VI de Pons (1343–1426), sire de Pons et important seigneur féodal.
- Théodore Agrippa d'Aubigné (1552–1630), écrivain et poète.
- Pierre Dugua de Mons (1560–1628), fondateur de l'Acadie en 1604 et cofondateur de Québec en 1608 avec Samuel Champlain. À son retour en France, il devint gouverneur de la ville de Pons en 1610. Résidence au petit village voisin de Fléac-sur-Seugne. (Plaque mémorial au Donjon   http://inventairenf.cieq.ulaval.ca:8080/inventaire/oneLieu.do?refLieu=1641&sortPropRepere=auteur&ascRepere=true)
- César Phœbus d'Albret (1614–1676), sire de Pons, maréchal de France, gouverneur de Guyenne.
- Jean-François Laurenceau (1752-1833 à Pons) homme politique, député de la Charente-Inférieure au Conseil des Cinq-Cents.
- Joseph Buat (1851-1909), sculpteur, né à Pons.
- Émile Combes (1835–1921), homme politique du Parti républicain, radical et radical-socialiste, maire de Pons, sénateur puis président du Conseil, mandat qui mènera en 1905 à la loi de séparation des Églises et de l'État et à l'aboutissement de l'école laïque en France.
- Gabriel Nicolet (1856-1921), peintre français, né à Pons.
- Edgard Combes (1864-1907), fils d'Émile Combes, haut fonctionnaire, né et inhumé à Pons.
- Barthélemy Gautier (1846–1893), dessinateur humoristique né et mort à Pons.
- Athanase Jean (1861–1932), médecin de campagne, auteur à Pons en 1902 d'une célèbre pièce de théâtre patoisant, La Mérine à Nastasie (La marraine de Nastasie).
- Georges Grasset (1910-1998), résistant français, Compagnon de la Libération, mort à Pons.

### Héraldique, logotype et devise
| Blason | Blasonnement : D'argent, à la fasce bandée de gueules et d'or. Commentaires : Tel que rapporté par Malte-Brun, dans La France Illustrée (1881), où il précise en outre qu'il s'agit à l'origine des armes des anciens seigneurs du lieu. Les couleurs du bandé sont toutefois inversées. |

| Blason | Blasonnement : D'argent, à la fasce bandée de gueules et d'or. Commentaires : Sous le Premier Empire, la cité de Pons était une ville de troisième ordre et ses armes se blasonnaient ainsi : - De sinople à trois ponts de trois arches, l'un sur l'autre, d'or, maçonnés de sable et soutenus chacun d'une rivière d'argent, au franc-quartier des villes de troisième classe, qui est à senestre de gueules chargé d'un N d'argent surmonté d'une étoile rayonnante du même. |

## Pour approfondir

#### Ouvrages consacrés à la ville
- Pierre Sénillou, Pons à travers l'histoire, tomes 1&2, Publications de l'Université Francophone d'Été et de Geste Éditions, 1995.
- Gérard Lochu et Roger Vallat, Pons, Mémoire en images, éditions Alan Sutton, 2009.
- Anne-Marie Molinie, "Histoire de la ville de Pons et origine des noms de ses lieux dits" 2011 édition Publibook

#### Ouvrages généraux faisant référence à la ville (par ordre alphabétique des auteurs)
- Jean Combes (Ouvrage collectif sous la direction de), Guide des départements : la Charente-Maritime, Éditions du Terroir, 1985, monographie sur Pons en p. 113/114.
- Jean-Luc Flohic (Ouvrage collectif sous la direction de), Le patrimoine des communes de la Charente-Maritime, Collection Le patrimoine des communes, Flohic éditions, 2002, monographie sur Pons - Tome II - p. 602/610.
- M.A. Gautier, Dictionnaire des communes de la Charente-Inférieure, Les Chemins de la Mémoire, Saintes, p. 106/107
- Louis Lassarade, L'oppidum de Pons, Revue la Saintonge et de l'Aunis - Fédération des Sociétés Savantes de la Charente-Maritime ; Tome IV, 1978 p. 7-33.
- Louis Maurin, Des origines jusqu'au VIe siècle in J. Glenisson (Ouvrage collectif sous la direction de) Histoire de l'Aunis et de la Saintonge, Geste Éditions (en p. 19; 45; 81; 92 à 103; 163 à 175.
- Marc Seguin, Le Protestantisme à Pons in  Histoire des Protestants charentais (Aunis, Saintonge, Angoumois), ouvrage collectif, Le Croît Vif, 2001, en p. 55-57.
- Anne-Marie Molinie, "Histoire de la ville de Pons et origine des noms de ses lieux dits", 2011  édition Publibook

#### Guides de tourisme
- Guide du Protestantisme charentais, 15 balades en pays charentais, Geste éditions, 2006 (Le Protestantisme à Pons et dans sa région en p. 26 à 29).
- Guide Vert Michelin, La Charente-Maritime, Michelin éditions du Voyage, publication de mars 2008, (Présentation de Pons en p. 93).
- Guide Vert Michelin, Poitou-Charentes-Vendée, Michelin éditions du Voyage, publication de mars 2000, (Présentation de Pons en p. 272 à 276).
- Topo-Guides, La Charente-Maritime et ses îles, Ré, Aix, Oléron / Art roman en Saintonge, Réf. 171, GR - F.F.RANDONNEE; 3e édition, mai 2008 (Sur Pons, p. 75, 81, 105,135).

#### Autres ouvrages
- J.M. Cassagne et M. Korsak, Origine des noms de villes et villages de la Charente-Maritime, éditions Bordessoules, 2002
- Encyclopédies Bonneton Charente-Maritime, Christine Bonneton éditeur, 2001
- Guides Gallimard Charente-Maritime - Saintonge , éditions nouveaux loisirs, 1994
- Jean Combes (dir.), Histoire du Poitou et des Pays charentais : Deux-Sèvres, Vienne, Charente, Charente-Maritime, éditions Gérard Tisserand, Clermont-Ferrand, 2001
- Anne Marie Molinie, "Le sire Geoffroy de Pons" roman historique se déroulant au XIIe siècle, 2012, édition Publibook

#### Autres sources
- Articles de la presse régionale du quotidien régional Sud Ouest.
- Articles de la presse hebdomadaire locale de Haute-Saintonge-Hebdo.